# Rodez
Cet article possède un paronyme, voir Rodelle.
Pour l’article ayant un titre homophone, voir Rodès.
Rodez ([ʁodɛs] ou [ʁɔdɛz] ; en occitan : Rodés, [ruˈðes]) est une commune française du Midi de la France, au nord-est de Toulouse. Elle est la préfecture du département de l'Aveyron en région Occitanie, siège de Rodez Agglomération, de la première circonscription de l'Aveyron ainsi que du conseil départemental de l'Aveyron.
Ancienne capitale du Rouergue, la ville est le siège du diocèse de Rodez et Vabres. Ses habitants sont appelés les Ruthénois, du nom des Rutènes, peuplade gauloise qui occupait jadis le territoire, l'ancien gentilé « Rodanois » ayant cédé la place à cette forme savante.

## Géographie

### Localisation
Situé dans le Sud-Ouest de la France, au cœur du triangle formé par Toulouse, Clermont-Ferrand et Montpellier, dans les contreforts ouest du Massif central, le pays ruthénois s'organise entre les vallées et hauts plateaux des Grands Causses et les collines humides du Ségala. Il s'étend autour de Rodez Agglomération, communauté d'agglomération de 55 000 habitants.

### Communes limitrophes
Les communes limitrophes sont Druelle Balsac, Le Monastère, Olemps, Onet-le-Château et Sainte-Radegonde.
Rodez est limitrophe de cinq autres communes.

### Géologie et relief

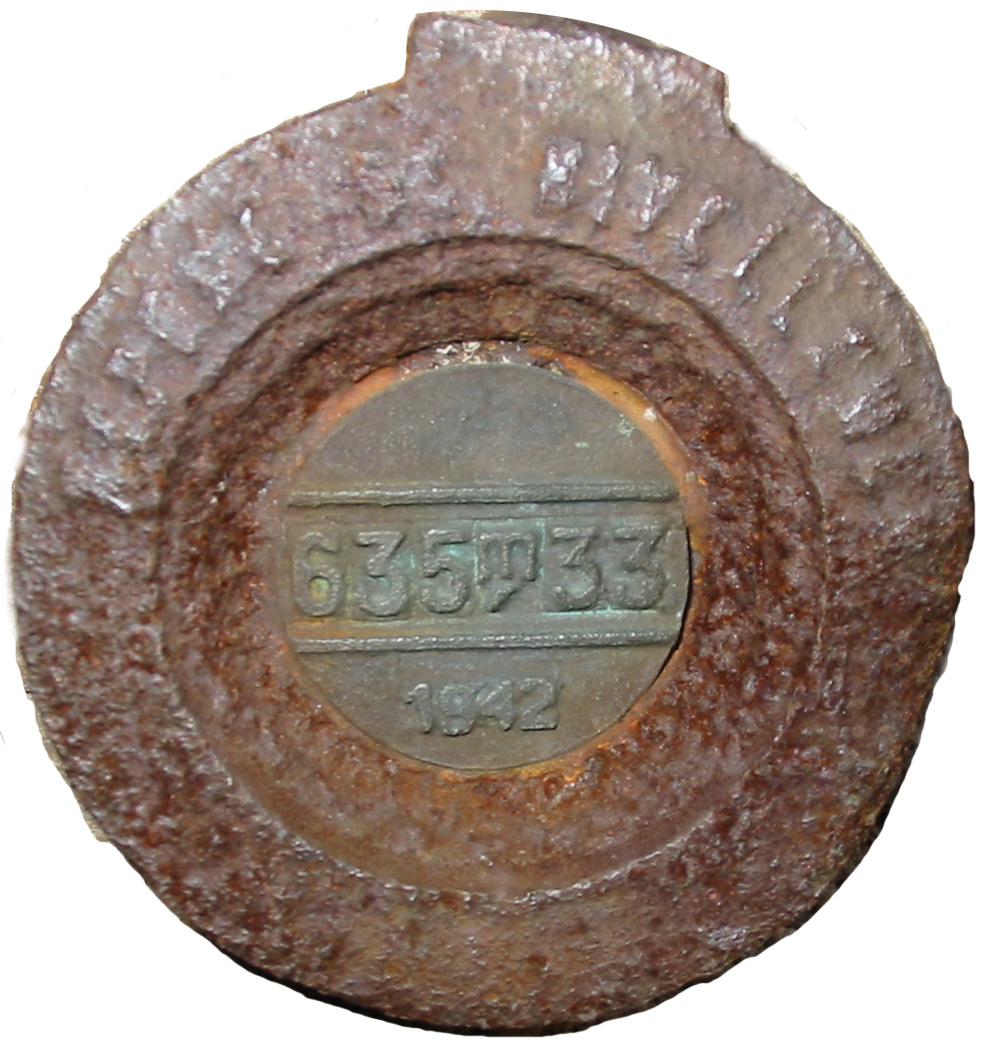
Point haut de Rodez, Alt. 635,33m

Le territoire de Rodez est un condensé d'une diversité géologique. Il est à cheval sur le socle ancien du Ségala formé de terres siliceuses acides, des Rougiers au sol constitué d'argilites rouges, et des causses composés de calcaires et de marnes. La ville a été construite sur un relief isolé de forme conique, localement appelé « Le Piton », et s’est peu à peu étendue sur les pentes avoisinantes.
Sur le piton ruthénois, plusieurs voies de circulation présentent une pente importante ; la rue Saint-Martin a une pente moyenne de 23 %.
Elle se situe dans une zone de sismicité 2, autrement dit à un niveau faible.

### Hydrographie

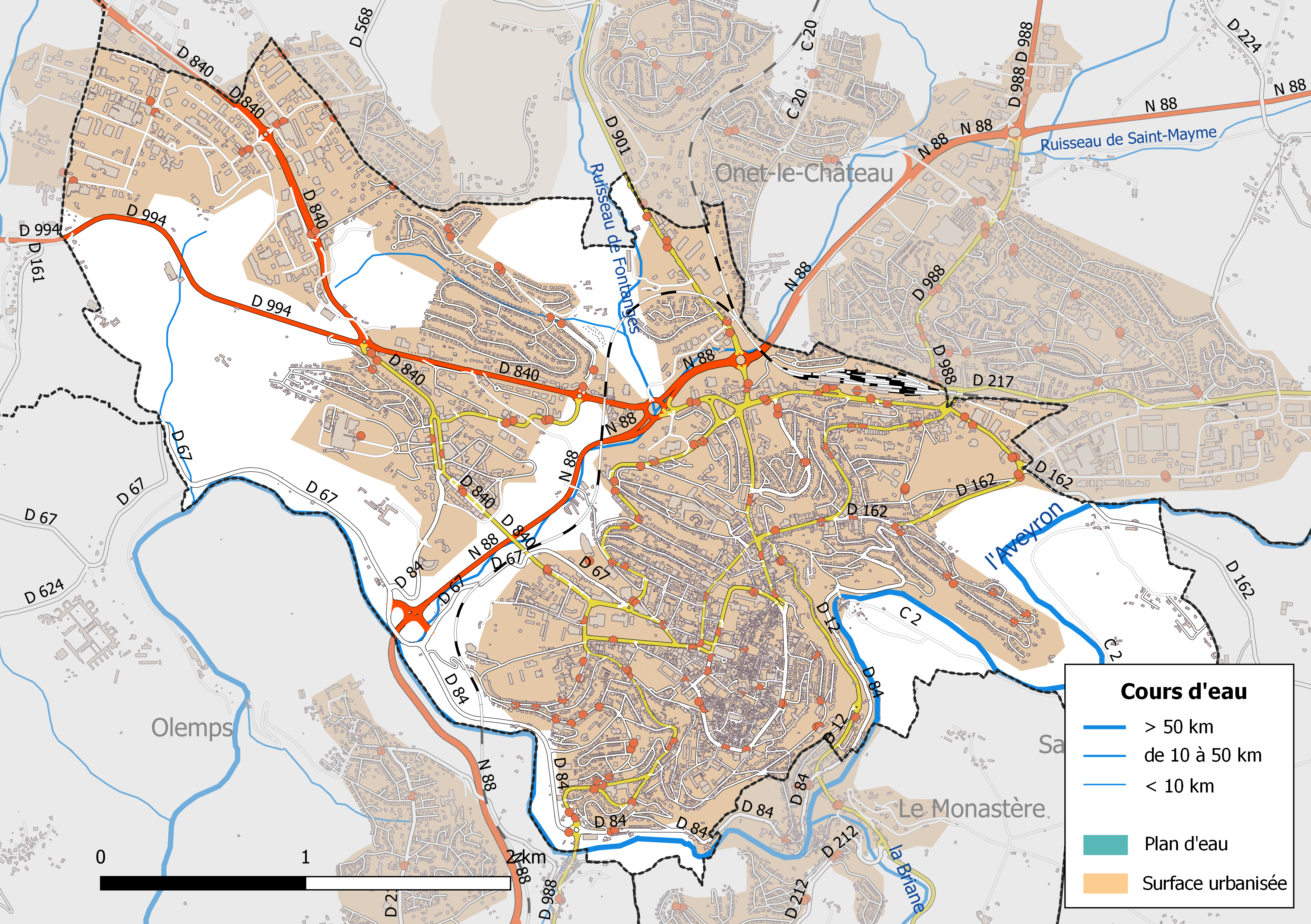
Réseau hydrographique de Rodez.

La commune est traversée, en contrebas, par l'Aveyron et par le ruisseau de l'Auterne. Leurs rives sont des lieux de pêche importants ou de balades grâce aux espaces verts que propose le quartier de Layoule.

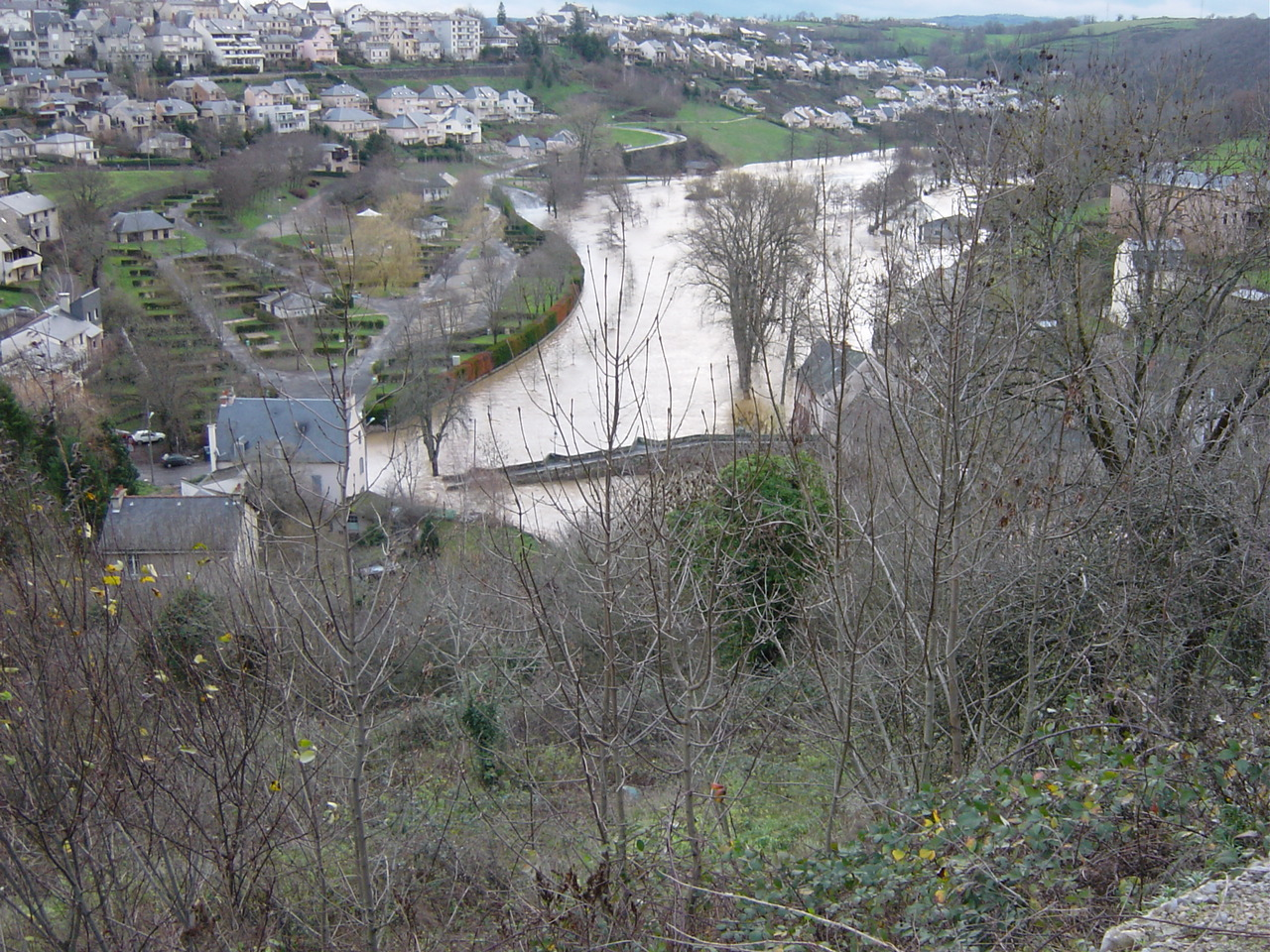
Crue de 2003 vue de la côte des Besses

Plusieurs secteurs de la commune sont soumis au risque d'inondation : Layoule, la Mouline.
La presse locale retrace ces crues :
- mars 1901[5] ;
- mars 1930[6] ;
- décembre 1959[7] ;
- 14 décembre 1981[8] ;
- décembre 2003[9].

### Climat
Pour des articles plus généraux, voir Climat de l'Occitanie et Climat de l'Aveyron.
En 2010, le climat de la commune est de type climat océanique altéré, selon une étude s'appuyant sur une série de données couvrant la période 1971-2000. En 2020, Météo-France publie une typologie des climats de la France métropolitaine dans laquelle la commune est exposée à un climat de montagne et est dans la région climatique Sud-est du Massif Central, caractérisée par une pluviométrie annuelle de 1 000 à 1 500 mm, minimale en été, maximale en automne.
Pour la période 1971-2000, la température annuelle moyenne est de 10,7 °C, avec une amplitude thermique annuelle de 15,8 °C. Le cumul annuel moyen de précipitations est de 1 043 mm, avec 11,3 jours de précipitations en janvier et 7,1 jours en juillet. Pour la période 1991-2020, la température moyenne annuelle observée sur la station météorologique la plus proche, située sur la commune de Flavin à 7 km à vol d'oiseau, est de 11,0 °C et le cumul annuel moyen de précipitations est de 902,2 mm,. Pour l'avenir, les paramètres climatiques de la commune estimés pour 2050 selon différents scénarios d'émission de gaz à effet de serre sont consultables sur un site dédié publié par Météo-France en novembre 2022.

### Moyennes climatiques
| Mois                                             | jan.          | fév.          | mars          | avril        | mai          | juin         | jui.         | août         | sep.         | oct.         | nov.          | déc.          | année      |
| ------------------------------------------------ | ------------- | ------------- | ------------- | ------------ | ------------ | ------------ | ------------ | ------------ | ------------ | ------------ | ------------- | ------------- | ---------- |
| Température minimale moyenne (°C)                | −0,2          | −0,5          | 2,1           | 4,5          | 8            | 11,4         | 13,4         | 13,4         | 9,9          | 7,5          | 3,2           | 0,5           | 6,1        |
| Température moyenne (°C)                         | 3,4           | 3,9           | 7,1           | 9,7          | 13,4         | 17,2         | 19,5         | 19,6         | 15,6         | 12,1         | 7,1           | 4,3           | 11,1       |
| Température maximale moyenne (°C)                | 7,1           | 8,3           | 12,1          | 14,9         | 18,9         | 23           | 25,7         | 25,8         | 21,3         | 16,6         | 10,9          | 8             | 16,1       |
| Record de froid (°C) date du record              | −25,2 16.1985 | −16,1 05.2012 | −14,5 01.2005 | −6,2 04.2022 | −2,7 06.2019 | 1,3 05.2014  | 3 17.2000    | 3 30.1986    | −2 21.1977   | −6,1 25.2003 | −11,5 06.1980 | −13,2 03.1973 | −25,2 1985 |
| Record de chaleur (°C) date du record            | 18,9 01.2022  | 23,5 24.1990  | 25 26.1989    | 26,5 28.2023 | 33,1 21.2022 | 38,9 27.2019 | 38,8 30.1983 | 38,9 16.1987 | 34,4 18.1987 | 28,4 05.2009 | 25,8 05.1972  | 21 29.1983    | 38,9 2019  |
| Ensoleillement (h)                               | 84,7          | 124,9         | 171,5         | 192,7        | 218,9        | 255,8        | 282,2        | 273,8        | 218,2        | 164,7        | 103,8         | 102           | 2 193      |
| Précipitations (mm)                              | 74,9          | 54,1          | 62,6          | 84,3         | 96,9         | 64,2         | 55,6         | 59,9         | 77,5         | 75,8         | 85,3          | 78            | 869,1      |
| dont nombre de jours avec précipitations ≥ 1 mm  | 11,6          | 9,2           | 10            | 10,5         | 10,5         | 7,8          | 6,7          | 7,6          | 8,2          | 9,6          | 11,7          | 11,4          | 114,8      |
| dont nombre de jours avec précipitations ≥ 5 mm  | 5,3           | 3,9           | 4,6           | 5,9          | 5,8          | 4,3          | 3,5          | 3,5          | 4,2          | 4,7          | 5,5           | 5,6           | 56,8       |
| dont nombre de jours avec précipitations ≥ 10 mm | 2             | 1,3           | 1,9           | 2,7          | 3,3          | 2            | 2,1          | 1,6          | 2,5          | 2,2          | 2,6           | 2,2           | 26,5       |

| Ville             | Ensoleillement · (h/an) | Pluie · (mm/an) | Neige · (j/an) | Orage · (j/an) | Brouillard · (j/an) |
| ----------------- | ----------------------- | --------------- | -------------- | -------------- | ------------------- |
| Médiane nationale | 1 852                   | 835             | 16             | 25             | 50                  |
| Rodez,            | 2179                    | 770             | 11             | 22             | 22                  |
| Paris             | 1 717                   | 634             | 13             | 20             | 26                  |
| Nice              | 2 760                   | 791             | 1              | 28             | 2                   |
| Strasbourg        | 1 747                   | 636             | 26             | 28             | 69                  |
| Brest             | 1 555                   | 1 230           | 6              | 12             | 78                  |
| Bordeaux          | 2 070                   | 987             | 3              | 32             | 78                  |

Le 28 janvier 2006, Rodez a connu un important épisode neigeux. Un mètre de neige poudreuse et très adhérente s'est abattu sur l'agglomération, paralysant pendant plusieurs jours l'économie et la vie du Piton.

### Voies de communication et transports
La ville et l'agglomération se situent au bord de la RN 88, l'axe Toulouse - Lyon, voie indispensable à son développement économique et touristique et joue un rôle complémentaire avec les principales agglomérations de la région, Toulouse, Albi et Castres, avec lesquelles elle développe des liens de collaborations.
Dès 2005, le département de l'Aveyron a poursuivi son désenclavement en termes d'outils de communication. La rocade de Rodez, ceinturant l'agglomération du Grand Rodez et aménagée progressivement en boulevard urbain à 2 × 2 voies, permet de desservir les lieux stratégiques de l'agglomération ruthénoise. Une continuité à 2 × 2 voies sur l'ensemble de la rocade devait voir le jour dans le cadre du plan 2014-2018. Le projet a pris du retard mais avance. La préfète a signé en avril 2021 l'arrêté de Déclaration d'Utilité Publique concernant les trois giratoires dénivelés prévus aux Moutiers, à La Gineste et à Saint-Marc. À noter que le principe d'un grand contournement a finalement été écarté car seulement 10 % du trafic aurait ainsi été drainé, pour un coût de plusieurs centaines de millions d'euros.
En 2009, l'aéroport de Rodez-Aveyron a connu une mutation avec l'agrandissement de son aérogare et l'ouverture de nouvelles destinations régulières internationales.

#### Voies de communication

##### Axes ferroviaires
La gare de Rodez est le terminus de deux lignes : l’une vers Capdenac, Brive et Paris, l’autre vers  Albi et Toulouse. Une autre ligne, vers  Sévérac-le-Château et Millau est fermée depuis 2017. Le réseau ferré a subi de nombreuses restructurations, notamment grâce au plan rail Midi-Pyrénées, sauf pour la portion Rodez/Sévérac-le-Château. Entre 2009 et 2013, le changement intégral des rails, la réfection des ouvrages d'art, le remplacement des systèmes d'information et d'exploitation du trafic sur les lignes Rodez - Toulouse et Rodez - Paris ont permis une amélioration du réseau. De plus, la région s’est équipée en 2013 de nouveaux TER, plus confortables.

##### Axes routiers
Rodez se situe au bord de la RN 88 (axe reliant Toulouse à Lyon), transformée dans le secteur de Rodez en boulevard urbain (doublement des voies, nombreuses bretelles d'entrées et de sorties, vitesse limitée entre 70 et 110 km/h) pour permettre la fluidité du trafic représentant 35 000 véhicules par jour. Des boucles de comptage y sont enfouies pour évaluer le trafic et le retranscrire par des cartes de trafic en temps réel. La portion de cette route nationale, déclarée priorité nationale en 1993 entre Rodez et Albi, est en cours de requalification avec le doublement des voies, après des décennies d'études et ce depuis le 18 octobre 2010, date du lancement officiel de ce vaste chantier.
La portion routière de la RN 88 entre Rodez et Carmaux devait être complètement aménagée en 2 × 2 voies express et mise en service en 2021 mais une dernière portion est encore en travaux. Elle concerne le contournement de Baraqueville. Courant 2022, un trajet quasiment sans discontinuité à double voie entre Rodez et Toulouse sera enfin possible (à l'exception de la portion entre Albi et Carmaux dont l'aménagement en voie autoroutière est envisagé mais non programmé à ce jour[Quand ?]). En effet, l’A68 est en service entre Albi et Toulouse depuis les années 1990. Cet axe est un des plus importants de Midi-Pyrénées en termes de trafic. Quant à la portion routière de la RN 88 entre Rodez et Sévérac-le-Château, dernier maillon manquant à 2 × 2 voies, des études sont en cours mais les travaux ne commenceront pas avant 2020 faute de crédits accordés. À l'issue de ces travaux, la totalité du trajet sera aménagée en 2 × 2 voies entre Rodez et les principales villes du pourtour méditerranéen.
Par ailleurs, le tronçon de la D 988 entre Rodez et Espalion a connu une restructuration avec la déviation de Curlande mise en service en 2011. Un projet de contournement de la ville d'Espalion est en cours depuis le début de cette année en direction de l'ouest de la vallée du lot et d'Aurillac. Avec la RN 88 qui est la plus importante artère de l'agglomération, Rodez est le point central de plusieurs routes venant de son propre département ou de départements limitrophes :
- la route nationale 88 permettant de rejoindre Albi, Castres, Montpellier, Toulouse par le sud et Clermont-Ferrand, Lyon, Orléans, Paris ou encore Millau, Béziers, Sète, Narbonne, Perpignan par le nord. Rodez se situe à 50 kilomètres de l'A75 ;
- la route départementale 840 permettant de rejoindre l'aéroport international de Rodez-Aveyron, Decazeville (puis Aurillac par la D 963 et la N 122), Figeac, Brive puis l'A20 pour Limoges, Tours, Orléans, Paris ;
- la route départementale 994 permettant de rejoindre Villefranche-de-Rouergue, Cahors, Villeneuve-sur-Lot, puis l'autoroute pour Bordeaux.

| Ville            | Kilométrage | Meilleur temps     |
| ---------------- | ----------- | ------------------ |
| Toulouse         | 135 km      | 1 h 15 min en 2016 |
| Montpellier      | 160 km      | 1 h 30 min         |
| Nîmes            | 222 km      | 2 h 44 min         |
| Perpignan        | 273 km      | 2 h 37 min         |
| Clermont-Ferrand | 273 km      | 2 h 36 min         |
| Bordeaux         | 345 km      | 4 h                |
| Marseille        | 341 km      | 3 h 15 min         |
| Lyon             | 326 km      | 4 h                |
| Nice             | 497 km      | 4 h 47 min         |
| Paris            | 644 km      | 7 h                |

#### Transports

##### Transports ferroviaires
La gare de Rodez, se situant sur l'avenue du Maréchal Joffre, est la principale gare du département. Elle dessert Paris-Austerlitz (Intercités), Toulouse-Matabiau (TER), Brive-la-Gaillarde (TER), Millau (TER et bus régional), Montpellier (bus avec chargement obligatoire en gare de Millau) et d'autres gares du département ou départements limitrophes. De plus, il est à noter que de nombreuses autres grandes villes françaises peuvent être rejointes par le jeu des correspondances à Toulouse ou à Brive. Les lignes et infrastructures ferroviaires ont bénéficié des rénovations de grande importance avec le changement intégral des rails, la modernisation des installations techniques et des ouvrages d'art ainsi que de la mise en place de nouveaux systèmes de gestion du trafic. Toulouse est ainsi à 2 h 10 min de Rodez.
Le réseau ferroviaire ruthénois et aveyronnais fut intégré par le passé dans la Compagnie des Chemins de fer du Midi. Autrefois, il existait une seconde gare, celle de « Paraire » en dessous de l'actuel lycée Foch, proche du centre-ville mais fermée dans les années 1970. Aujourd'hui, aucune desserte n'y est recensée.

##### Transports routiers
Rodez est le point central de nombreuses lignes de bus venant de son département ou des départements limitrophes. En effet, il existe actuellement près de 60 lignes de bus.

##### Transports aériens
L'aéroport international de Rodez-Aveyron est le 3e aéroport de la région Midi-Pyrénées après Toulouse et Tarbes et la principale plate-forme du sud du Massif central permettant de s'envoler grâce à des rotations directes vers :
- Paris-Orly ;
- Dublin ;
- Charleroi-Bruxelles-Sud ;
- Londres-Stansted ;
- Lille ;
- Ajaccio ;
- Bastia ;
- Figari ;
- Porto[33]

##### Transports en commun
La ville est dotée de longue date de transports en commun, puisque circulait de 1902 à 1920 le tramway de Rodez. De nos jours, ces transports sont réalisés par des autobus. Agglobus est le réseau de transports en commun desservant les communes de la communauté Rodez Agglomération, soit près de 60 000 habitants, où le titre de transport en achat multiple n’excède pas 0,30 €. Il permet de desservir Rodez-centre depuis les communes extérieures (et vice-versa) avant 8 h grâce à une amplitude horaire permettant un fonctionnement du service entre 7 h (5 h pour certaines lignes) et 20 h. Ces lignes ont un cadencement régulier. Ce réseau est complété par un service de soirée qui fonctionne du lundi au samedi, de 20 h à 23 h 30, par un service de transport à la demande fonctionnant du lundi au samedi avec 2 allers-retours par jour, et pour les personnes à mobilité réduite qui fonctionne aux mêmes horaires que le réseau bus. La topographie de Rodez rend difficile la création de voies spécialement réservées pour les autobus. De ce fait, le réseau Agglobus est équipé d'un système de priorisation aux feux tricolores comportant également une géolocalisation des bus.

##### Transports postaux
Rodez disposait d'un centre de tri opérationnel depuis juillet 2009 jusqu'à mai 2015. Celui-ci recevait près de 400 000 lettres chaque jour et en traite 14 par seconde. La totalité des lettres déposées depuis Rodez à destination de son agglomération ou de sa propre région étaient redistribuées le lendemain matin. Des coursiers, transporteurs nationaux et internationaux sont également présents à Rodez. La ville dispose de trois agences postales dont son bureau-central situé au centre-ville, place Foch, près de la Cathédrale. Les autres antennes sont situées au Faubourg ainsi que dans le quartier de Bourran. De plus, les autres communes constituant l'agglomération Rodez Agglomération disposent également de leurs bureaux de poste.

## Urbanisme

### Typologie
Au 1er janvier 2024, Rodez est catégorisée centre urbain intermédiaire, selon la nouvelle grille communale de densité à 7 niveaux définie par l'Insee en 2022.
Elle appartient à l'unité urbaine de Rodez, une agglomération intra-départementale dont elle est ville-centre,. Par ailleurs la commune fait partie de l'aire d'attraction de Rodez, dont elle est la commune-centre,. Cette aire, qui regroupe 68 communes, est catégorisée dans les aires de 50 000 à moins de 200 000 habitants,.

### Morphologie urbaine

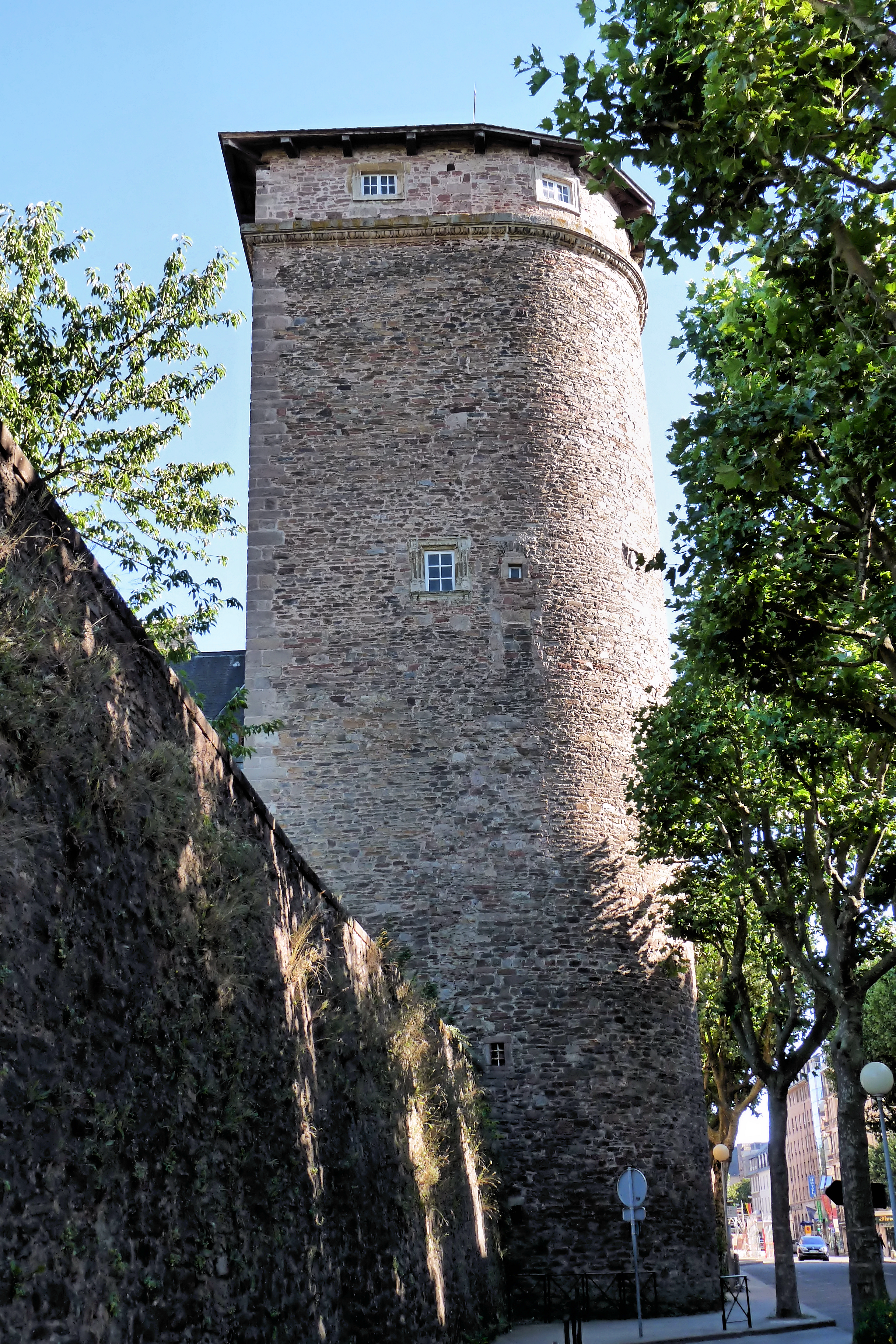
Tour des Corbières - XVe siècle - avec une section des remparts au niveau du boulevard d'Estourmel.

Rodez est une ville ancienne, la voirie devient de plus en plus étroite au fur et à mesure que l'on se rapproche du Vieux-Rodez et les vestiges de l’ancienne ville forteresse restent fortement présents sous la forme de remparts. Son hyper-centre est étendu, au fil des nombreuses rues et ruelles piétonnes entre les places du Bourg, de l'Olmet, de la Cité ou de la Madeleine, on y découvre des maisons typiques dans un cadre historique le plus souvent préservé. Sur ces places se tiennent les marchés ou foires tandis que le passage du Mazel accueille un commerce quotidien de produits frais et de saison. Les rues piétonnes, très concentrées dans le vieux-centre, sont aujourd'hui un lieu de vie accompagné de nombreuses enseignes commerciales. Au-delà, l'avenue Victor-Hugo est une longue avenue rectiligne longée d'arbres, aboutissant sur un carrefour central, la place d'Armes, permettant d'accéder notamment aux boulevards situés à la périphérie du centre-ville. La circulation routière s'effectue tout autour des remparts situés sur les boulevards d'Estourmel, Belle-Isle, Denys-Puech et Flaugergues encerclant le centre et desservant par des rues parallèles ce cœur historique.
Au-delà du Vieux-Rodez, la ville s'est étendue au cours du XXe siècle. Afin de répondre aux exigences de l’époque, de nouveaux quartiers et zones économiques se sont développés. Rodez a été, durant l'après-guerre, la ville moyenne qui a le plus bâti au-delà de ses boulevards circulaires. Finalement, la réalisation du viaduc de Bourran a permis l'extension de la ville au-delà de la vallée de l'Auterne.
La ville de Rodez fait partie des Grands Sites d'Occitanie. Elle poursuit son travail pour obtenir le label Ville d'Art et d'Histoire et souhaite déposer sa candidature au patrimoine mondial de l'Unesco. Ainsi, le centre historique - et les aménagements en lien - ont pour but de répondre aux critères de ces institutions.
La commune est divisée en cinq grands quartiers :
| Quartier Ouest     | Quartier Nord       | Quartier Centre | Quartier Sud      | Quartier Est       |
| ------------------ | ------------------- | --------------- | ----------------- | ------------------ |
| Bourran            | Saint-Félix         | Vieux-Rodez     | Paraire           | Cardaillac         |
| Versailles         | Saint-Éloi          | Centre-Ville    | Gourgan           | Ambec              |
| La Fontanile       | Les Moutiers        |                 | La Mouline        | Layoule            |
| La Gineste         | L'Oustal Nau        |                 | Pont Viel         | Fayet              |
| Camonil            | Paul Ramadier, etc. |                 | La Gascarie, etc. | Le Cimetière, etc. |
| Pré Lamarque, etc. |                     |                 |                   |                    |

### Logement
Rodez dispose de nombreux logements locatifs. De plus, la moyenne des nouveaux logements est de quatre pièces. Son parc de logement reste assez jeune, 59 % des logements sont postérieurs à la Seconde Guerre mondiale. Malgré cela, l'urbanisme progresse de jour en jour et les habitations et autres locaux commerciaux augmentent de 23 % chaque année. En ce qui concerne le logement social et particulièrement la Loi SRU initiant un quota minimum de 20 % de logements sociaux pour les villes, Rodez était à 10 % en 2007, et stagne aux alentours des 12 % en 2011 et 7% en 2022.

### Aménagements de l'Axe «Foirail-Cathédrale»

#### Quadrilatère Combarel
L'ancien hôpital Combarel désormais démoli, à l'exception de la chapelle, a été  remplacé par des logements et des espaces verts. Depuis le XIXe siècle, l’hôpital Combarel jouissait d’une situation privilégiée au cœur de la ville et au centre de l’agglomération. L’achat de l’ancien hôpital par l’agglomération du Grand Rodez a permis la réalisation de cette opération de reconversion. En redessinant l’ensemble du quartier, l'ambition est de le transformer en un véritable quartier à vivre, et ainsi aider à redynamiser le cœur de l’agglomération du grand Rodez. Le quartier se veut un lieu arboré et vert dans lequel on trouve essentiellement des logements mais aussi des activités tertiaires, des commerces. L'ensemble représente près de 30 000 m2. Ce secteur s'inscrit dans le cadre d'une construction répondant à des normes écologiques. Le projet est basé sur le maintien, sur le haut du plateau, de l’ensemble du quadrilatère et de la chapelle ainsi que de la mise en valeur de l’ancien couvent des Capucins.

#### Jardin public du Foirail
Le Jardin public du Foirail et l'esplanade du Foirail se situent au cœur même de la ville. Composé d'un grand parvis avec diverses lumières d’ambiances, le Foirail peut accueillir certaines animations et manifestations (concerts, spectacles de plein air, etc.). Cette place entre en cohérence avec les divers équipements culturels et économiques la jouxtant (Multiplexe cinématographique, Musée Soulages, Salle des Fêtes, Centre de l’Amphithéâtre). Enfin, le jardin public situé à proximité - ayant gagné 20 % de surface après le réaménagement du secteur - propose plusieurs promenades afin de prendre en compte les différents équipements périphériques.

#### Multiplexe cinématographique
Le multiplexe se compose de 10 salles de cinéma de 68 à 404 places, réparties sur deux niveaux comprenant un ensemble de 1580 fauteuils a ouvert en novembre 2013. Un double accès (côté giratoire de l'Europe et avenue Victor-Hugo). Un espace de restauration rapide ainsi qu'une brasserie de nuit sont intégrés dans l'enceinte du pôle cinématographique comprenant également deux autres commerces. Ce complexe cinématographique avec des espaces d'animations et d'expositions a la particularité d'offrir, dans l'ensemble de ses salles, des diffusions entièrement en numérique et est équipé pour visionner des films en 3D. Sont proposées des retransmissions culturelles ou sportives à l'autre bout du monde. Enfin, ce complexe a la particularité d'être utilisé pour des conférences ou des congrès grâce aux moyens audio-visuels et de vidéoconférence qu'il offre et de la jauge disponible en termes de places assises. La création d’une nouvelle place à l'avant du multiplexe exposant ainsi l’interdépendance cohérente de la salle des fêtes, du complexe cinématographique et dans un spectre plus large L'Amphithéâtre permettra la tenue d'événements culturels ou économiques.
Avec une place de cinéma, à certains horaires, il est possible de se garer dans le parking souterrain gratuitement moins de 3 heures.

#### Parking souterrain
Pour permettre à la population de profiter de ces équipements culturels et économiques et de détenir un moyen de stationnement pour les personnes travaillant sur Rodez-centre, un parking entièrement souterrain totalisant 400 places est édifié à 10 m de profondeur et sur deux niveaux sous l'esplanade des Ruthènes. Ce dernier a ouvert en même temps que le Multiplexe.

#### Parc des expositions
Ce projet, prévu sur la commune d'Olemps n'a pas encore ouvert ses portes. Cet ensemble de 3 000 places aura pour vocation d’accueillir des représentations culturelles, économiques ou des congrès.

## Toponymie
Durant l'Antiquité, sous l'occupation romaine, la cité était nommée Segodunum. Les racines sego « fort » et dunum « colline », d'où Segodunum « haute colline, place forte », sont à l’origine du nom gaulois de Rodez.
Au Bas-Empire, la ville sera baptisée la Civitas Rutenorum, la ville des Rutènes. Puis, elle devint Ruteni et finalement Rodez. Rodez se prononce « Rodess » [ʀodɛs] en français local. On trouve l'explication de cette prononciation locale en regardant l'orthographe de la ville en occitan : Rodés, qui se prononce « Rroudéss » [rruˈðes]. Rodez a été graphié avec un z final à la place du s pour maintenir le e fermé de l'occitan et éviter qu'il ne devienne muet.

## Histoire

### Antiquité
Rodez est une ville deux fois millénaire : son existence remonterait au Ve siècle av. J.-C., lorsqu'une peuplade celtique d'Europe centrale, les Rutènes, s’arrêta au sud de l'Auvergne pour fonder l'un de ces oppida caractéristiques de la civilisation gauloise, celui de Segdunon romanisé en Segodunum. De nombreux éléments de patrimoines témoignent de la romanisation de Segodunum. Segodunum perdit son nom pour devenir Rotomagus Ruteniis (signifiant « le marché aux Ruthènes ») qui est devenu Rudez en occitan médiéval où le Z n'est là que pour indiquer que la finale est tonique (prononcé : [s])
Des travaux au début de l'année 2020 en bas de la rue Pasteur, à l'angle de la rue de l’Amphithéâtre, permettent l'excavation d'une nouvelle partie de l'antique amphithéatre romain de Segodonum. Cette nouvelle découverte témoigne des très nombreux vestiges de l'Antiquité présents à Rodez, comme en témoignent d'autres travaux place de la Cité ou du Sacré-Cœur.
Alors que le christianisme se répandait dans la foulée de l'action évangélisatrice de Saint Amans, la ville n'échappa pas aux troubles des temps barbares qui suivirent la chute de l'Empire romain.

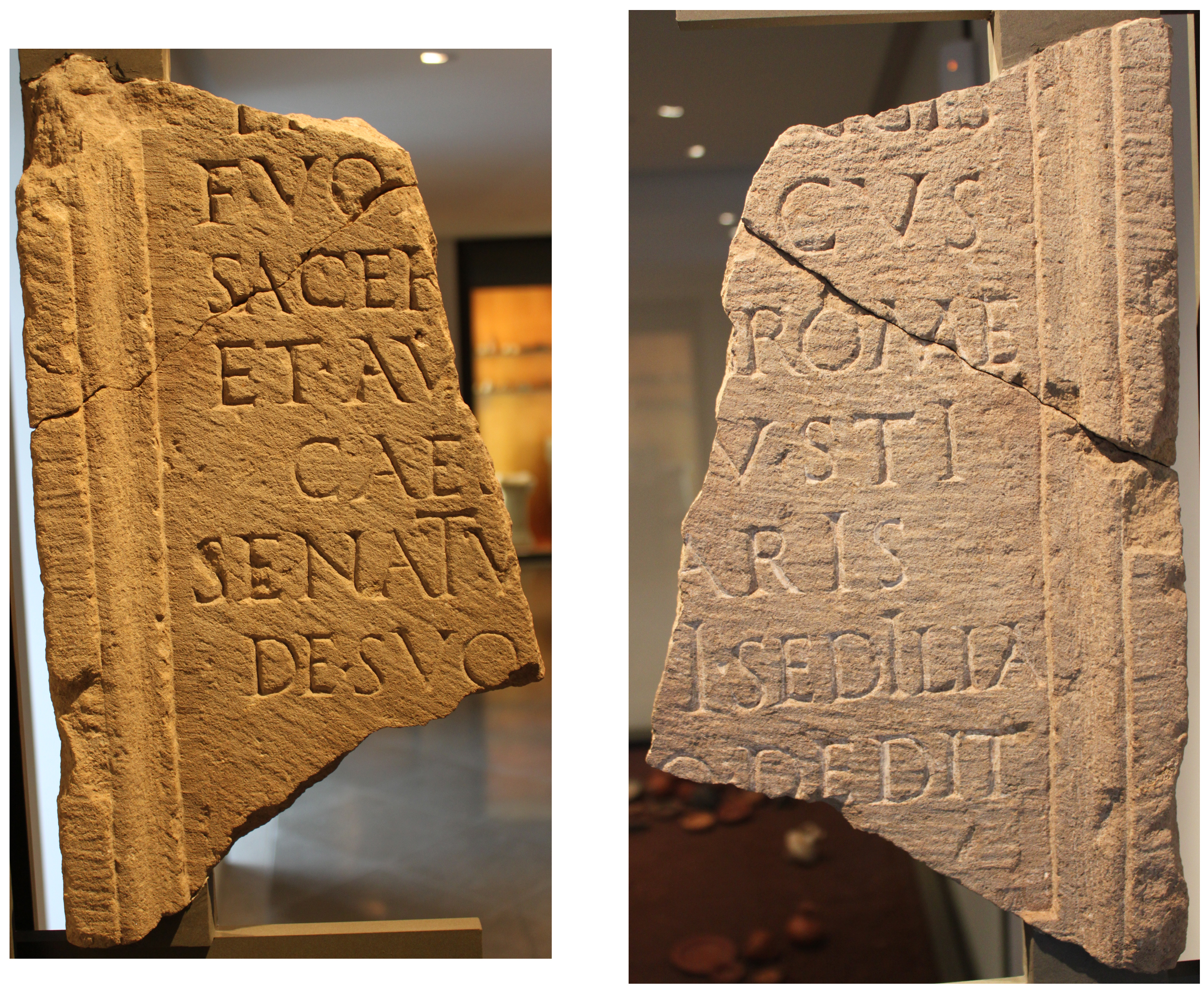
Inscription latine trouvée à Rodez, époque augustéenne.
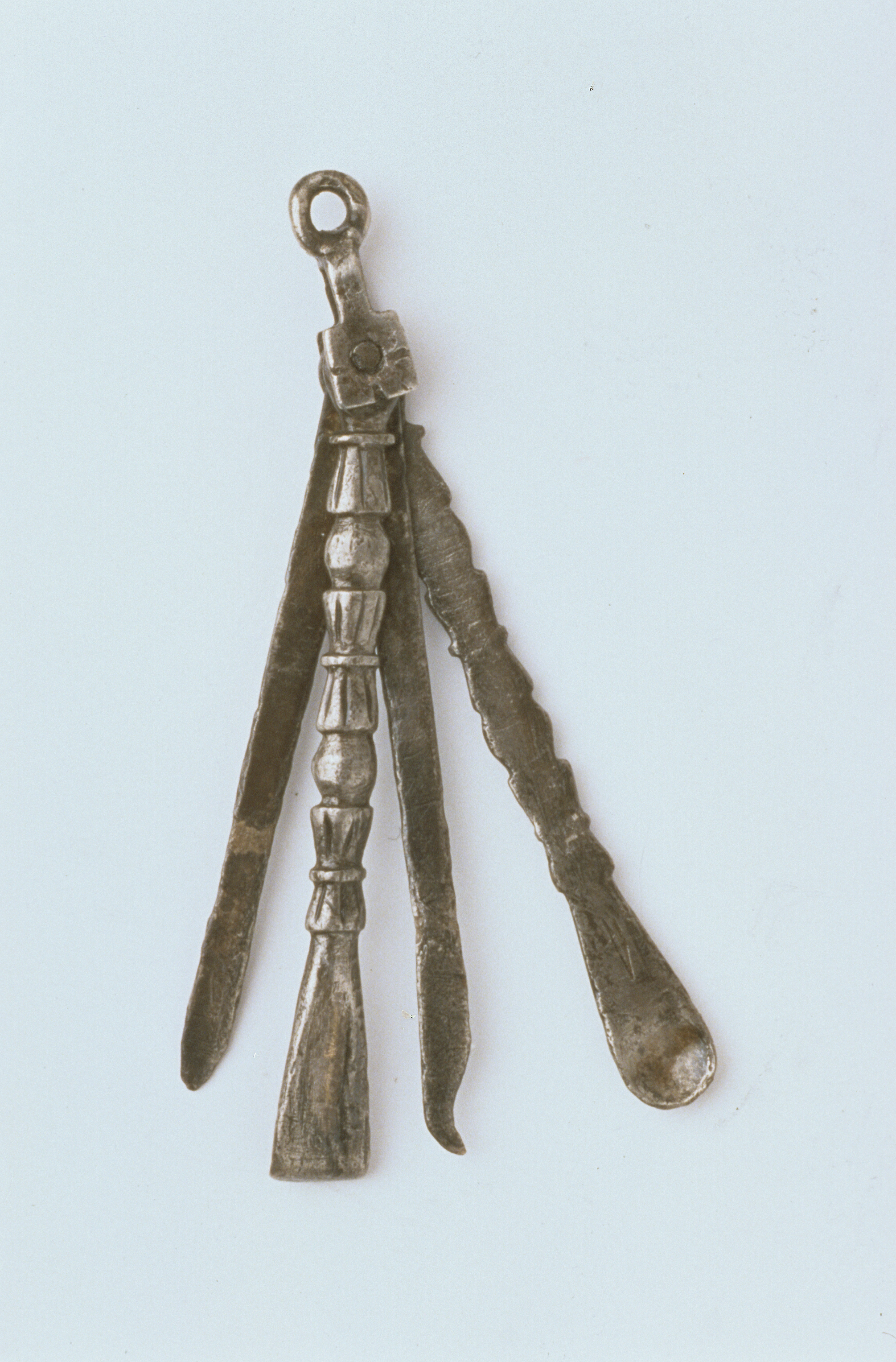
Accessoires de toilette trouvés sur le site de l'amphithéâtre romain.

### Moyen Âge
Rodez a été successivement occupée par les Wisigoths, les Francs, les armées des ducs d'Aquitaine et des comtes de Toulouse, ainsi que par les Maures, qui l'investirent en 725 et mirent à bas l'église antique. Quelques siècles plus tard, ce seront les Anglais qui l'investiront lors de la guerre de Cent Ans.
L'histoire de la ville resta marquée durant longtemps par une intense rivalité entre les comtes de Rodez, maîtres du Bourg, et les évêques de Rodez, maîtres de la Cité. Une muraille délimitait les deux secteurs. Chaque communauté avait un hôtel de ville, ses consuls, une administration propre ; chacune rivalisant de puissance, de rayonnement. Au bourg, la célèbre dynastie des comtes d'Armagnac et de Rodez, finit par acquérir des privilèges régaliens : battre monnaie à la tour Martelenque, porter la couronne comtale et persister à reconnaître un temps l'antipape Benoît XIII et ses héritiers Bernard Garnier et Jean Carrier. Cela amena inévitablement l'affrontement avec le roi de France en 1443. Le dauphin, futur Louis XI, vint occuper Rodez et soumettre le comte Jean IV. Plus tard, son fils aura une idée séditieuse en essayant de trahir Louis XI. Cela lui vaudra d'être massacré à Lectoure, avec sa famille, lors de sa fuite.

### Époque moderne
Au début du XVIe siècle, Rodez fut marquée par l'évêque François d'Estaing (issu d'une des plus célèbres familles du Rouergue). Il termina les travaux de construction de la cathédrale Notre-Dame de Rodez. Lui ajoutant ce chef-d'œuvre architectural qu'est le clocher, culminant à 87 mètres, surmonté d'une Vierge, encore aujourd'hui le plus haut clocher plat de France. Les travaux furent achevés en quinze années de 1510 à 1526 et ce malgré la peste qui ravageait la ville.
Cette rivalité entre les deux pouvoirs a quelque peu desservi le développement de la cité ruthénoise. Malgré les témoignages que sont ses nombreux chefs-d'œuvre gothiques réalisés du XIIIe au XVIe siècle, la ville n'a pas vraiment connu de longues périodes de prospérité. En 1589, Henri IV, comte de Rodez, attache la destinée du comté de Rodez à la Couronne. L'histoire de Rodez se calque alors sur celle de la France. Au long des XVIIe et XVIIIe siècles, Rodez devient une cité marchande prospère.
Rodez était divisée en 6 paroisses :
- Notre-Dame (cathédrale, faubourg)
- Saint-Amans, comprenant le hameau de Pont-Viel, une grande partie du territoire de l'actuelle commune d'Olemps (Olemps, la Mouline, Toizac, Linars, Bénéchou) et une partie de la commune du Monastère (Foulhoubous)
- Sainte-Catherine
- la Madeleine (église démolie en l'an VI)
- Saint-Martin-des-Prés (secteur de Layoule)
- Saint-Félix : domaine de Saint-Félix, Calcomier, la Peyrinie, et toute la vallée du ruisseau de Fontanges située sur l'actuelle commune d'Onet-le-Château (Canaguet, Fontanges, Floyrac, Labro, Vabre, Puech Baurez, Flars)

### Époque contemporaine

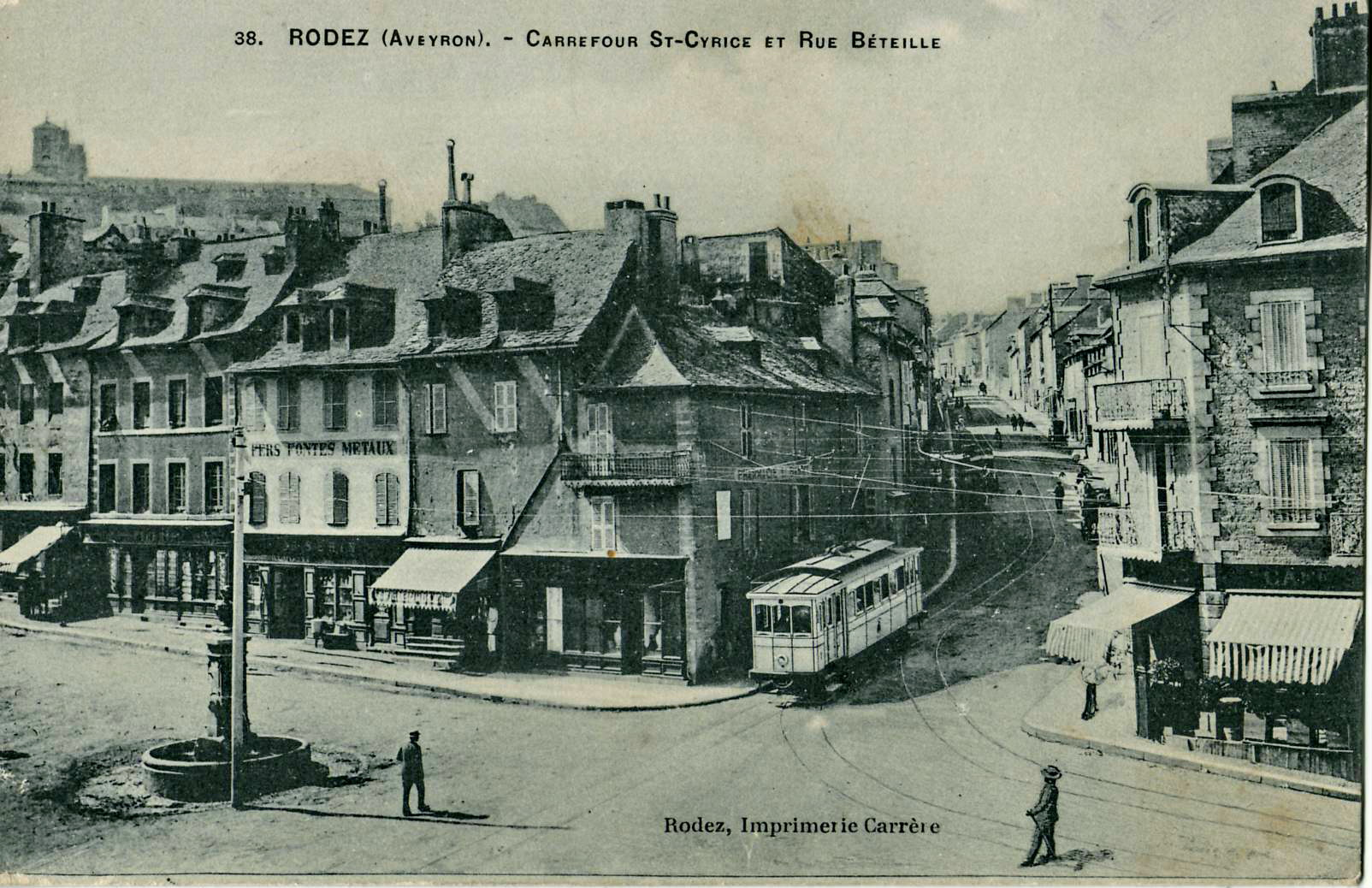
Le centre-ville au début du XX. Il était relié à la gare par le tramway de Rodez, dont on voit ici une rame.

La Révolution ôtera à Villefranche-de-Rouergue, la vieille rivale de Rodez, son rôle de capitale administrative au profit de Rodez, qui devient préfecture et chef-lieu de district du nouveau département de l'Aveyron en raison de sa position centrale. Le patrimoine religieux de la ville n'est que partiellement dégradé.
En juin 1792, les scientifiques de l'époque se soucient de connaître la mesure exacte du mètre. Rodez va être un élément « central » pour accomplir cette mesure. En effet, Jean-Baptiste Joseph Delambre est chargé de mesurer la distance entre Dunkerque et Rodez pendant que Pierre Méchain mesure celle entre Barcelone et Rodez. Ils devaient se retrouver à Rodez pour mettre en commun leurs mesures et déterminer la valeur du mètre. En 1793, à Montjouy et Barcelone, Méchain détecta une incohérence entre les longueurs relevées et le relevé astronomique de la position des étoiles. La guerre franco-espagnole l'empêcha de réitérer ses mesures. Cet écart (qui n'était en fait pas dû à une erreur de manipulation mais à l'incertitude des instruments utilisés) le plonge dans un profond trouble, et il met tout en œuvre pour éviter de devoir rendre compte de ses travaux à Paris. En 1799, il se résigne à se rendre à une conférence internationale qui salue son œuvre scientifique. En 1798, est créée la Société centrale d'agriculture de l'Aveyron.

Plateau Camonil, stèle IGN de 1955 commémorant la mesure de l'arc méridien par Delambre et Méchain.
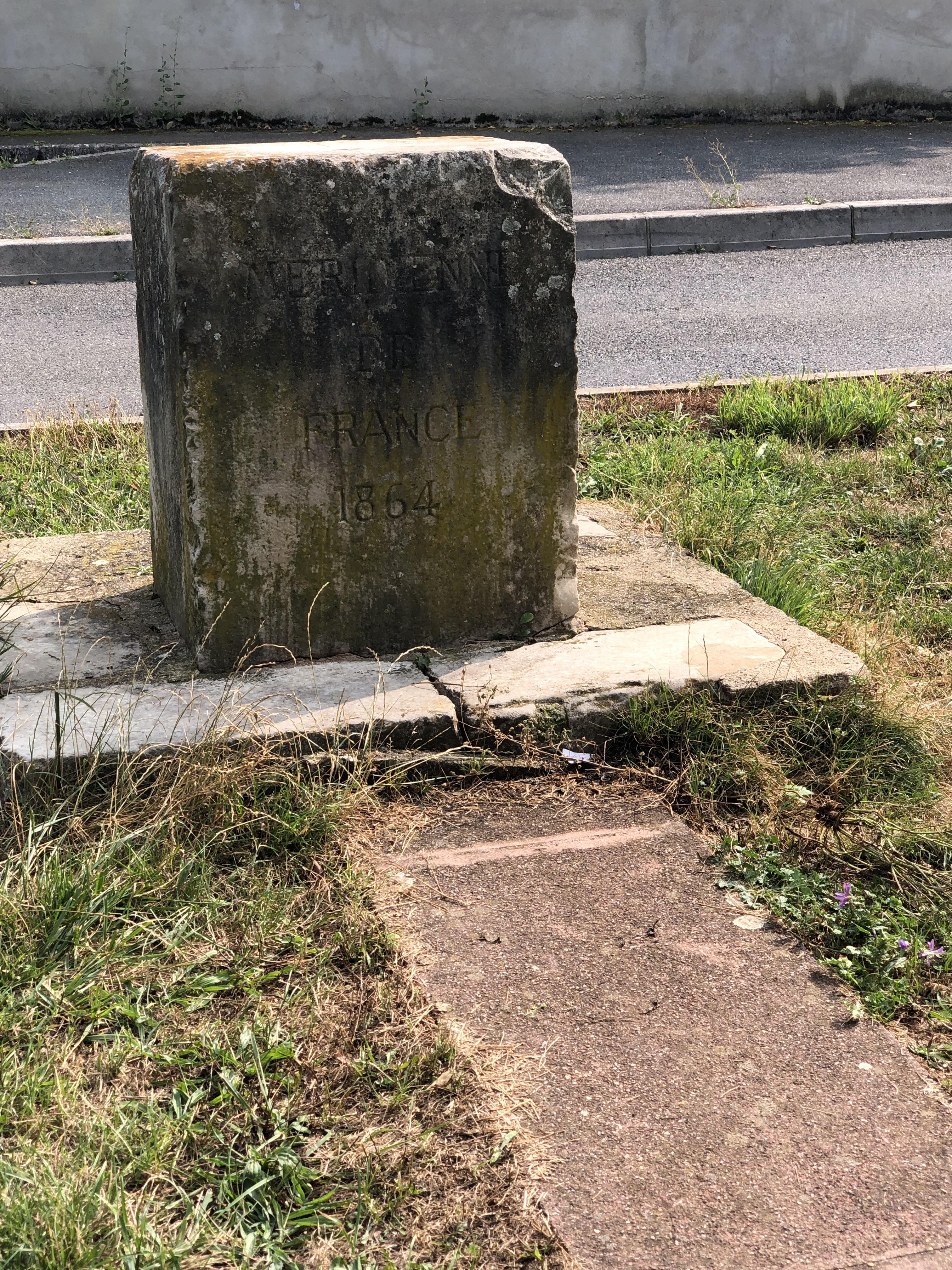
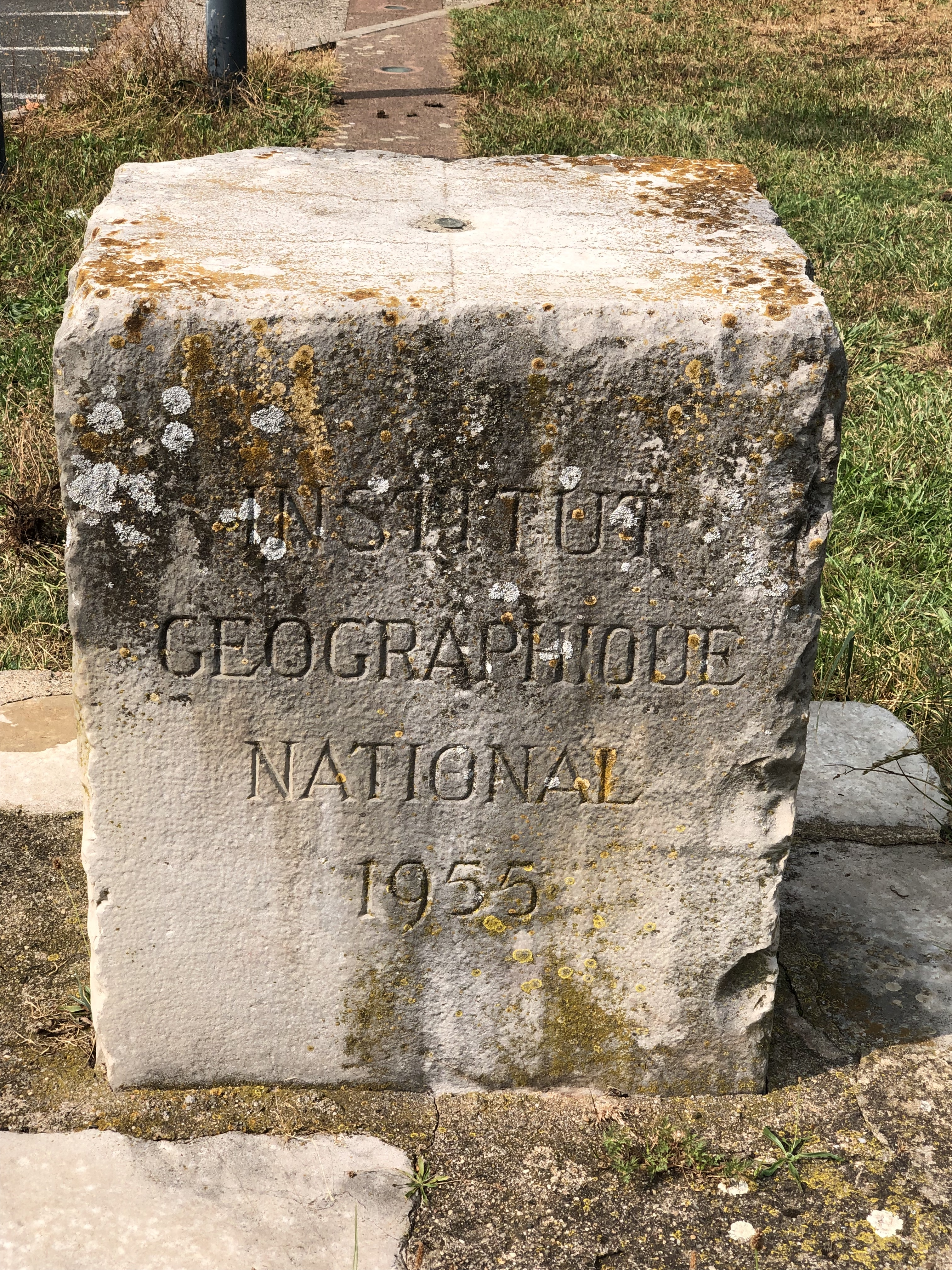
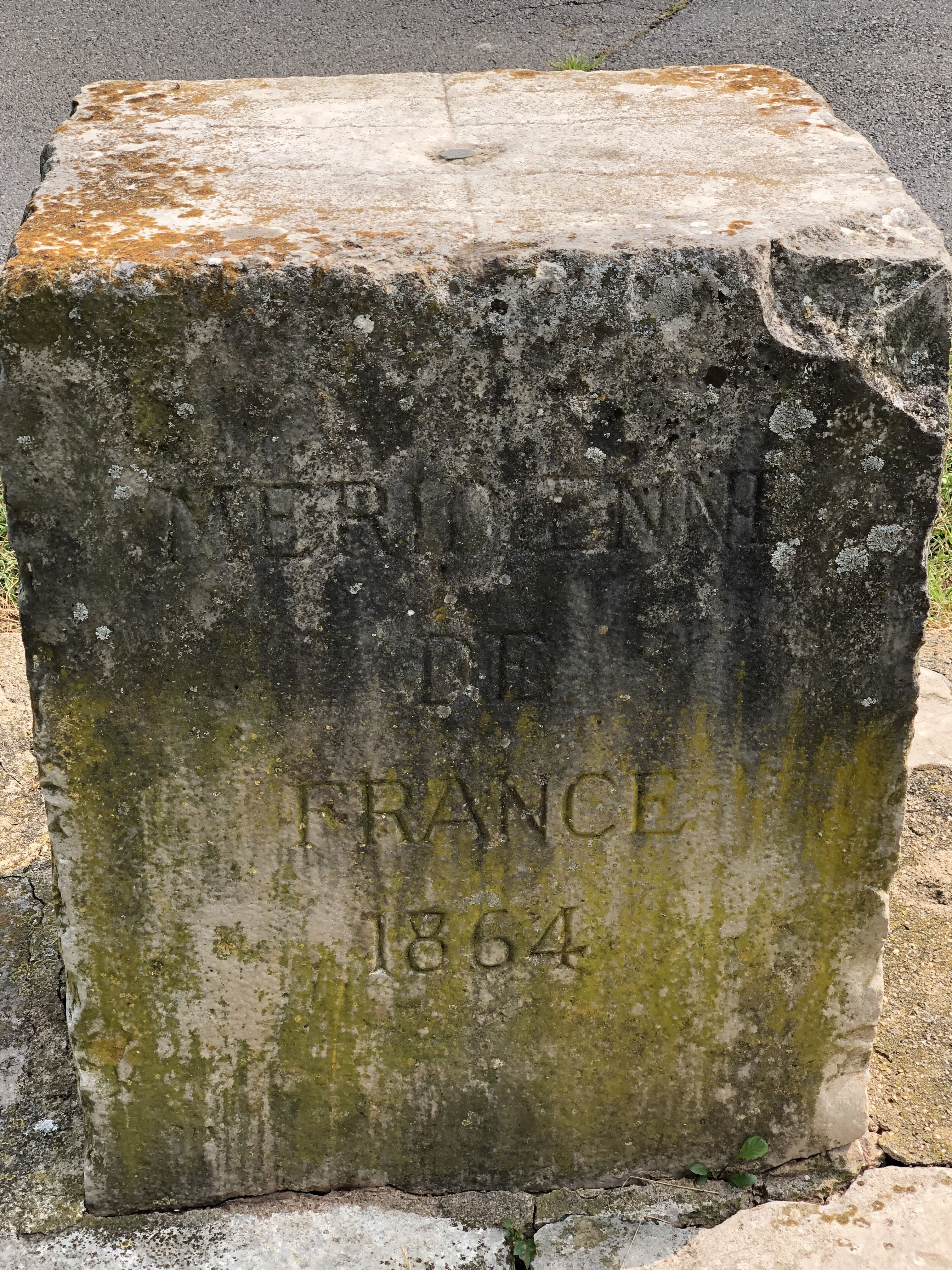

Sous la Restauration, l'affaire Fualdès défraye la chronique judiciaire, donnant lieu à de très controversés procès et exécutions capitales. Rodez a reçu à cette occasion de nombreux journalistes qui décriront les mœurs ruthénoises sous un aspect très subjectif et lui vaudront la réputation d'être « la ville où l'on égorge des gens comme des cochons » jusque dans les années 1920.
Le XIXe siècle connaît également un renouveau culturel. En 1836, est fondée sur l'initiative d'Hippolyte de Barrau, la Société des lettres, sciences et arts de l'Aveyron. Les principaux notables du département s'investissent dans la vie culturelle de la province. La modernisation de Rodez s'effectue très lentement au cours du XIXe siècle. Peu à peu, Rodez évolue en affirmant et développant son rôle de chef-lieu du département de l'Aveyron à partir du XXIe siècle, créant sa propre économie et son indépendance, tout en restant en lien avec Toulouse. C'est ainsi qu'à partir de cette période, de nombreux équipements sont apparus tels que l'hôpital Jacques Puel, le développement de la plate forme aéroportuaire de Marcillac, la connexion de Rodez au très haut débit, l'esplanade du foirail avec son multiplexe de cinémas, son musée Pierre-Soulages ou sa salle des fêtes.

## Politique et administration

### Liste des maires
| Période | Période  | Identité             | Étiquette          | Qualité |
| ------- | -------- | -------------------- | ------------------ | --- |

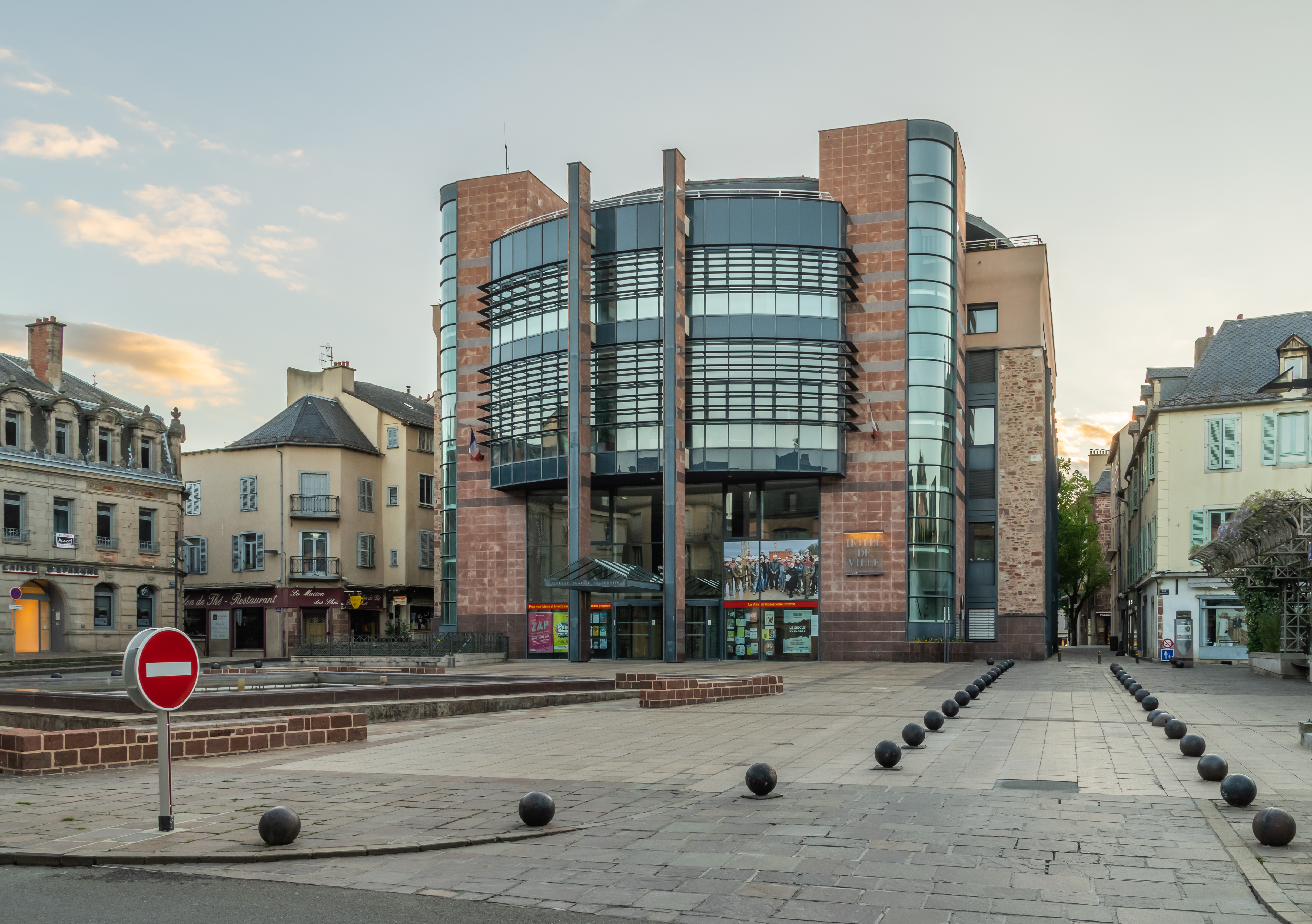
L'hôtel de ville.

| 1983    | 2008     | Marc Censi           | UDF puis UMP       | - Ingénieur meunier - Président de la région Midi-Pyrénées de 1988 à 1998 - Ancien président de la communauté d'agglomération du Grand Rodez - Ancien président de l'AdCF |
| 2008    | en cours | Christian Teyssèdre, | PS puis RE puis SE | - Ancien cadre - Ancien conseiller régional de Midi-Pyrénées - Président de Rodez Agglomération                                                                           |

### Intercommunalité

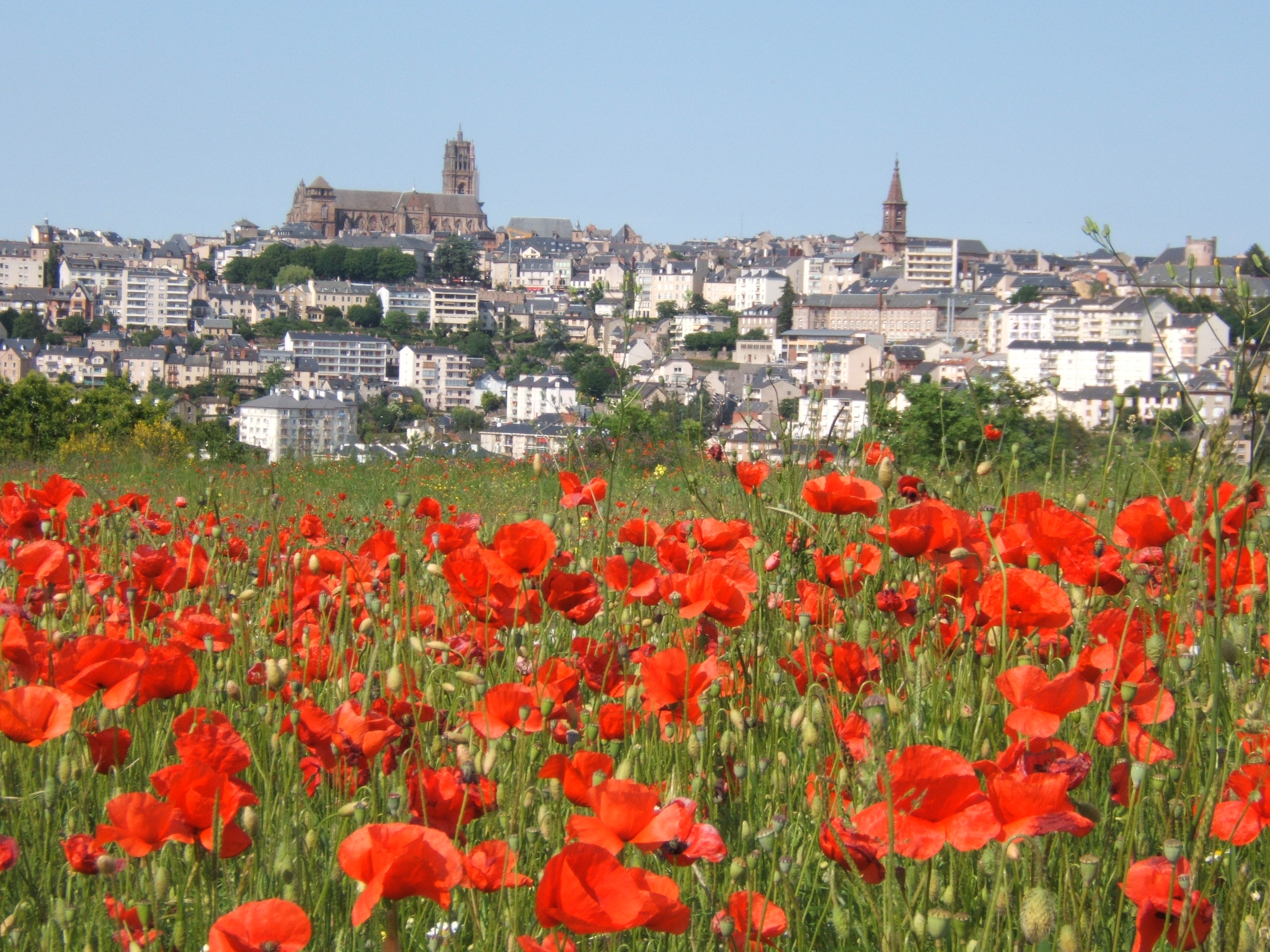
Vue d’artiste de Rodez et de son agglomération.

Rodez est le chef-lieu de la communauté Rodez Agglomération dont le siège est au 17 rue Aristide Briand. Créée en 1964 et d'abord constituée en district, elle est ensuite devenue communauté d'agglomération le 20 décembre 1999. Aujourd'hui, elle compte huit communes.
La commune, maillon important du sud du Massif central, est également proche d'autres villes situées au sud-ouest comme Toulouse ou Albi, ainsi que dans le centre et le nord du Massif central telles que Aurillac et Mende avec lesquelles elle forme le réseau de ville Estelle. Enfin, on note l'existence de l'Espace urbain Rodez-Decazeville.

### Instances judiciaires et administratives
La ville de Rodez est le siège du conseil départemental de l'Aveyron et du conseil de la communauté Rodez Agglomération. L'agglomération dispose d'une caserne de sapeurs-pompiers, d'une police municipale, d'un SAMU et d'un SMUR, d'un Centre antipoison et d'une maison d'arrêt tandis que l'État administre la préfecture du département, la brigade de gendarmerie. La maison d'arrêt de Druelle a une capacité d'environ 100 détenus, uniquement des hommes, dont dix pour des personnes bénéficiant du régime de semi-liberté En 2021, il y avait 140 détenus. Enfin, toutes les administrations de l'État sont présentes à Rodez (hôtel des impôts, banque de France, sécurité-sociale, caisse d'allocations familiales…).
Pour les juridictions, elle possède un tribunal d'instance et de grande instance doté de cours d'assises, d'un tribunal de commerce, d'un conseil des prud'hommes et d'un tribunal pour enfants. La Cour d'appel se situe à Montpellier.

### Cantons de Rodez
Rodez est le chef-lieu de trois cantons :
- Rodez-Nord regroupe les communes d'Onet-le-Château, Sébazac-Concourès et une petite partie de Rodez.
- Rodez-Est regroupe les communes de Sainte-Radegonde, du Monastère ainsi qu'une portion de Rodez.
- Rodez-Ouest regroupe les communes de Luc-la-Primaube, Olemps, Druelle et une partie du sud-ouest de Rodez.

### Jumelage
Au 1er janvier 2025, Rodez est jumelée avec :
- Bamberg (Allemagne) depuis 1970[65], située au sud du pays, dans le Land de Bavière.

#### Citoyens d'honneur
Ingrid Betancourt est citoyenne d'honneur de la Ville de Rodez depuis le 28 mars 2008.

### Administration municipale
Le conseil municipal comporte 35 élus dont 24 pour la majorité et 11 pour l'opposition.

### Tendances politiques et résultats

#### Récapitulatif de résultats électoraux récents
| Scrutin             | 1er tour | 1er tour   | 1er tour | 1er tour | 1er tour     | 1er tour | 1er tour | 1er tour   | 1er tour | 1er tour | 1er tour | 1er tour | 2d tour     | 2d tour     | 2d tour     | 2d tour     | 2d tour      | 2d tour     | 2d tour     | 2d tour     | 2d tour     |
| Scrutin             | 1er      | 1er        | %        | 2e       | 2e           | %        | 3e       | 3e         | %        | 4e       | 4e       | %        | 1er         | 1er         | %           | 2e          | 2e           | %           | 3e          | 3e          | %           |
| ------------------- | -------- | ---------- | -------- | -------- | ------------ | -------- | -------- | ---------- | -------- | -------- | -------- | -------- | ----------- | ----------- | ----------- | ----------- | ------------ | ----------- | ----------- | ----------- | ----------- |
| Municipales 2020    |          | LREM-PS    | 46,82    |          | DVG-EELV-LFI | 24,61    |          | DVD        | 20,20    |          | DIV      | 8,36     |             | LREM-PS     | 55,17       |             | DVG-EELV-LFI | 26,65       |             | DVD         | 18,18       |
| Régionales 2021     |          | PS-PCF-PRG | 39,79    |          | LR-UDI       | 16,64    |          | LREM-MoDem | 16,28    |          | RN       | 11,36    |             | PS-PCF-PRG  | 61,66       |             | LR-UDI       | 26,33       |             | RN          | 12,01       |
| Présidentielle 2022 |          | LREM       | 33,25    |          | LFI          | 21,47    |          | RN         | 14,98    |          | REC      | 6,29     |             | LREM        | 70,39       |             | RN           | 29,61       | Pas de 3e   | Pas de 3e   | Pas de 3e   |
| Législatives 2022   |          | ENS        | 44,91    |          | EELV-NUPES   | 26,61    |          | RN         | 9,94     |          | LR       | 8,87     |             | ENS         | 60,71       |             | EELV-NUPES   | 39,29       | Pas de 3e   | Pas de 3e   | Pas de 3e   |
| Européennes 2024    |          | RN         | 22,31    |          | PS           | 20,31    |          | RE         | 18,81    |          | LFI      | 7,97     | Tour unique | Tour unique | Tour unique | Tour unique | Tour unique  | Tour unique | Tour unique | Tour unique | Tour unique |
| Législatives 2024   |          | RE         | 43,06    |          | EELV-NFP     | 29,67    |          | RN         | 25,54    |          | R!       | 1,09     |             | RE          | 72,10       |             | RN           | 27,90       | Pas de 3e   | Pas de 3e   | Pas de 3e   |

## Population et société

### Démographie

#### Évolution démographique
L'évolution du nombre d'habitants est connue à travers les recensements de la population effectués dans la commune depuis 1793. Pour les communes de plus de 10 000 habitants les recensements ont lieu chaque année à la suite d'une enquête par sondage auprès d'un échantillon d'adresses représentant 8 % de leurs logements, contrairement aux autres communes qui ont un recensement réel tous les cinq ans,.

En 2022, la commune comptait 24 136 habitants, en évolution de +1,67 % par rapport à 2016 (Aveyron : +0,37 %, France hors Mayotte : +2,11 %).
| 1793  | 1800  | 1806  | 1821  | 1831  | 1836  | 1841  | 1846   | 1851   |
| ----- | ----- | ----- | ----- | ----- | ----- | ----- | ------ | ------ |
| 5 592 | 6 233 | 6 613 | 7 352 | 8 240 | 9 685 | 9 272 | 10 936 | 10 280 |

| 1856   | 1861   | 1866   | 1872   | 1876   | 1881   | 1886   | 1891   | 1896   |
| ------ | ------ | ------ | ------ | ------ | ------ | ------ | ------ | ------ |
| 10 877 | 11 856 | 12 037 | 12 111 | 13 375 | 15 333 | 15 375 | 16 122 | 16 303 |

| 1901   | 1906   | 1911   | 1921   | 1926   | 1931   | 1936   | 1946   | 1954   |
| ------ | ------ | ------ | ------ | ------ | ------ | ------ | ------ | ------ |
| 16 105 | 15 502 | 15 386 | 14 201 | 15 150 | 16 195 | 18 450 | 20 437 | 20 383 |

| 1962   | 1968   | 1975   | 1982   | 1990   | 1999   | 2006   | 2011   | 2016   |
| ------ | ------ | ------ | ------ | ------ | ------ | ------ | ------ | ------ |
| 20 924 | 23 328 | 25 550 | 24 368 | 24 701 | 23 707 | 24 028 | 23 794 | 23 739 |

| 2021   | 2022   | - | - | - | - | - | - | - |
| ------ | ------ | - | - | - | - | - | - | - |
| 24 207 | 24 136 | - | - | - | - | - | - | - |

| selon la population municipale des années : | 1968 | 1975 | 1982 | 1990 | 1999 | 2006 | 2009 | 2013 |
| Rang de la commune dans le département      | 1    | 1    | 1    | 1    | 1    | 1    | 1    | 1    |
| Nombre de communes du département           | 306  | 303  | 304  | 304  | 304  | 304  | 304  | 304  |

Avec 24 136 habitants en 2022, Rodez reste la commune la plus peuplée du département de l'Aveyron. Rodez Agglomération regroupe 55 922 personnes. L'aire urbaine de Rodez concentre plus de 83 000 habitants et son unité urbaine est la cinquième de Midi-Pyrénées. La population de Rodez a augmenté petit à petit, au fil des années jusqu'en 2009, sans encore retrouver son niveau maximal atteint en 1975.

#### Pyramide des âges
En 2018, le taux de personnes d'un âge inférieur à 30 ans s'élève à 37,4 %, soit au-dessus de la moyenne départementale (28,8 %). À l'inverse, le taux de personnes d'âge supérieur à 60 ans est de 27,7 % la même année, alors qu'il est de 34,3 % au niveau départemental.
En 2018, la commune comptait 11 691 hommes pour 12 628 femmes, soit un taux de 51,93 % de femmes, légèrement supérieur au taux départemental (50,67 %).
Les pyramides des âges de la commune et du département s'établissent comme suit.
| Hommes | Classe d’âge | Femmes |
| ------ | ------------ | ------ |
| 1,2    | 90 ou +      | 3,1    |
| 6,8    | 75-89 ans    | 11,9   |
| 15,1   | 60-74 ans    | 17,0   |
| 17,5   | 45-59 ans    | 18,9   |
| 17,8   | 30-44 ans    | 15,4   |
| 27,7   | 15-29 ans    | 21,6   |
| 13,9   | 0-14 ans     | 12,0   |

| Hommes | Classe d’âge | Femmes |
| ------ | ------------ | ------ |
| 1,3    | 90 ou +      | 3      |
| 10,3   | 75-89 ans    | 13,5   |
| 21,3   | 60-74 ans    | 21,3   |
| 20,8   | 45-59 ans    | 20,1   |
| 16,4   | 30-44 ans    | 15,7   |
| 14,8   | 15-29 ans    | 12,2   |
| 15,3   | 0-14 ans     | 14,3   |

### Enseignement
La commune est située dans l'Académie de Toulouse. La ville administre cinq écoles maternelles et six écoles élémentaires communales. Le département gère deux collèges et la région trois lycées. L'enseignement supérieur est représenté par l'Institut national universitaire Jean-François-Champollion créé en 2015 et qui devrait disposer d'un nouveau campus en 2023.

#### Écoles
| Public                    | Public                     | Privé                  |
| ------------------------- | -------------------------- | ---------------------- |
| École François-Fabié      | École Foch-Paraire         | École Jeanne-d'Arc     |
| École Paul-Girard         | École Jean-Albert-Bessière | École Saint-Paul       |
| École Calcomier           | École Gourgan              | École Sainte-Procule   |
| École Cambon-Monteil      | École Paul-Ramadier        | École Sainte-Geneviève |
| École François-Mitterrand | École Saint-Félix          | École Saint-Joseph     |
| École Cardaillac          | École San-Pau              | École Sainte-Thérèse   |
| École Flaugergues         |                            |                        |

#### Collèges
| Public                            | Privé                                   |
| --------------------------------- | --------------------------------------- |
| Collège Amans-Joseph-Fabre        | Collège Saint-Joseph/Sainte-Geneviève   |
| Collège départemental Jean-Moulin | Collège Saint-Viateur (Onet-le-Château) |
| Collège des Glycines              |                                         |

#### Lycées
| Public | Privé                                                                   |
| --- | ----------------------------------------------------------------------- |
| Lycée Ferdinand-Foch Enseignement général, professionnel et supérieur                                      | Lycée François-d'Estaing Enseignement général et technologique          |
| Lycée Alexis-Monteil Enseignement général, professionnel, technologique et supérieur                       | Lycée Saint-Joseph Enseignement professionnel                           |
| Lycée La Roque (Onet-le-Château) Enseignement agricole, général, technologique, professionnel et supérieur | Lycée Louis-Querbes Enseignement général technologique et professionnel |

#### Enseignement supérieur
Rodez compte à ce jour[Quand ?] plus de 3 000 étudiants sur son agglomération,. Après la restructuration et l'extension de l'IUT entre 2009 et 2012, ce campus s'implanterait sur l'ensemble du domaine d'EDF-GDF. À terme, ce site devrait concentrer plus de 3 000 étudiants sur des filières scientifiques, hydroélectriques, mécaniques ou agro-alimentaires. Un campus sur 6 hectares avec bibliothèque universitaire, présence du Crous, de logements devait ouvrir sur le site de Saint-Éloi en 2016. Après de multiples retards, son ouverture est reportée à 2022.

#### Insertion professionnelle
La Maison commune Emploi-Formation (MCEF), situé au 41-43 rue Béteille a ouvert ses portes en mars 2013 après 2 ans de travaux. Cet espace de 2 500 m2 comprend le Pôle emploi et sa plateforme de service, la mission locale pour l’emploi des jeunes, le Centre inter-institutionnel de Bilan de Compétences personnelles et professionnelles (CIBC), le Centre d’Information et d’Orientation (inspection académique), le bureau territorial Aveyron, Cap Emploi, l’AFIJ (jeunes diplômés) et l’antenne aveyronnaise de l’ADEFPAT qui est une structure régionale ayant pour mission de conforter les stratégies de développement territorial. 55 employés œuvrent sur l'ensemble des services présents dans cette institution qui couvre un bassin de 142 000 habitants

#### Associations éducatives

##### École Calandreta
Les établissements scolaires Calandreta (en occitan, petite alouette) sont des écoles et collèges bilingues franco-occitans.

### Santé

#### Hôpital Jacques-Puel
Cet hôpital (médecine, chirurgie, gynécologie-obstétrique (MCO)) doté d'urgences adultes et pédiatriques, est le deuxième plateau technique régional après le CHU de Purpan situé à Toulouse. Il est le siège du SAMU et SMUR de l'Aveyron, et possède près de 60 services médicaux et chirurgicaux. Spécialisé et ultra-spécialisé dans les disciplines de médecine, pédiatrie, néonatalogie, cancérologie et chirurgie, il détient des équipements médicaux de dernière génération.

#### Autres centres de soins à proximité
Sur la commune d'Olemps, à 5 km de Rodez, se trouvent également l'hôpital Les Peyrières et l'Hôpital Sainte-Marie.

### Sports

#### Infrastructures

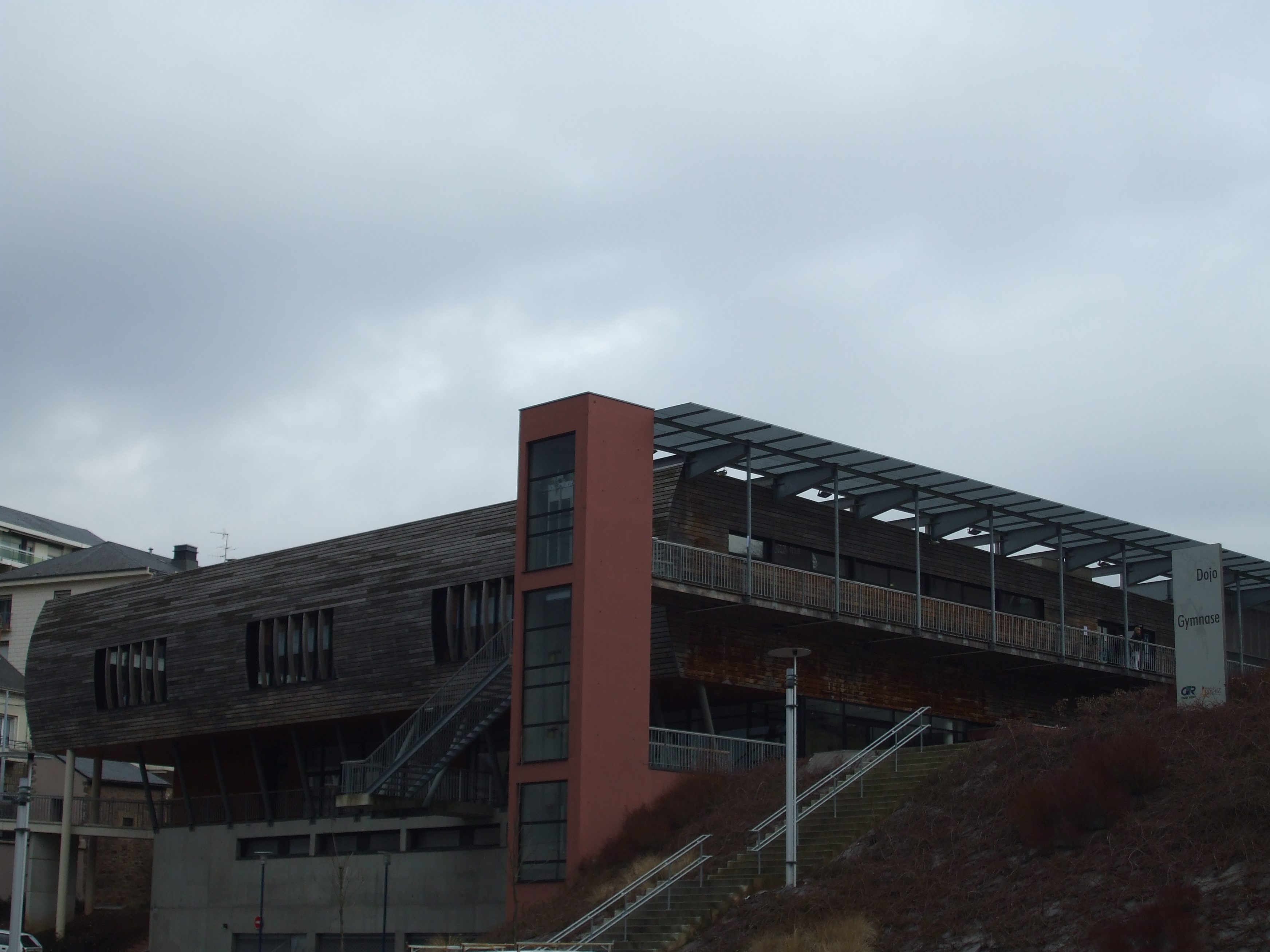
Le gymnase Dojo.

La ville dispose de nombreux équipements sportifs. La plupart de ces équipements ont été réunis dans ce que l'on appelle le Vallon des Sports, au niveau de Pré Lamarque dans le quartier ouest. Il est composé du gymnase-dojo, des salles de sports de l'amphithéâtre et du centre aquatique Aquavallon. Le stade Paul-Lignon est situé non loin. De nombreux autres complexes sportifs sont présents sur l'agglomération. Tous ces aménagements ont pour but d'améliorer l'accueil des clubs sportifs de la ville, qu'ils soient fédérés en association comme le Stade Rodez Omnisports ou indépendants.
Les différents établissements sportifs :
- Centre culturel L'Amphithéâtre dispose de plusieurs salles afin de pratiquer badminton, basket-ball, boxe, escalade, escrime, arts martiaux, gymnastique et tennis de table.
- Gymnase Dojo : badminton, basket, hand-ball, volley-ball, judo, aïkido
- Stade Paul-Lignon : football, rugby
- Complexe de Vabre : athlétisme, basket-ball, football, hand-ball, rugby, tennis, volley-ball
- Complexe du Trauc : football, quilles de huit, rugby, tir à l'arc
- Stade Louis-Polonia : football, pétanque, quilles de huit
- Boulodromes de Camonil et de Saint-Éloi : pétanque
- Gymnase Fabre : basket-ball, volley-ball
- Avenue de Paris, Vallon des Sports, Le Trauc : stands de tir
- City-Stade Ramadier : basket-ball, football
- Centre nautique : natation, compétitions, animations aquatiques, sauna, hammam
- Domaine de Combelles : haut lieu de l'équitation[99]

La ville de Rodez a accueilli le Jumping international de France en 2009, le Top 12 du SRA en 2009, le championnat international de gymnastique aérobic en 2010, le Championnat du monde de basket-ball féminin des moins de 17 ans en 2010 et le Tour de France 2010 (13e étape) et 2015 (13e et 14e étape).

#### Associations
Les clubs de basket Stade Rodez Aveyron Basket évoluant en Nationale masculine 3, de football Rodez Aveyron Football évoluant en Ligue 2 pour l'équipe masculine et en Division 2 pour l'équipe féminine, et de rugby Stade Rodez Aveyron évoluant en Fédérale 1, sont les principaux clubs de sports collectifs de la commune. L'Escrime Rodez Aveyron évolue en Division 1 pour l'équipe masculine depuis 2008, ainsi que l'équipe féminine depuis 2014. L'équipe masculine est championne de France de division 1 en 2012, 2014 et 2015, 3e de la coupe d'Europe des clubs champions en 2013, vice-championne d'Europe en 2015, et enfin championne d'Europe en 2016, un exploit unique dans l'histoire du sport aveyronnais. Le Club Badminton de Rodez (CBR) organise chaque année un tournoi d'envergure nationale à l'amphithéâtre. Les Aveyronnais, très friands du jeu de quilles participent, chaque année, au Championnat de France de quilles de huit, début août. Le Vélo-Club Ruthénois, fondé en 1891, est le plus ancien club sportif de la ville.
- R.A.F. (Rodez Aveyron Football)
- S.R.A. (Stade Rodez Aveyron), rugby à XV
- S.R.A.B. (Stade Rodez Aveyron Basket)
- C.B.R. (Club Badminton de Rodez)
- Stade Rodez Athlétisme
- Stade Ruthénois Tennis
- Gym-Club Ruthénois
- Judo Rodez Aveyron
- Grand Rodez Natation
- Rodez Triathlon 12
- Escrime Rodez Aveyron
- Vélo-Club Ruthénois
- Sport Quille Ruthénois
- R.O.C. Aveyron Handball
- Club hippique de Combelles

### Vie militaire
Le siège de l'Armée de Terre de l'Aveyron est situé à Rodez, près de Bourran.
Les régiments dont le casernement fut à Rodez :
- 81e régiment d'infanterie de ligne (1879 - 1897) ;
- 122e régiment d'infanterie de ligne (1913).

Éléments non endivisionnés :
- 322e régiment d'infanterie, issu du 122e régiment d'infanterie en 1914 ;
- 124e régiment d'infanterie territoriale.

### Médias

#### Presse écrite locale et régionale
Rodez est le siège du journal Centre Presse. Il fait partie du Groupe Les Journaux du Midi. Le groupe se situe dans de vastes locaux, avenue Victor-Hugo, au pied de la cathédrale de Rodez. En effet, il existe trois quotidiens concernant l'actualité locale et régionale édités chaque jour, à savoir Centre Presse, La Dépêche du Midi et Midi-Libre.
De plus, un hebdomadaire ruthénois centré sur l'actualité de Rodez Agglomération paraît sur le piton, à savoir Le Ruthénois. Des mensuels, édités chaque mois par le conseil départemental de l'Aveyron, relatent l'actualité de l'institution, de même pour la ville de Rodez qui à son propre mensuel dénommé «Rodez, notre ville». Enfin, un trimestriel édité par la Région Midi-Pyrénées est distribué dans la boîte aux lettres de chaque Ruthénois.
En ce qui concerne l'histoire de la presse ruthénoise, certains journaux ont disparu, à savoir La Gazette du Rouergue (1832-1835), L'Écho de l'Aveyron et Le Peuple.

#### Presse nationale et internationale
La ville dispose dans ses kiosques de la presse nationale et internationale. Pour faciliter le travail sur des articles de presses, la médiathèque de Rodez abrite de nombreuses archives, tout comme les archives départementales ou encore la maison de la presse.

#### Radios
Hormis toutes les grandes stations nationales auxquelles la cité ruthénoise peut avoir accès, d'autres radios locales sont également disponibles :
- Totem (88.1 FM), radio régionale couvrant une grande partie de l'Occitanie et le sud de l'Auvergne, dont le siège social est à la Primaube[105].
- Chérie FM Aveyron (100.0 FM), antenne locale de Chérie FM dans l'Aveyron. Ses studios sont à Rodez et diffuse les infos locales, des programmes locaux et des publicités à destination du département.
- RFM Quercy-Rouergue (100.5 FM), antenne locale de RFM dans ces régions. Ses studios sont situés à Figeac, dans le Lot.
- Sud Radio (104.4 FM) est aussi présente à Rodez.
- Radio Temps Rodez (107.0 FM) est une radio associative ruthénoise née au lycée Louis Querbes[106].
- Radio Ménergy (107.5 FM) est une radio locale commerciale provenant de Lescure-d'Albigeois, près d'Albi[107].
- CFM Rodez (107.9FM), radio associative du Midi-Pyrénées qui a ses studios à Rodez[108].

#### Télévision
La commune dispose des chaînes de la télévision numérique terrestre depuis le 1er juin 2008. De plus, une antenne de France 3 Midi-Pyrénées, pour France 3 Quercy-Rouergue, siège à Bourran et permet ainsi de rapprocher l'actualité ruthénoise à la télévision. Un studio de télévision y est installé afin de présenter les journaux télévisés Quercy-Rouergue Aveyron-Lot. Enfin, l'idée d'instaurer une chaîne continue consacrée à l'agglomération de Rodez est née. Depuis le 8 novembre 2011, l'agglomération de Rodez diffuse les chaînes de télévision en numérique en remplacement de l'analogique. France 3 Quercy-Rouergue ainsi que toutes les autres chaînes de la TNT émettent depuis 3 sites TNT à Rodez : "Rodez 2 - Olemps - La Mouline", "Rodez 3 - Est - Le Monastère - Banocres" et "Rodez 4 - Salabru".

#### Internet et téléphonie
Rodez dispose du très haut débit Internet grâce à la technique filaire et Wi-Fi ainsi qu'à la mise en service, en 2008, de plusieurs kilomètres de fibre optique couplé à des antennes-relais WIMAX et UMTS sur tout le Grand Rodez et notamment vers les zones d'échanges tel qu'à l'aéroport international, la gare, le quartier de Bourran, le centre historique. Le réseau 3G, 3G+ , 4G et 4G+ permettent le désenclavement numérique de la ville de Rodez. Les différents travaux de voiries, au centre-ville - et plus particulièrement dans le cœur historique - ont permis de poser de nouvelles boucles internet de très haut débit entre 2011 et 2012.

### Cultes, associations philosophiques et humanistes

#### Culte catholique
La ville de Rodez, siège de l'évêché, fait partie de la paroisse Notre-Dame de l'Assomption, qui comprend 6 relais : la cathédrale Notre-Dame de Rodez, l'église Saint-Amans, l'église de Gourgan, l'église du Monastère, l'église de La Mouline et l'église du Sacré-Cœur. François Fonlupt est l'évêque de Rodez depuis 2011.

#### Culte protestant
Le temple protestant de Rodez (Église réformée de France) a été édifié en 1947, rue Louis-Lacombe.

#### Culte évangélique
L'Église réformée évangélique de Rodez est implantée route de Séverac à Onet-le-Château.

#### Culte musulman
La mosquée de Rodez, édifiée avenue de Bamberg entre 2000 et 2002, a été inaugurée en mai 2003. L'édifice religieux a connu une extension entre 2010 et 2011.

#### Loges maçonniques
Rodez accueille plusieurs loges maçonniques :
- «La Parfaite Union» (Grand Orient de France)[116] créée en 1762 et dans laquelle Paul Ramadier fut initié en 1913.
- «Le Réveil du Rouergue» (Grande Loge de France)[117]
- «Le Droit Humain»[118]
- «Lumière et Fraternité du Rouergue» (Grand Orient de France)[119], loge mixte créée en 2017.

### Manifestations culturelles et festivités
L'été, la ville propose de nombreuses animations et évènements festifs. Les trois musées et les nombreuses galeries d'Art (Galerie Sainte-Catherine entre autres) attirent de nombreux touristes. Enfin côté jeunes, des associations d'étudiants du Grand Rodez sont présentes et, de plus, tout au long de l'année, de nombreux bars-restaurants et bars-discothèques présents sur la ville participent à l'animation du piton ruthénois («terrasses en fêtes», par exemple).

#### Groupes folkloriques
Afin d'entretenir les usages du dialecte rouergat, des danses et chants du pays, deux groupes folkloriques sont fondés à Rodez ; La Pastourelle (francisation orthographique de l'occitan « La Pastorèla », « La Jeune Bergère » en français) créée en 1948 et L'Escloupeto (« L'Esclopeta » en occitan, « La Porteuse de Sabots » en français) en 1953. C'est grâce aux musiques, danses, chants et costumes du folklore rouergat que les différents bénévoles, nous font revisiter l'époque d'autrefois. Des pièces de théâtre en occitan font également partie de leur répertoire. Le folklore très apprécié des Aveyronnais a fait naître, à Pont-de-Salars, le Festival folklorique international du Rouergue en 1955.

#### Principales manifestations
Cette liste non exhaustive présente les principales manifestations culturelles et festivités de la ville de Rodez :
| Printemps     | - En mai, a lieu la remise du prix Antonin-Artaud - Nuit des musées |
| Été           | - Mi-juin : fête foraine. - Le 21 juin, Rodez déploie des scènes aux quatre coins de la ville à l'occasion de la fête de la musique. - En juillet a lieu un marché médiéval. En effet, de nombreux artisans, comédiens, jongleurs et musiciens costumés interviennent. - À cette même période, le rallye du Rouergue - En juillet également, l'Estivada (mot languedocien prononcé [esti'βaδo]), festival de l'Occitanie, est la vitrine de la création occitane durant quatre jours, au travers de musique, contes, théâtre, danse, cinéma et convivialité. Cet évènement rassemble 35 000 personnes. - Cit'équestre - En août, les espaces verts de Layoule accueillent Rodez-Plage. - Début août a lieu le festival folklorique international du Rouergue. - À la même période, des cinémas ambulants parcourent la ville ou encore des spectacles de théâtre en plein-air. - Fin août : festival Ramazick. - Début septembre, au bord de l’Aveyron : vide grenier, apéritif musical, concours de pêche et animations diverses à l'occasion du Vuoto. |
| Automne       | - Les journées du patrimoine - Les Photosfolies - En automne, salon du livre ancien, salon du chocolat - Amphithéâtre : une programmation culturelle des spectacles qui draine chaque année plus de 15 000 spectateurs avec un taux de remplissage record de 90 % depuis 6 ans. Elle accueille très régulièrement des artistes de grande envergure |
| Hiver         | - En décembre, un marché de Noël et une patinoire sont installés durant toute la période sur la place Foch. |
| Toute l'Année | - Amphithéâtre : une programmation culturelle des spectacles qui draine chaque année plus de 15 000 spectateurs avec un taux de remplissage record de 90 % depuis 6 ans. Elle accueille très régulièrement des artistes de grande envergure |

## Économie
Rodez s'affirme d'un point de vue économique et touristique au centre d'un triangle formé au sud-ouest par Toulouse, préfecture de région située à 130 kilomètres du piton ruthénois, au sud-est par Montpellier à 180 kilomètres et au nord par Clermont-Ferrand cependant plus éloigné, situé à 260 kilomètres.
Ville de plus de 20 000 habitants, Rodez est, selon l'INSEE la 13e entité urbaine de France la plus prospère juste derrière la plupart des villes d'Île-de-France telles que Saint-Cloud, Courbevoie, Paris ou encore Suresnes. 28e ville où il y a le plus «d'emplois sur place», Rodez est aussi la 91e commune de France en termes de jeunes entreprises viables par habitant (1 pour 116 habitants) et la 157e en termes de part des foyers imposés soit 58 % (nettement supérieur à la moyenne nationale). Ce résultat peut s'expliquer par deux mécanismes. Premièrement, la diversité du tissu économique fait que les entreprises de Rodez touchent à des domaines nombreux et variés. D'autre part Rodez fut pendant de nombreuses années enclavée des grandes économies nationales sans moyen de communications compétents. Pour cela, elle s'est efforcée par ses propres compétences de produire et construire son propre panel d'entreprises afin de faire vivre son territoire.

### Revenus de la population et fiscalité
En 2008, le revenu fiscal médian par ménage était de 18 678 €, ce qui plaçait Rodez au 10 042e rang parmi les 31 604 communes de plus de 50 ménages en métropole.

### Emploi
Rodez forme aujourd'hui le principal bassin d'emploi d'Aveyron. La population s'organise autour du Grand Rodez qui concentre le plus grand nombre d'emplois avec des secteurs en forte expansion comme la santé, la formation, le commerce, l'agroalimentaire (laiterie, fromagerie, transformation de la viande), la filière bois-meuble, la mécanique, l'informatique, le tertiaire, les industries, l'aviation, la recherche. Un Aveyronnais sur trois vit dans la zone d'influence de Rodez. Sa situation géographique, à la jonction des grandes voies de communication aveyronnaises, a longtemps canalisé l'exode rural vers la préfecture : la présence d'un aéroport et l'amélioration de l'axe routier vers Toulouse contribuent aujourd'hui au dynamisme de l'aire ruthénoise avec l'émergence de nombreux emplois.
Selon les résultats du recensement de 2009, la population active (15-64 ans) de la commune compte 11 851 personnes, soit 72,3 %, ce taux est de 73,0 % au niveau départemental. En 2009, le taux de chômage parmi les 15-64 ans est de 6,5 % de la population active.
|                                 | Agriculture | Industrie | Construction | Commerce | Services |
| ------------------------------- | ----------- | --------- | ------------ | -------- | -------- |
| Rodez                           | 0,8 %       | 8,5 %     | 5,6 %        | 44,2 %   | 40,8 %   |
| Comparaison avec le département | 11,1 %      | 15,4 %    | 8,2 %        | 34,9 %   | 30,4 %   |

### Entreprises et commerces
Rodez et son agglomération concentrent un large panel d'entreprises et de secteurs économiques, par l'équipement automobile avec le groupe Bosch, par la recherche de pointe sur les OGM et la distribution de semences pour l'agriculture avec le siège national du groupe RAGT au sein du groupement Biogemma, par l'aéronautique avec la Sofop travaillant pour Airbus Industries ou sa plate-forme aéroportuaire internationale, la santé avec son ensemble hospitalier, par l'informatique avec le groupe Sopra ou encore l'industrie agro-alimentaire. Cet ensemble de dynamiques place l'agglomération de Rodez à la seconde place de croissance économique de Midi-Pyrénées après sa capitale régionale, Toulouse. Ces entreprises constituent l'un des maillons clés de la « Mecanic valley ».
Rodez est le siège de la Chambre du Commerce et de l'Industrie de l'Aveyron situé au centre-ville et dans le quartier de Bourran. Rodez Agglomération est la deuxième économie de la région Midi-Pyrénées où l'on dénombre 2 700 entreprises sur le Grand Rodez et 1 500 sur Rodez intramuros. Enfin, on relève une augmentation de 14,5 % pour la création d'entreprises sur Rodez et sa région entre 2000 et 2006. Le taux de survie des entreprises est de 71,5 %, trois ans après leur ouverture. Parmi les pôles majeurs, on trouve :
- Le Groupe hospitalier de Rodez avec ses 2 000 salariés est la seconde plate-forme de santé de la Région Midi-Pyrénées.
- Robert Bosch Rodez avec 1 700 salariés est le plus gros employeur industriel du département de l'Aveyron. Désigné site référence en ce qui concerne les bougies de préchauffage, l'injecteur « common rail », devenu le standard sur les systèmes diesel, est le « produit phare », selon le directeur du groupe Albert Weitten. L'entreprise a pour projet d'en produire 1 800 000 pour 2011[133].
- Le siège national de la RAGT, situé dans le quartier de Bourran, regroupe 250 chercheurs sur un total de 1 000 salariés.
- Le Centre Hospitalier Sainte-Marie à Rodez : 1 000 employés
- La clinique Saint-Louis à Rodez : fermée en 2013
- SOPRA Group Inforsud avec 400 employés (ingénierie informatique).
- Groupe Verdié Voyages emploie 250 salariés et de nombreux saisonniers (voyagiste).

Au 1er janvier 2010, 490 entreprises ont été créées sur le territoire.
|                         | Ensemble | Industrie | Construction | Commerce et services divers | Secteur public |
| ----------------------- | -------- | --------- | ------------ | --------------------------- | -------------- |
| Nombre d'établissements | 3 026    | 171       | 207          | 2 143                       | 505            |
| %                       | 100 %    | 5,7 %     | 6,8 %        | 70,8 %                      | 16,7 %         |

|                         | Ensemble | Industrie | Construction | Commerce et services divers | Secteur public |
| ----------------------- | -------- | --------- | ------------ | --------------------------- | -------------- |
| Nombre d'établissements | 490      | 25        | 61           | 355                         | 49             |
| %                       | 100 %    | 5,1 %     | 12,4 %       | 72,4 %                      | 10,0 %         |

### Pôles économiques du territoire

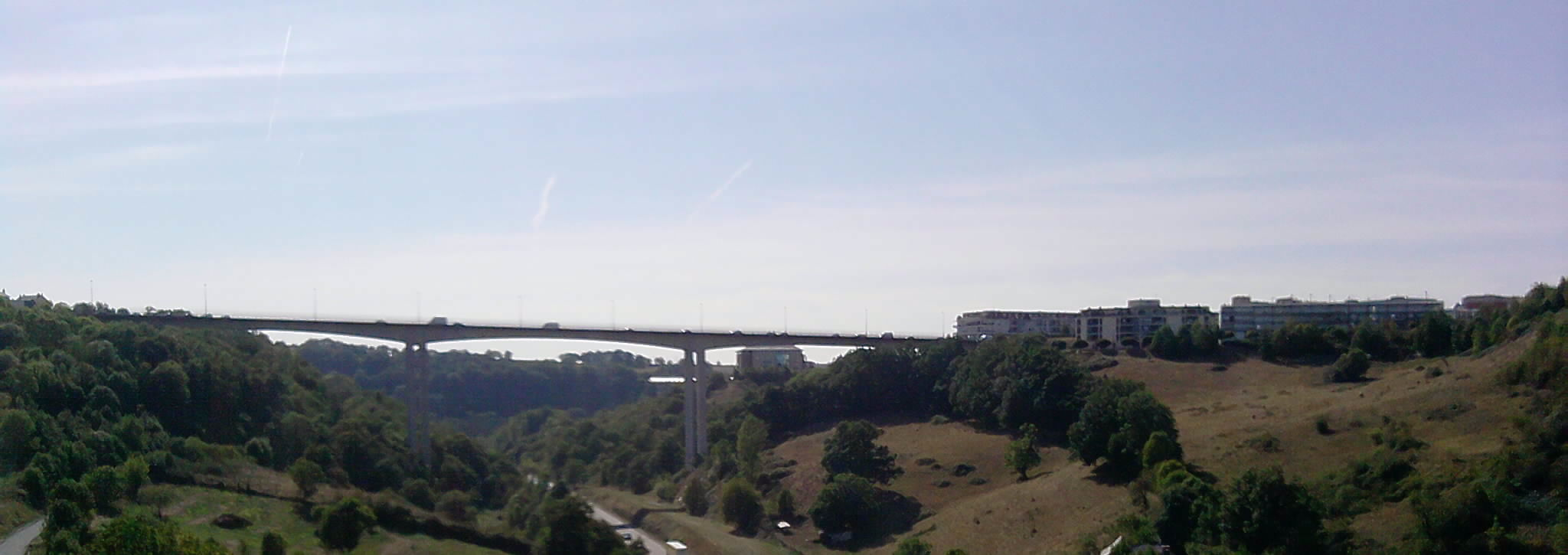
Viaduc de l'Europe : Passerelle de l'économie ruthénoise entre le centre-ville et le quartier de Bourran.

Les pôles économiques présents sur Rodez et/ou sur son agglomération sont étroitement en liens avec le chef-lieu. On trouve :
- Zone du Comtal : avec plusieurs dizaines d'enseignes commerciales nationales ou d'enseignes locales, le tout établis sur 55 hectares, elle est la première zone commerciale de son département et une des plus importantes de sa région.
- Quartier de Bourran : Services et administrations de l'État, entreprises privées, santé.
- Zone de Bel Air : proche de l'aéroport international de Rodez, c'est le premier parc d’activités du Grand Rodez. Étendu sur près de 200 hectares et dotée d’entreprises structurantes pour tout le territoire, Bel Air est reconnu Zone d’Intérêt Régional par Midi-Pyrénées[135]. 160 entreprises y sont installées.
- Zone de La Gineste : Avec ses 10 hectares au cœur de Rodez, elle se concentre dans les activités de commerce et de service à dominante pour les nouvelles technologies. Une dizaine d'entreprises y sont installées dont RM Ingénierie, ETI, RDS, D’Médica.
- Zone des Balquières : Pôle automobile du Grand Rodez, situé juste avant Rodez. Plusieurs concessions y sont présentes dont Peugeot, Citroën, Ford, Volvo, Land Rover, Mercedes, etc.
- Zone de Cantaranne : l’une des zones d’activités «historiques» consacrée à l’industrie, l’artisanat et le commerce de gros, sur les communes d’Onet-le-Château et Rodez. Quarante entreprises sont déjà installées sur 68 hectares, parmi lesquelles : Bosch (1 700 salariés), Lactalis, Drimmer, Bonneviale, Mathou, Thermatic, Garrigues SA, etc.
- Zone d'Arsac : Zone agroalimentaire de 47 hectares sur la commune de Sainte-Radegonde
- Zone de Naujac : parc d’activités de 20 hectares, sur la commune de Luc-la-Primaube, consacré à l’artisanat et à l’industrie. 25 entreprises y sont installées dont Eiffage-construction.
- Zone de Montvert : elle est située à Luc-la-Primaube, et consacrée à l’artisanat et à la petite logistique (en bordure de la RN 88).
- Zone de Malan : Artisanat et industrie. Un parc des expositions est en projet.

### Agriculture
La ville est siège de l'agriculture aveyronnaise grâce à sa chambre départementale d'agriculture. Cependant, Rodez intramuros ne dispose pas ou peu d'exploitations agricoles (0,8 % de la répartition d'emplois). En revanche, elle concentre ce domaine dans la recherche, dont la RAGT ou encore le Lycée La Roque. Au-delà de la cité et de l'agglomération, l'activité agricole est présente. Lors de la session de 2011 du Congrès des jeunes agriculteurs se déroulant à Rodez, Bruno Le Maire, alors ministre de l'Alimentation, de l'Agriculture et de la Pêche, ainsi que de la Ruralité et l'Aménagement, est venu clore ce congrès.

### Commerce
Rodez et son agglomération ont développé au cours du XXIe siècle le commerce local et les grandes enseignes nationales afin d'éviter « l'exode commercial » vers les grands pôles comme Toulouse ou Montpellier. La ville a développé les commerces dans son hypercentre et à ses abords (pôle commercial du Comtal situé à Sébazac-Concourès).
Le marché de la ville se tient trois fois par semaine (mercredi matin, vendredi après-midi et samedi matin). Une grande foire est disponible chaque trimestre sur le piton ruthénois.
La commune de Cransac, située à 30 km, a prévu l'implantation d'un casino dont l'ouverture est prévue en mars 2015,.

### Tourisme
De par la situation géographique de Rodez, entre le viaduc de Millau et Conques, mais également à proximité de grandes métropoles du midi telles que Toulouse et Montpellier, son passé historique vieux de 2 000 ans, son offre culturelle avec ses musées, dont le Musée Soulages, le développement des transports routier, ferroviaire et aérien ou encore sa candidature pour le patrimoine mondial de l'Unesco concourent à une dynamique touristique positive de l'agglomération (300 000 touristes chaque année à la cathédrale de Rodez). Enfin, l'office de tourisme de Rodez effectue des visites guidées des monuments et lieux emblématiques de la cité. Cependant, au-delà de la cité ruthénoise, les touristes sont également tournés vers les centres majeurs du département tels que les lacs du Lévézou, Conques, Laguiole au nord du département, le viaduc de Millau, au sud assurant la jonction de l'A75 vers la Méditerranée ou encore les plus beaux villages de France qui placent le département de l'Aveyron au premier rang des départements français hébergeant les plus beaux villages. Enfin, Rodez dispose de deux clips de promotion de la ville émis par le Grand-Rodez et par le groupe des « Grands Sites de Midi-Pyrénées ». L'office de Tourisme de Rodez Agglomération se trouve sur la Place de la Cité (ouverture en juillet 2013).

## Culture locale et patrimoine

### Lieux et monuments
La plupart des édifices importants de la ville sont situés dans ce que l'on appelle le Vieux-Rodez. De plus, de nombreux édifices, maisons, places, lieux de cultes, châteaux sont inscrits et protégés par l'État.
Depuis le 3 février 2012, le piton ruthénois est classé parmi les « Grands Sites d'Occitanie »,. Rodez a également reçu le label Villes et Pays d'art et d'histoire et une commission de pilotage prépare la candidature de Rodez pour une éventuelle inscription au Patrimoine mondial de l'UNESCO,.

#### Édifices religieux

##### Cathédrale Notre-Dame

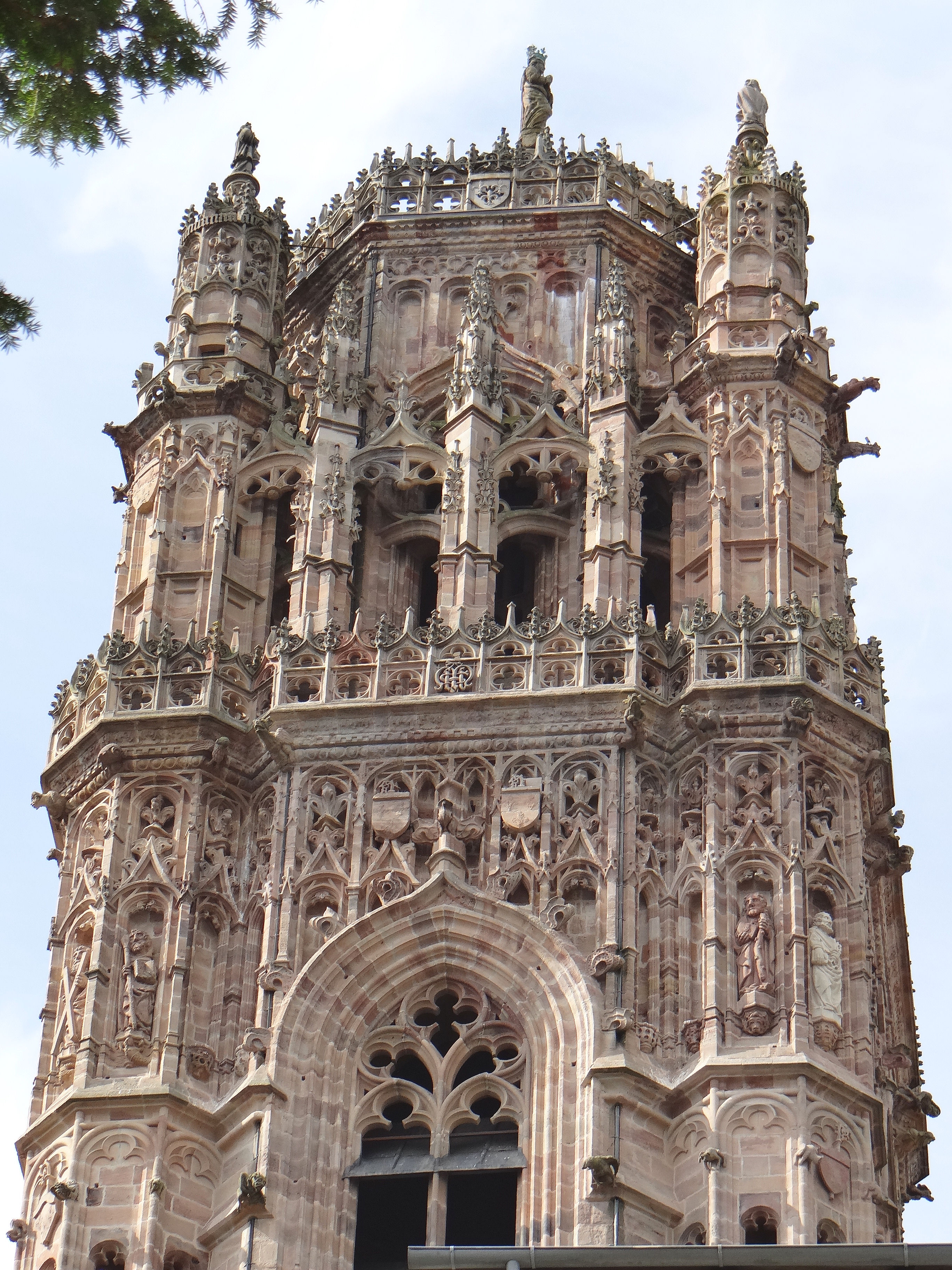
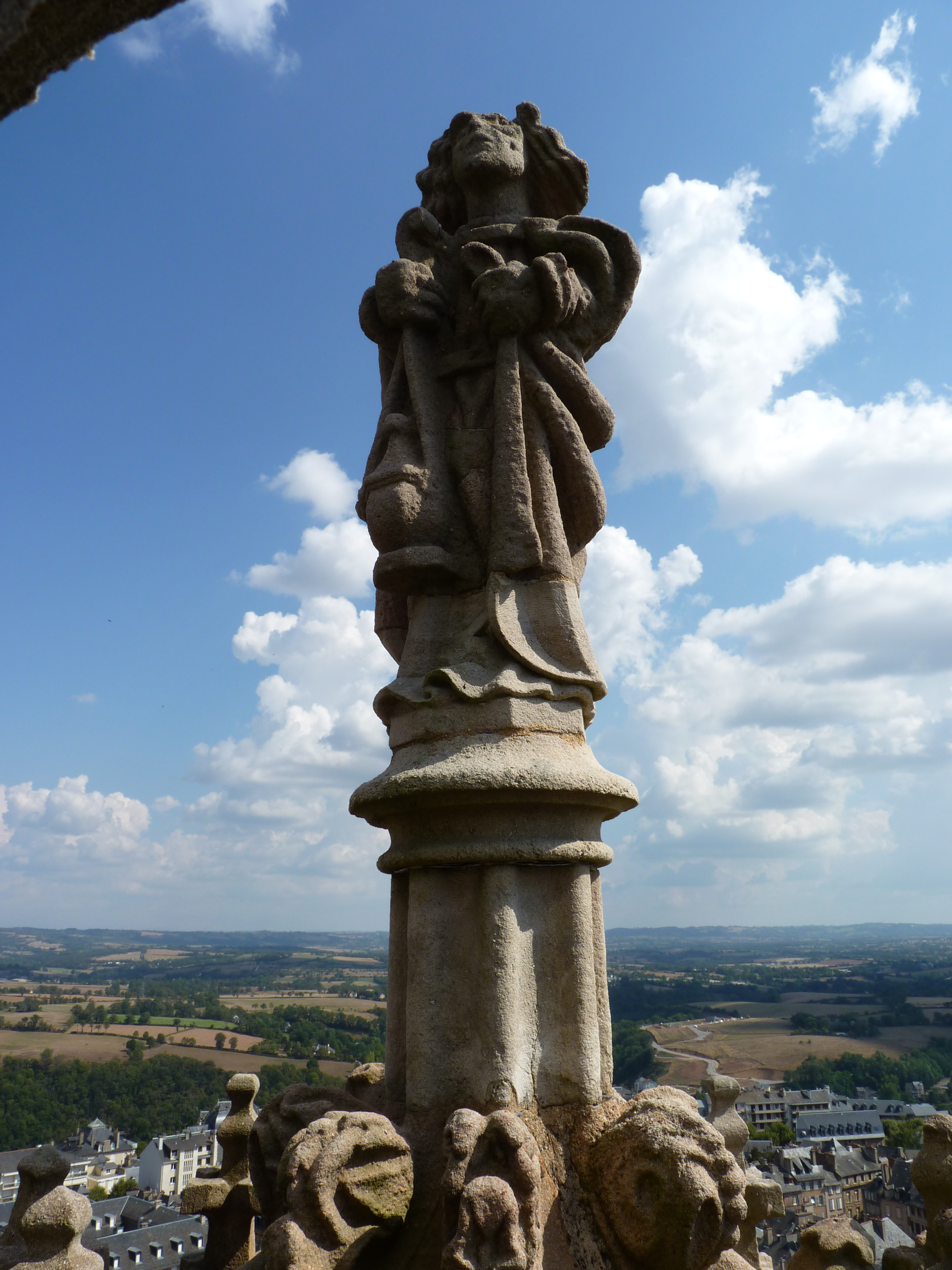
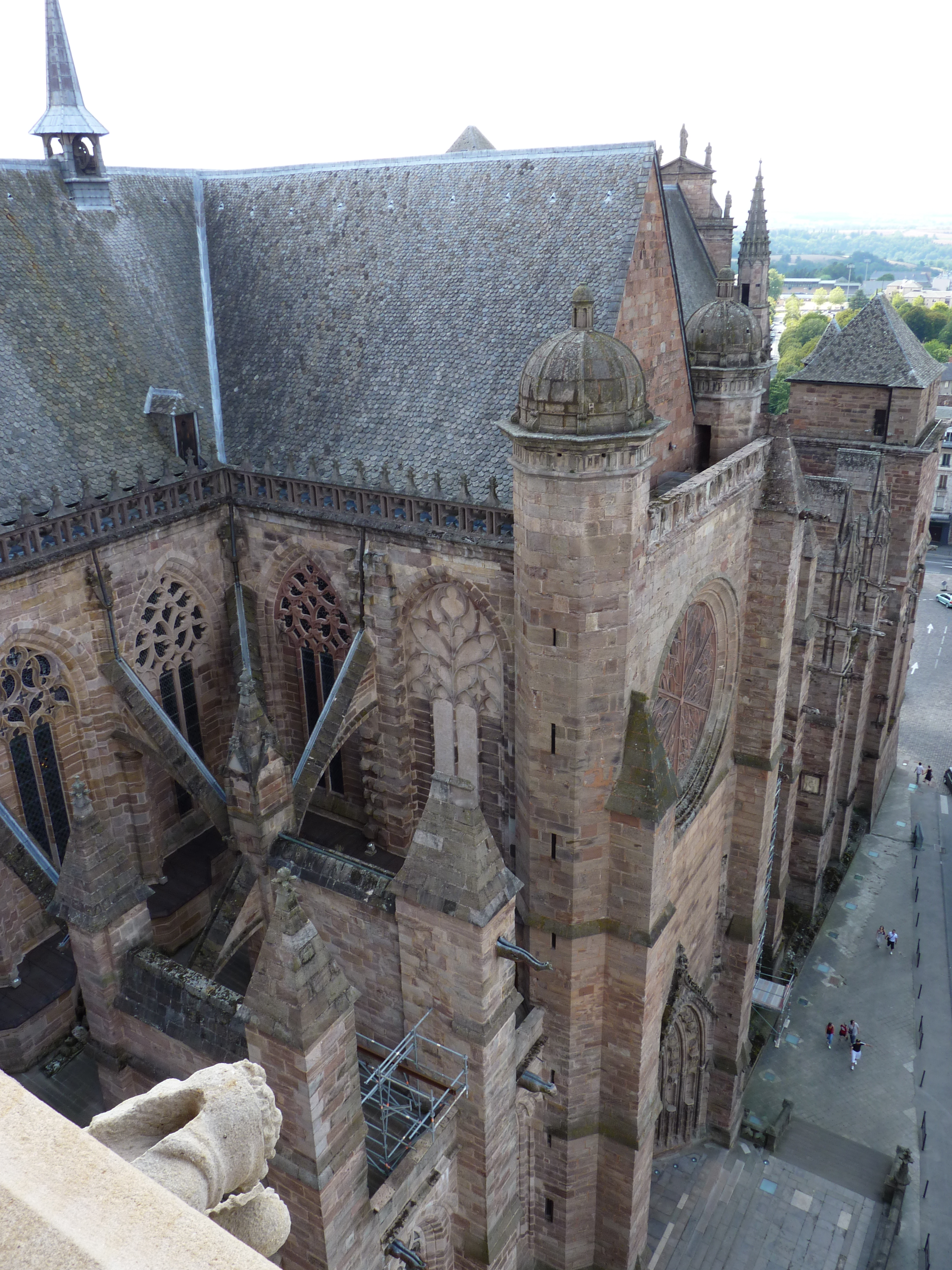
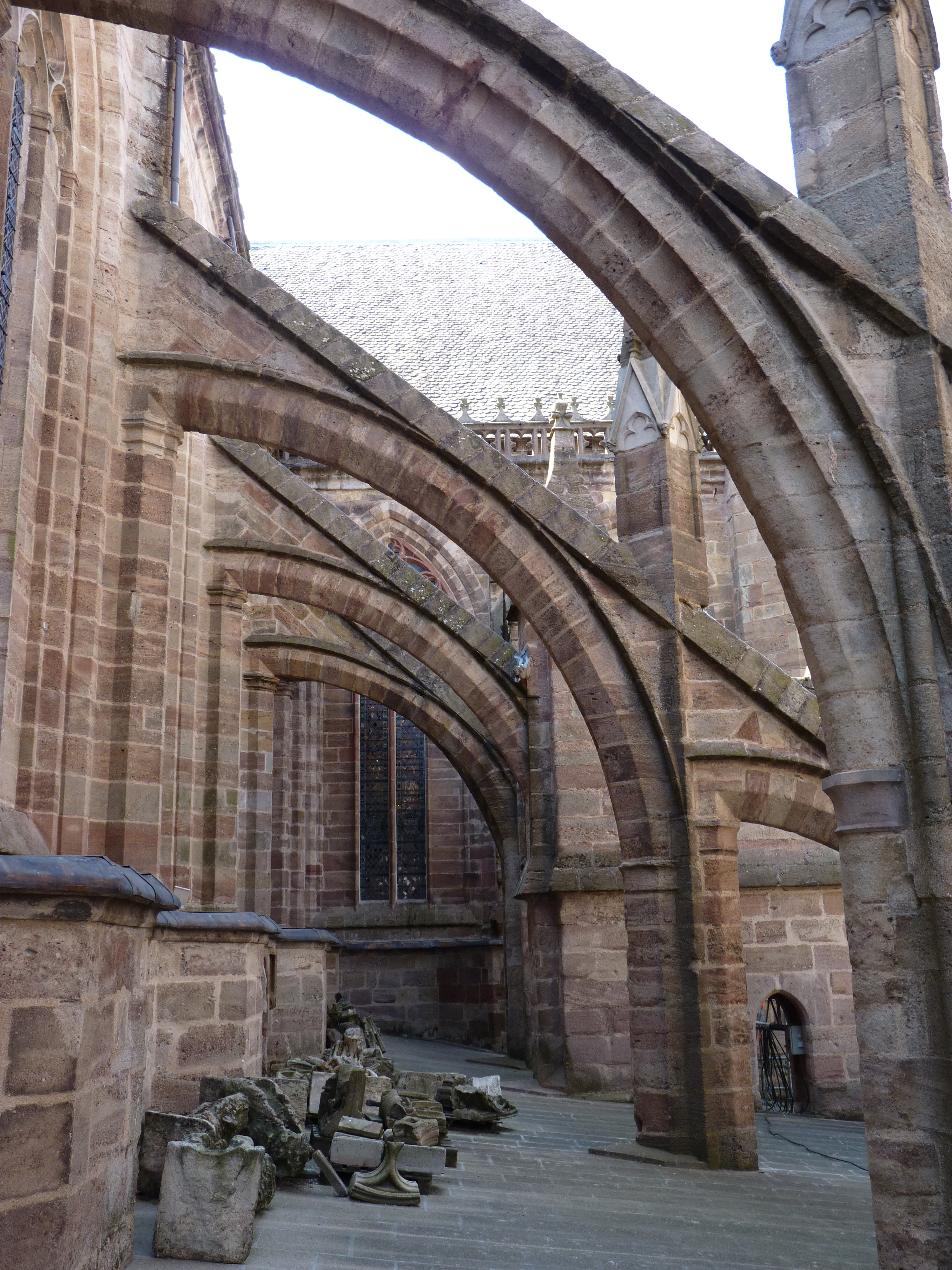
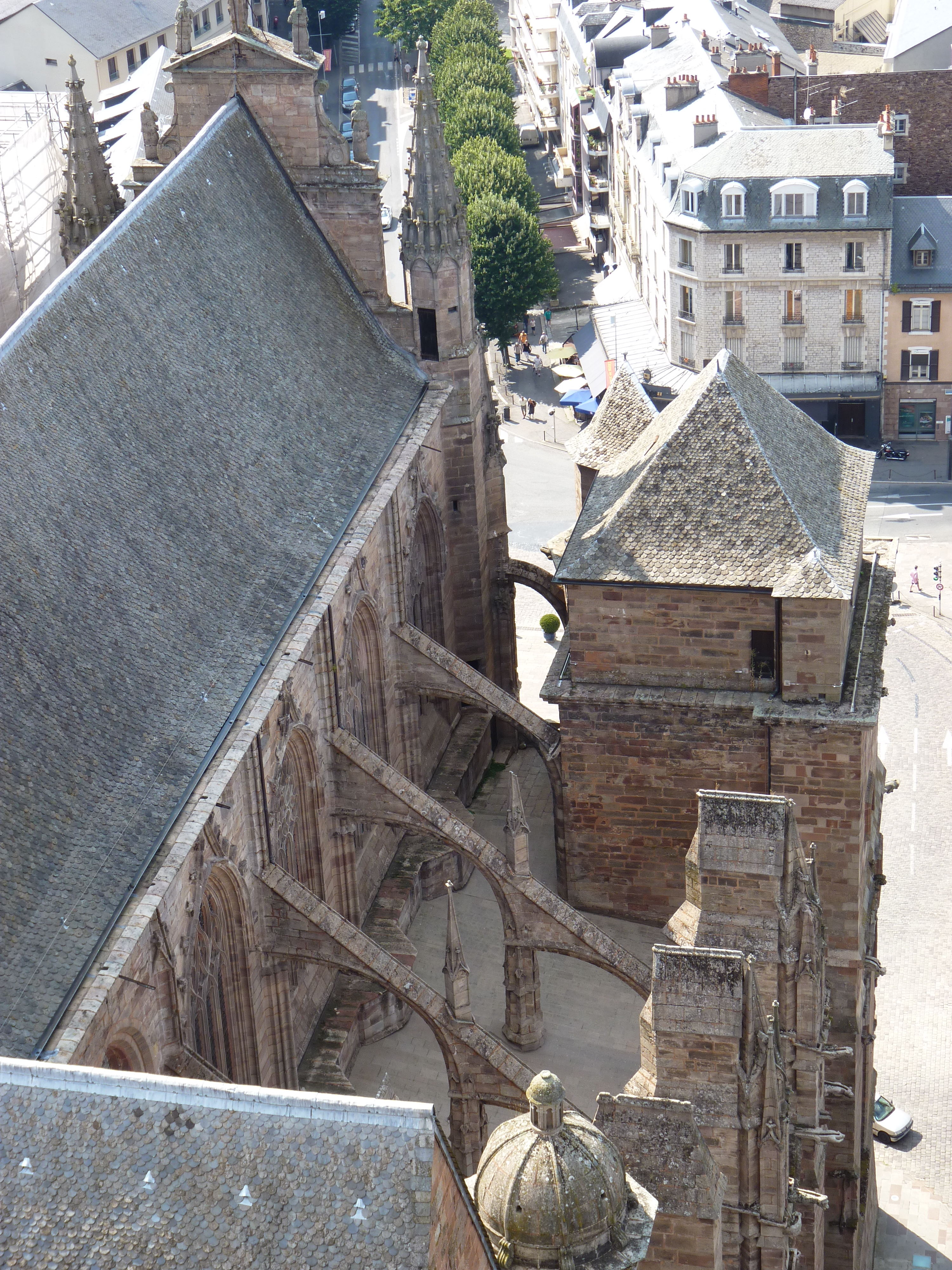

Classé MH (1862)
La cathédrale Notre-Dame de Rodez, place d'Armes, est le principal édifice religieux du département. Brûlée, endommagée au cours des siècles, la cathédrale de Rodez constitue un remarquable condensé des styles architecturaux du XIIIe au XVIIe siècle : gothique, Renaissance et éléments de décoration intérieure baroques. Elle possède des dimensions imposantes ; la nef centrale, assez étroite, se développe sur 102 m de long et possède une élévation particulièrement gracieuse (30 mètres). L'édifice est doté d'un superbe clocher, véritable dentelle de pierre de grès rose, repérable de loin, dominant le sommet de la cité de ses 87 mètres, qui en fait le plus haut clocher plat de France. 400 marches sont à gravir pour accéder à la statue de la Vierge situé en haut du clocher et au panorama de la ville. La nuit, elle est illuminée de l'intérieur.

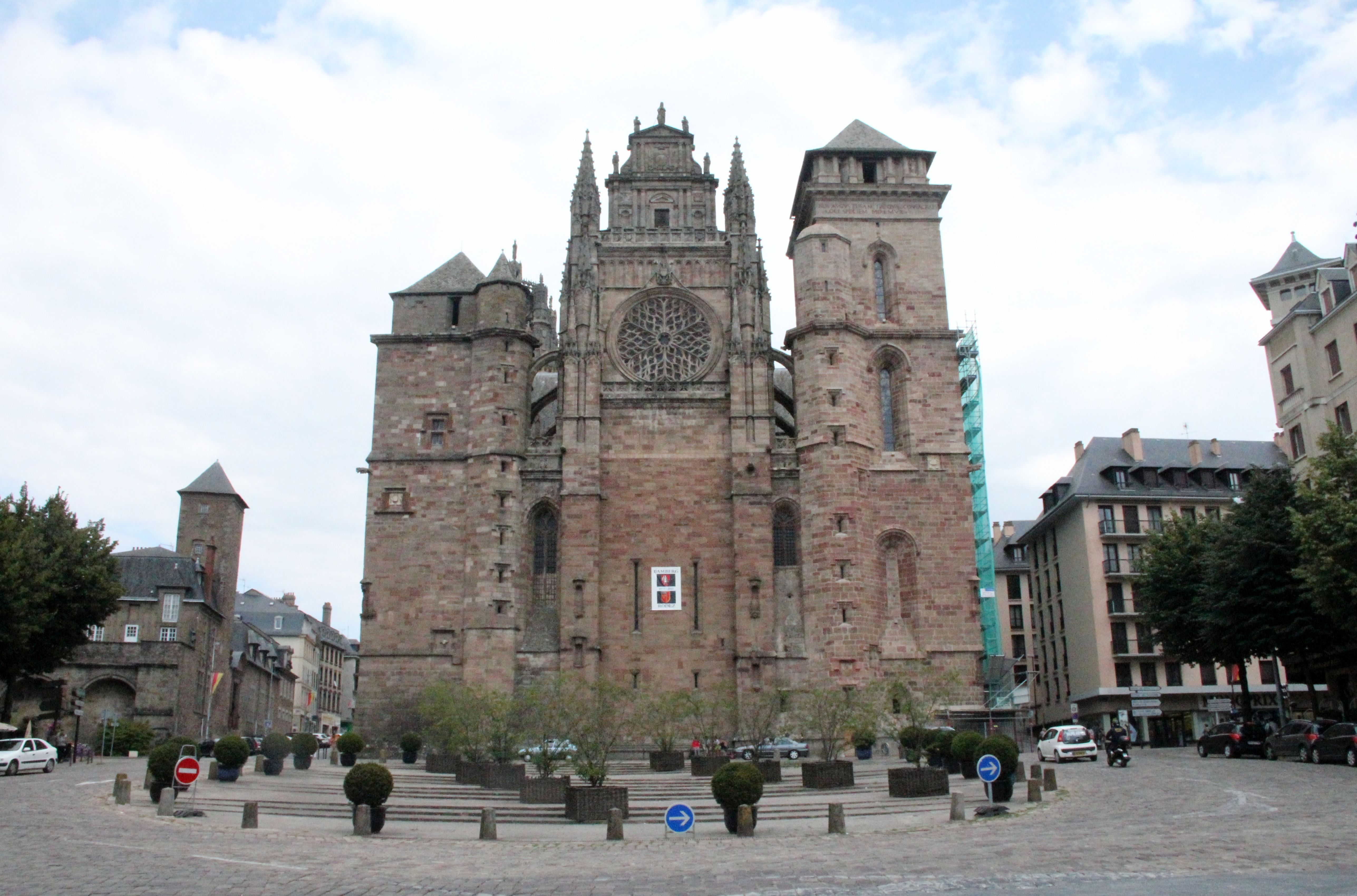
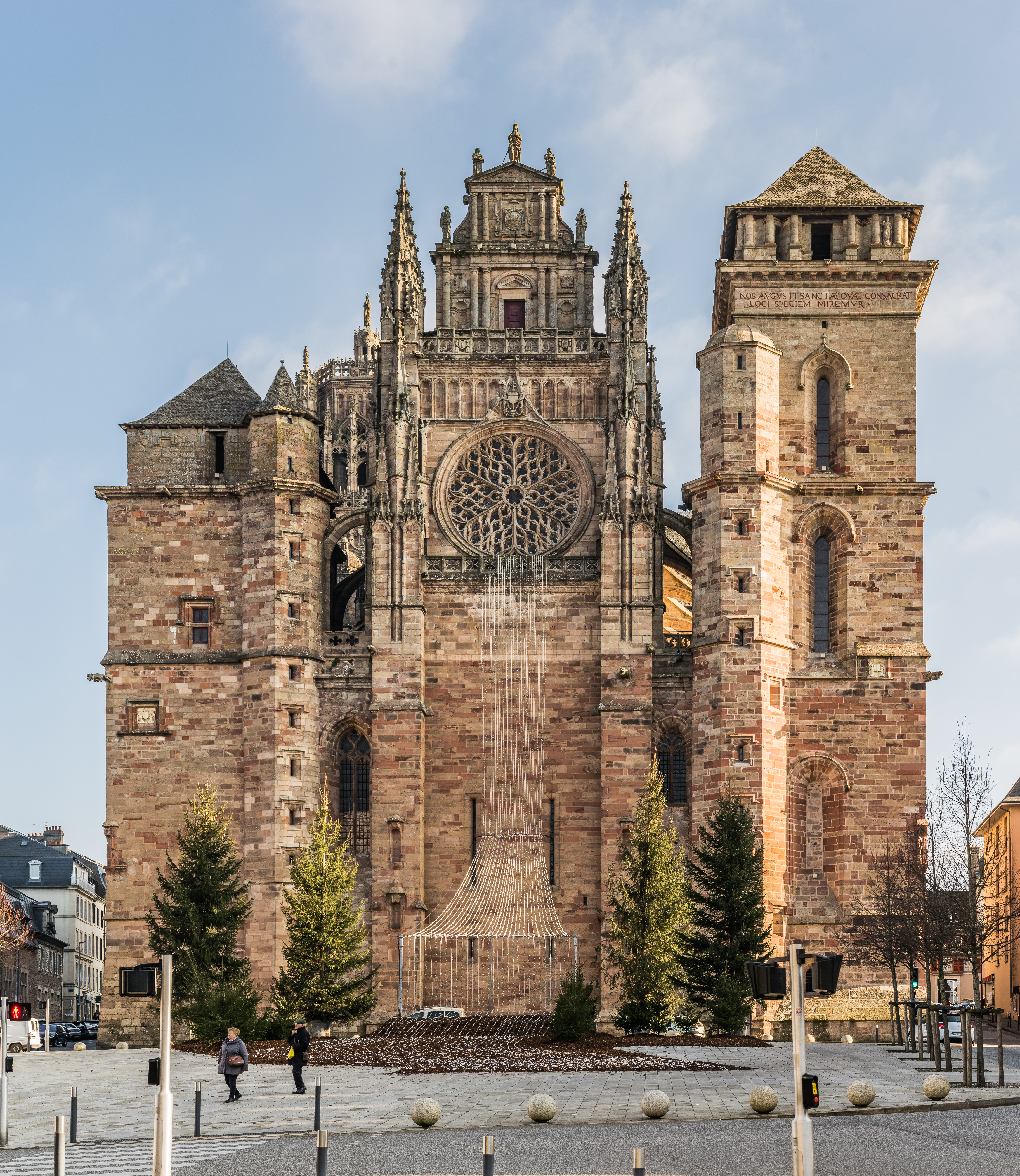
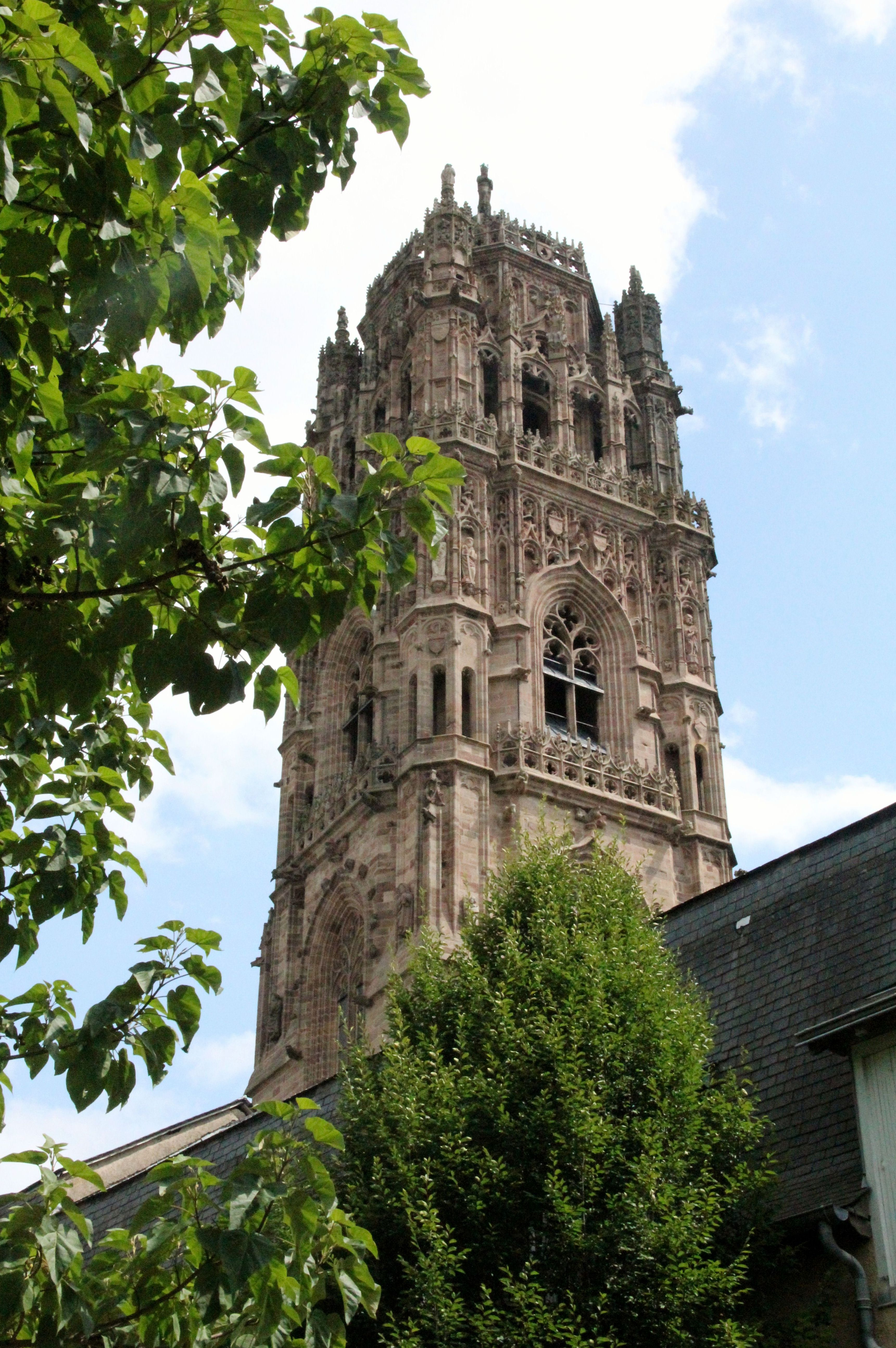
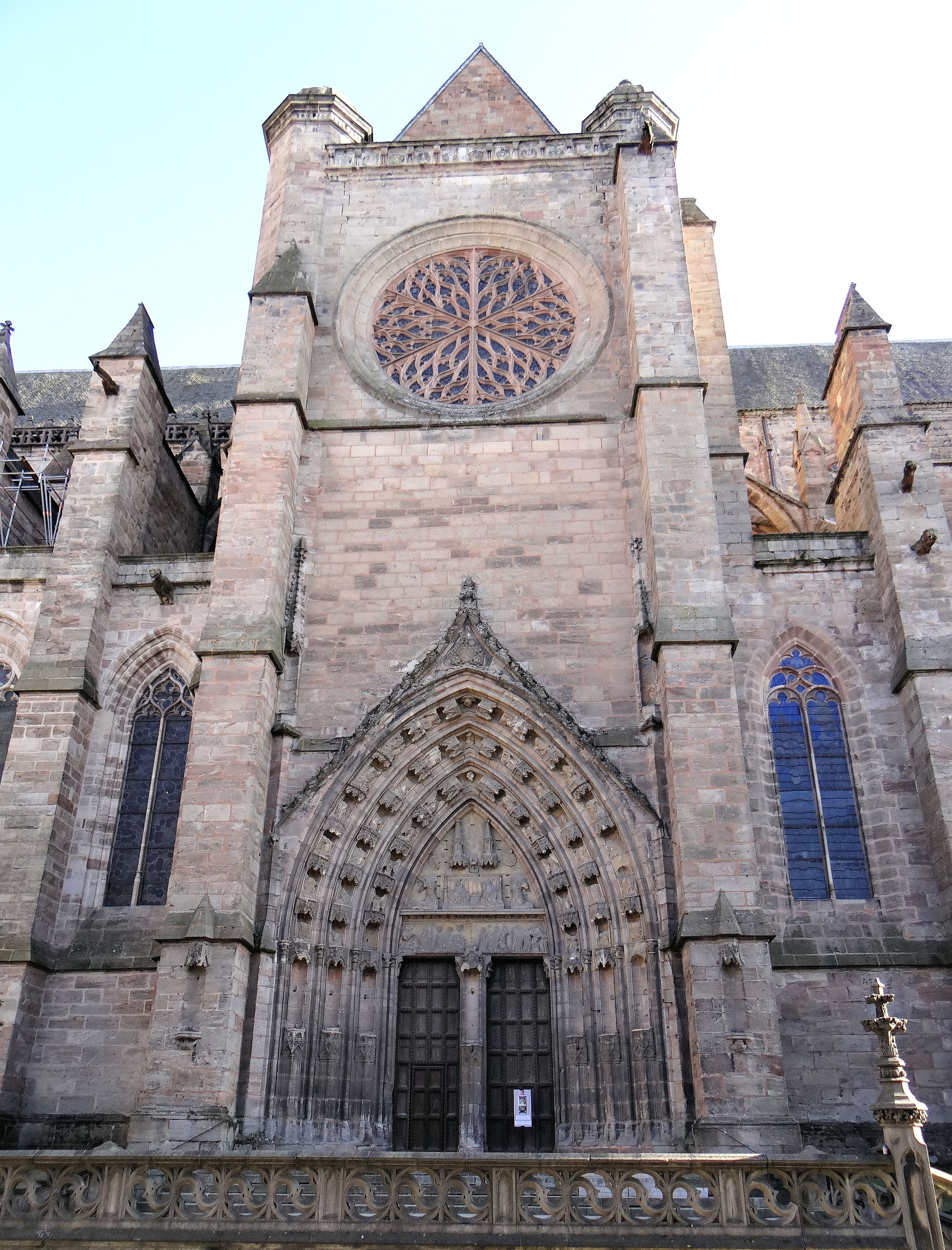
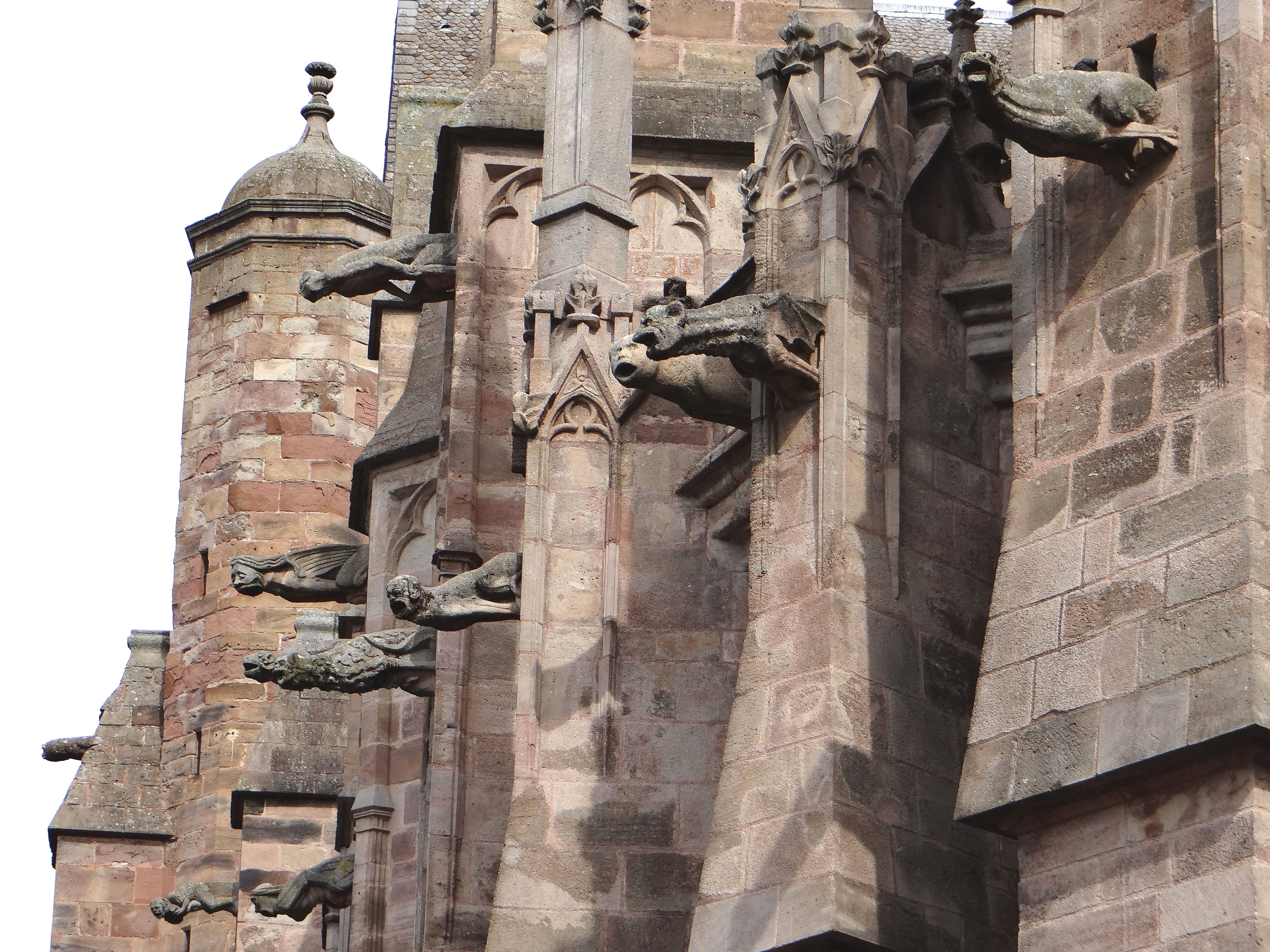

##### Palais épiscopal
Inscrit MH (1942)
L'ancien palais épiscopal du XVe siècle, se trouvait entre le transept de la cathédrale actuelle et le rempart de la ville. Paul-Louis-Philippe de Lezay de Lusignan est nommé évêque de Rodez en 1684. Il entreprend la construction du palais actuel dès son arrivée, elle se terminera en 1694. Le palais a été édifié dans le style Louis XIII avec un escalier rappelant celui du château de Fontainebleau.

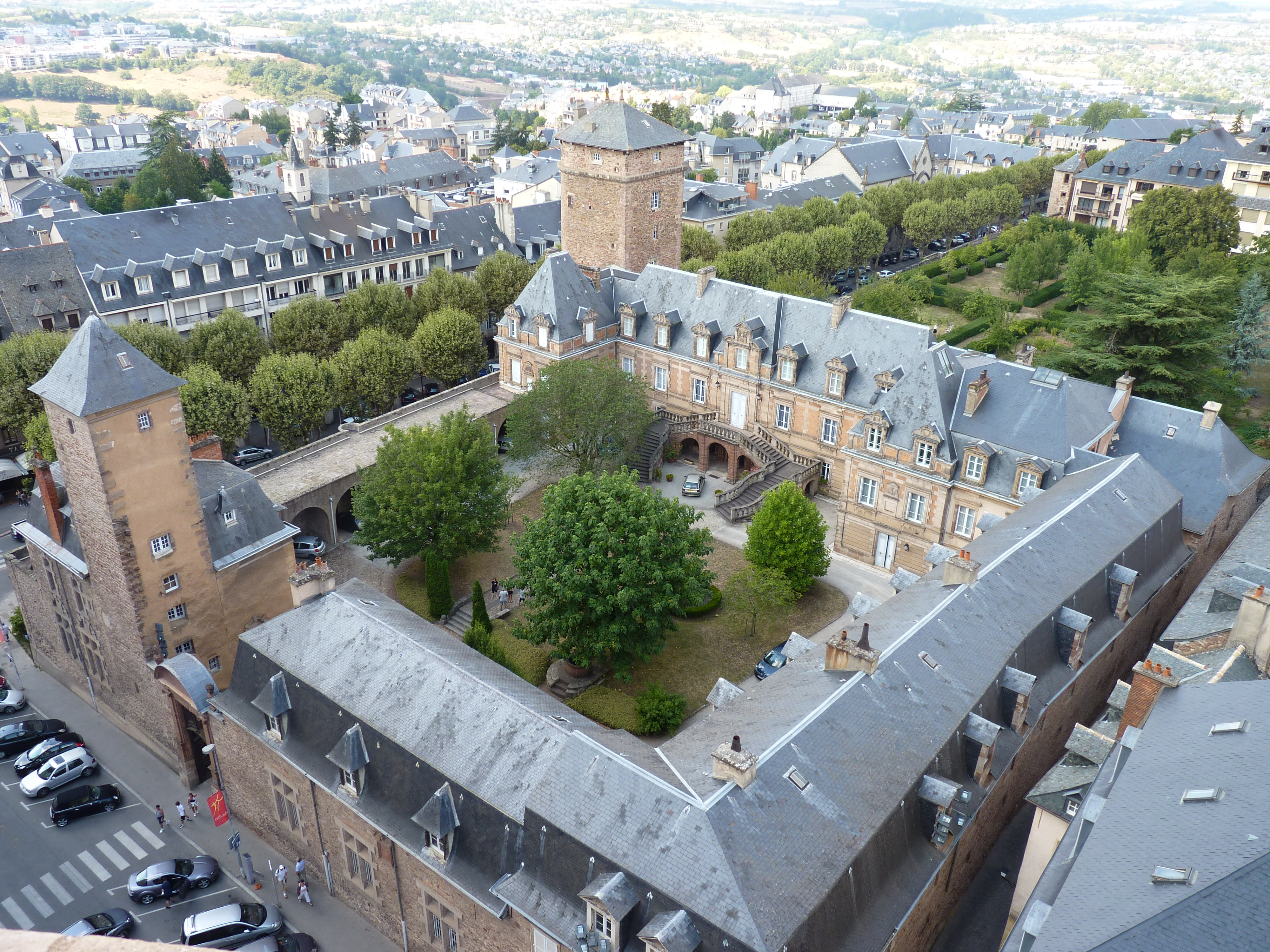
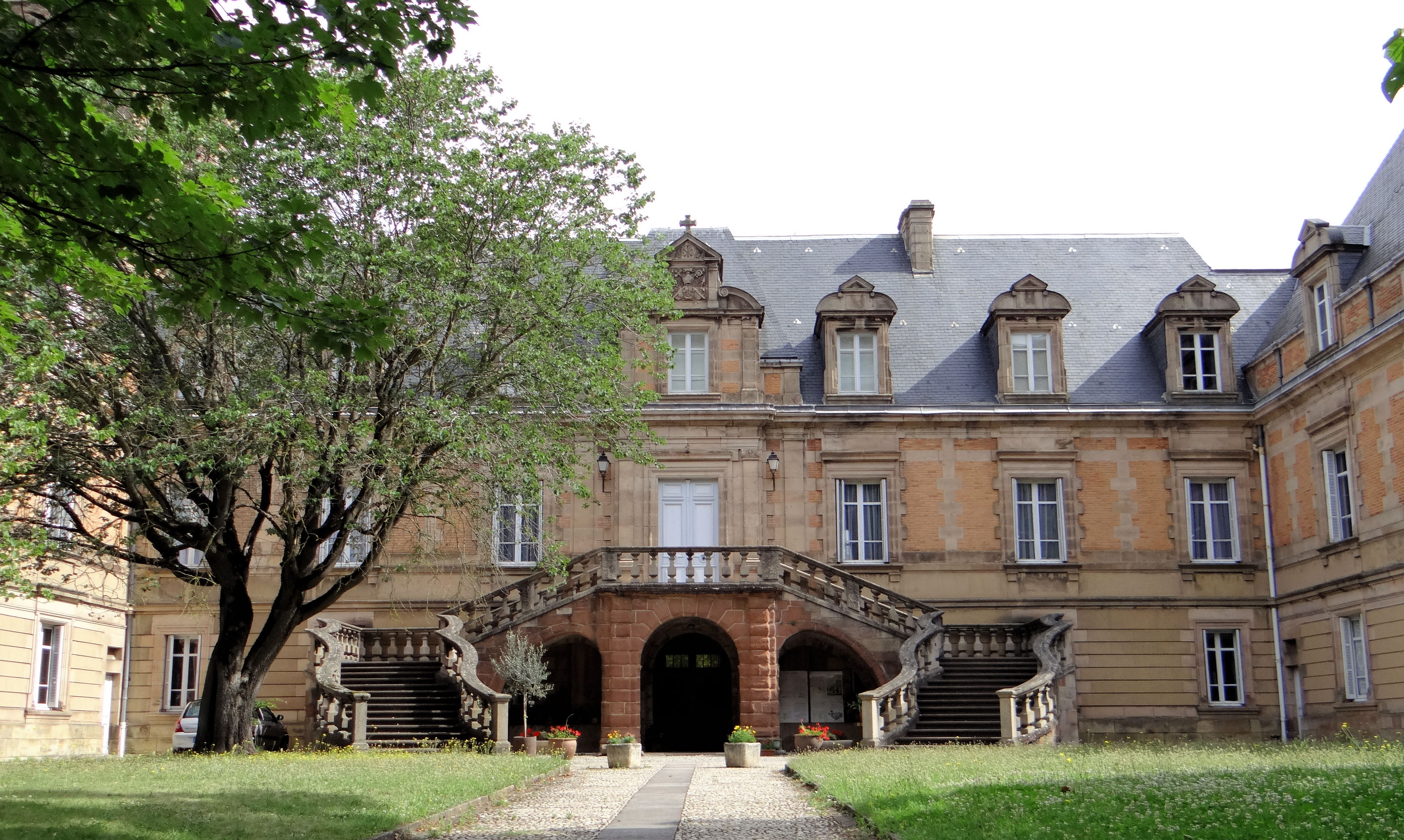
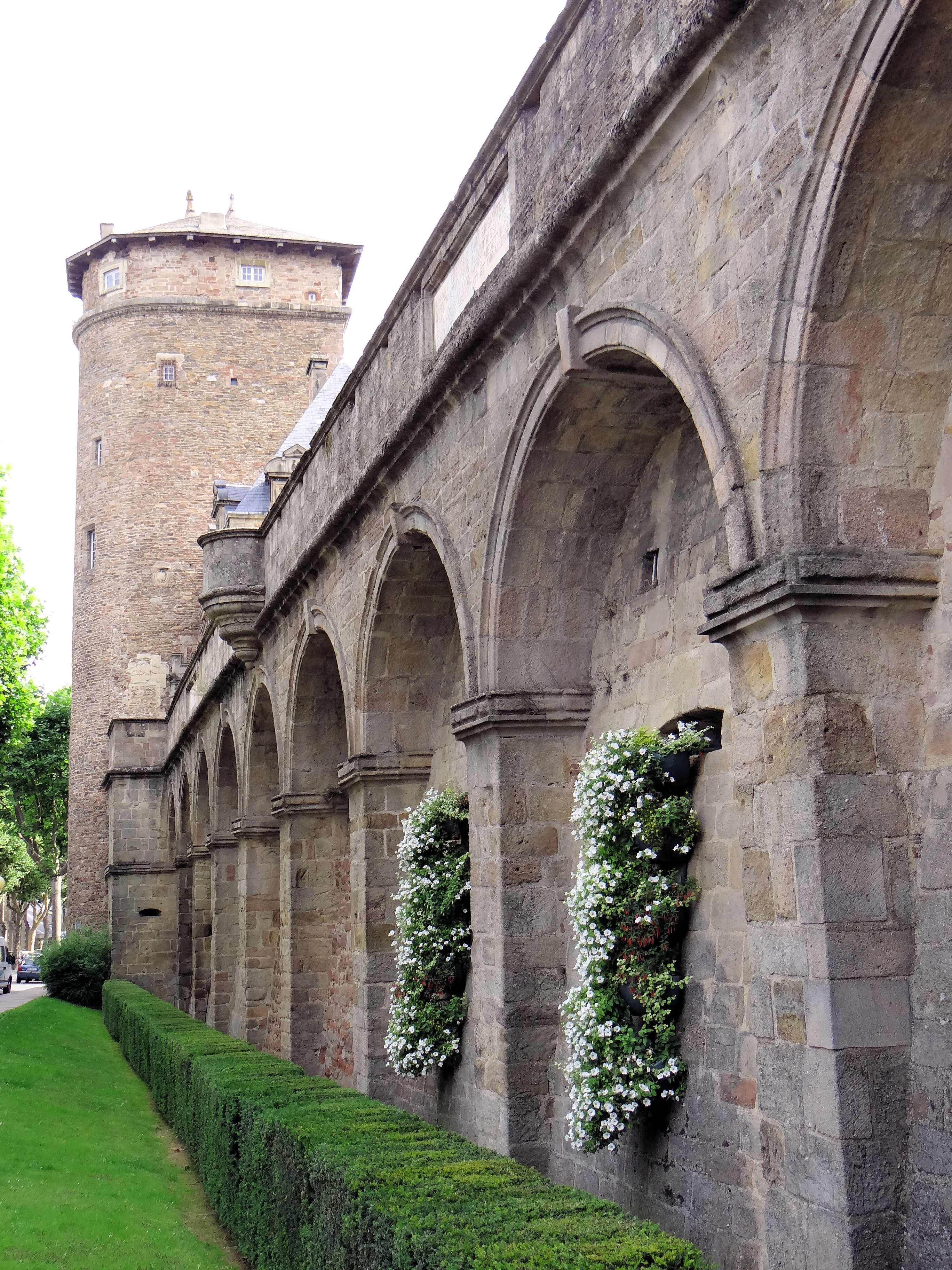
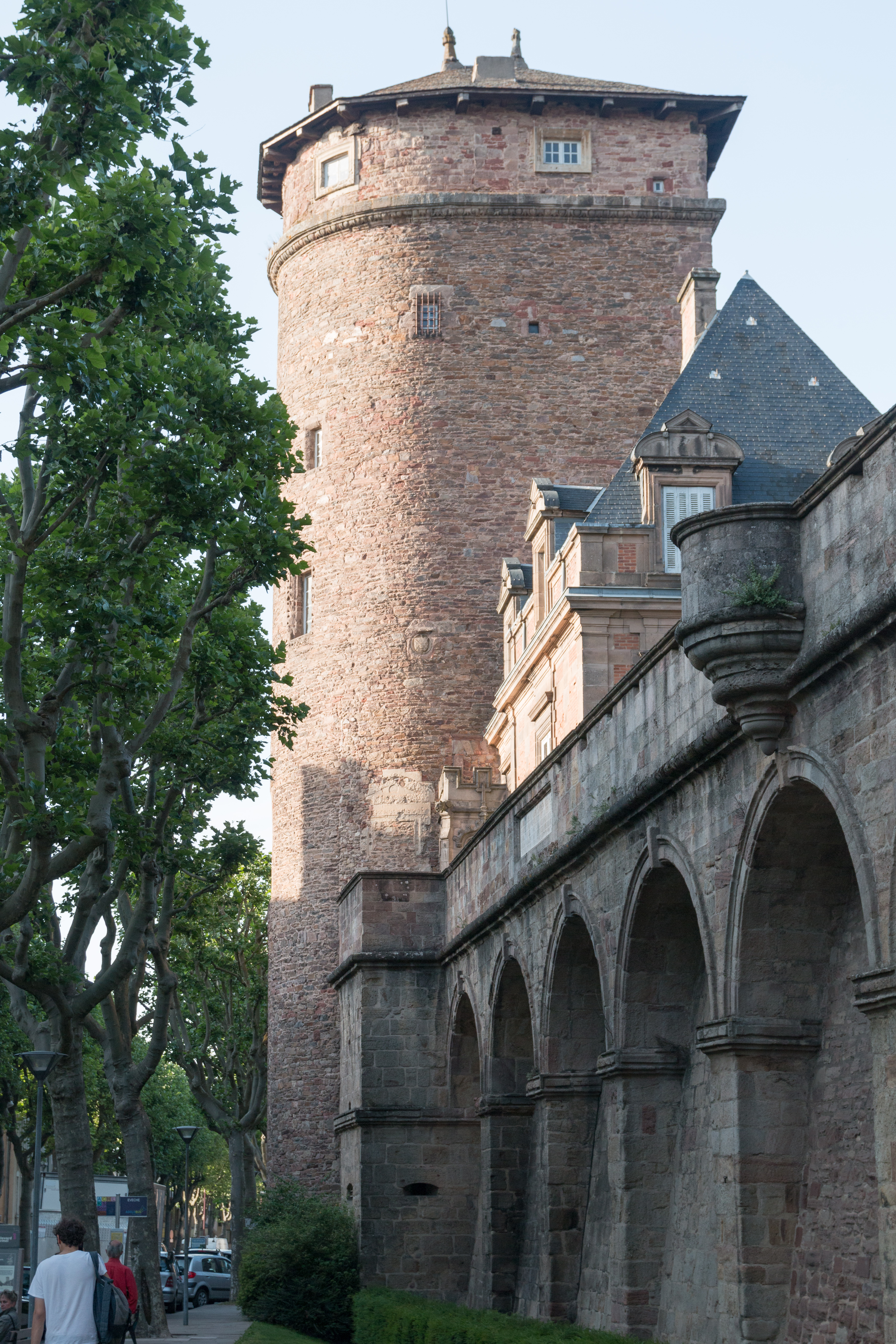
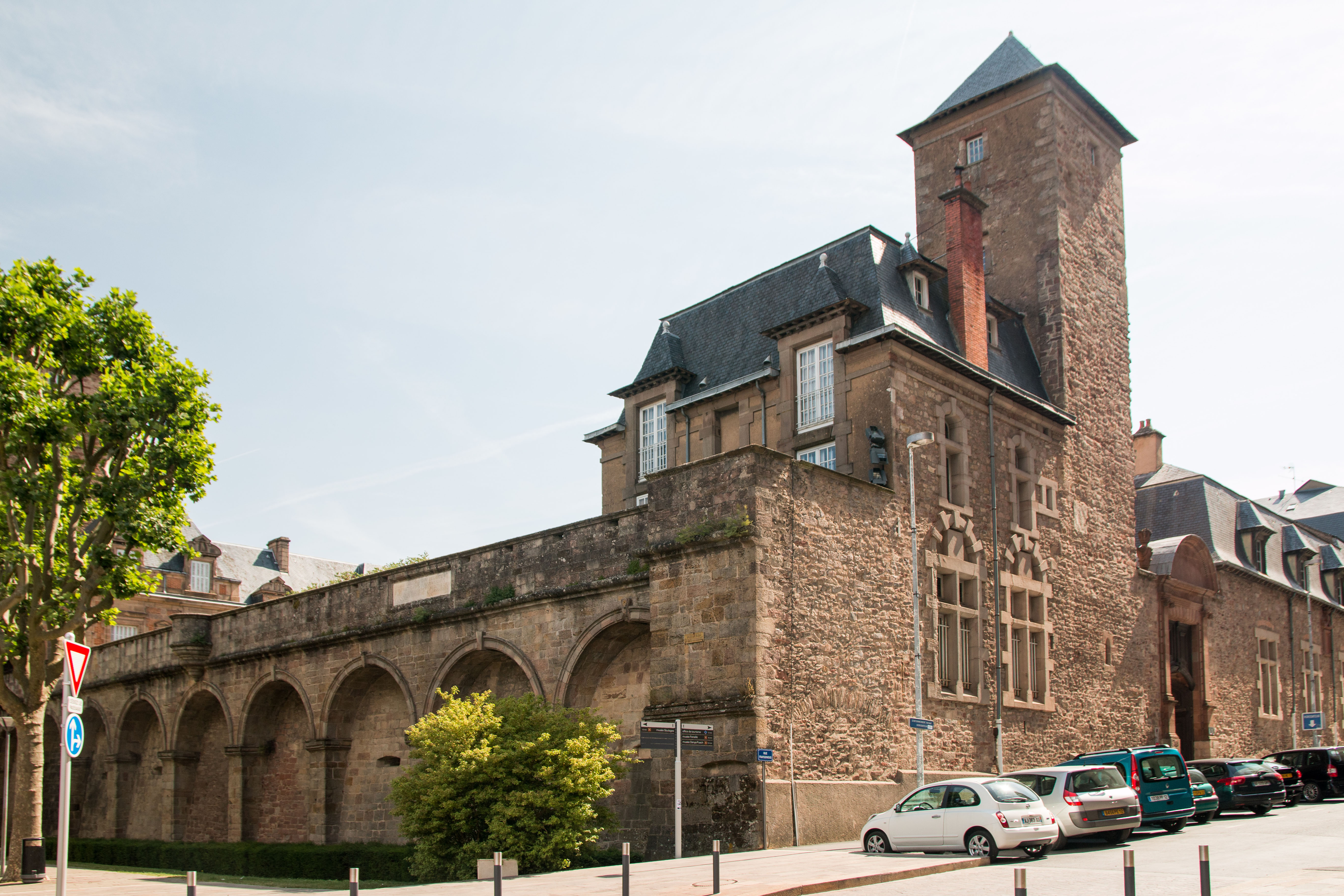

##### Presbytère
Inscrit MH (1950)

##### Église Saint-Amans
Inscrit MH (1943)
L'église Saint-Amans, rue de la Madeleine, fut bâtie au XIIe siècle, elle fut entièrement reconstruite de 1758 à 1761 avec les matériaux récupérés de l'ancien édifice. L'extérieur est de style baroque mais l'intérieur a conservé la pureté du roman. La coupole fut décorée au XVIIIe siècle par Salinier. Des tapisseries du VIe siècle ornent le chœur et représentent les miracles de saint Amans. On y conserve une pietà du XVe siècle, une statue de la Trinité (XVIe siècle) et un coffret reliquaire en émail de Limoges.

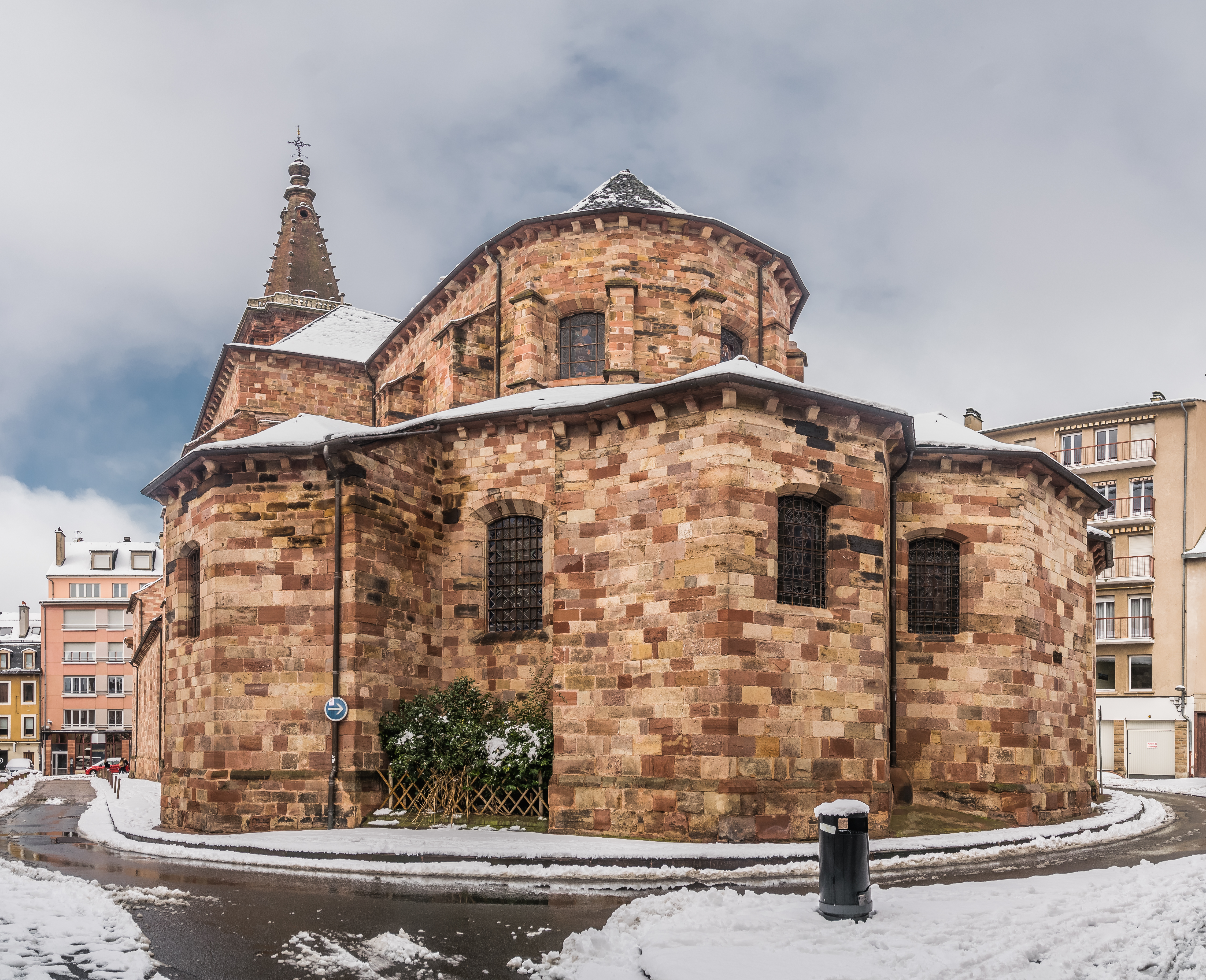
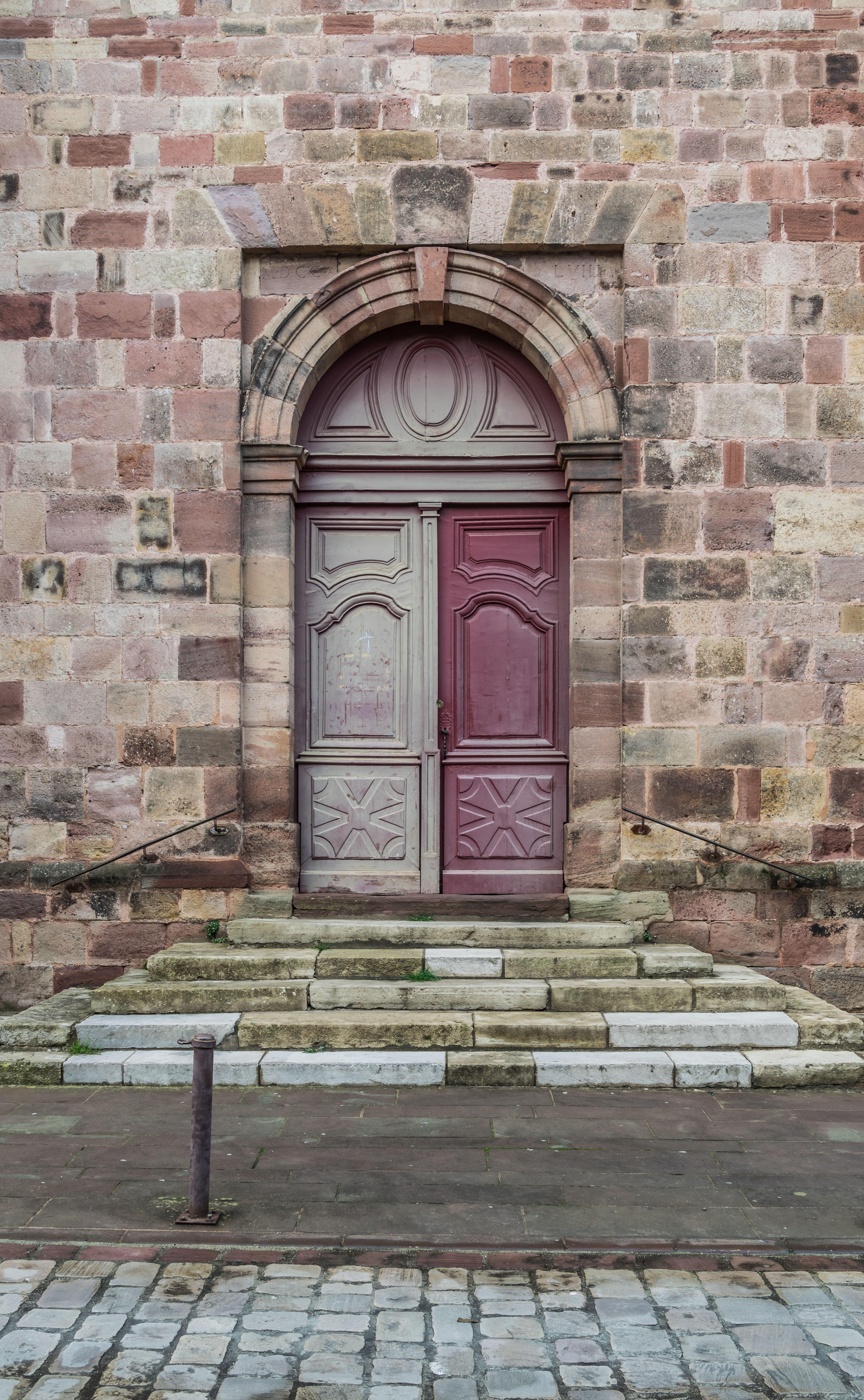
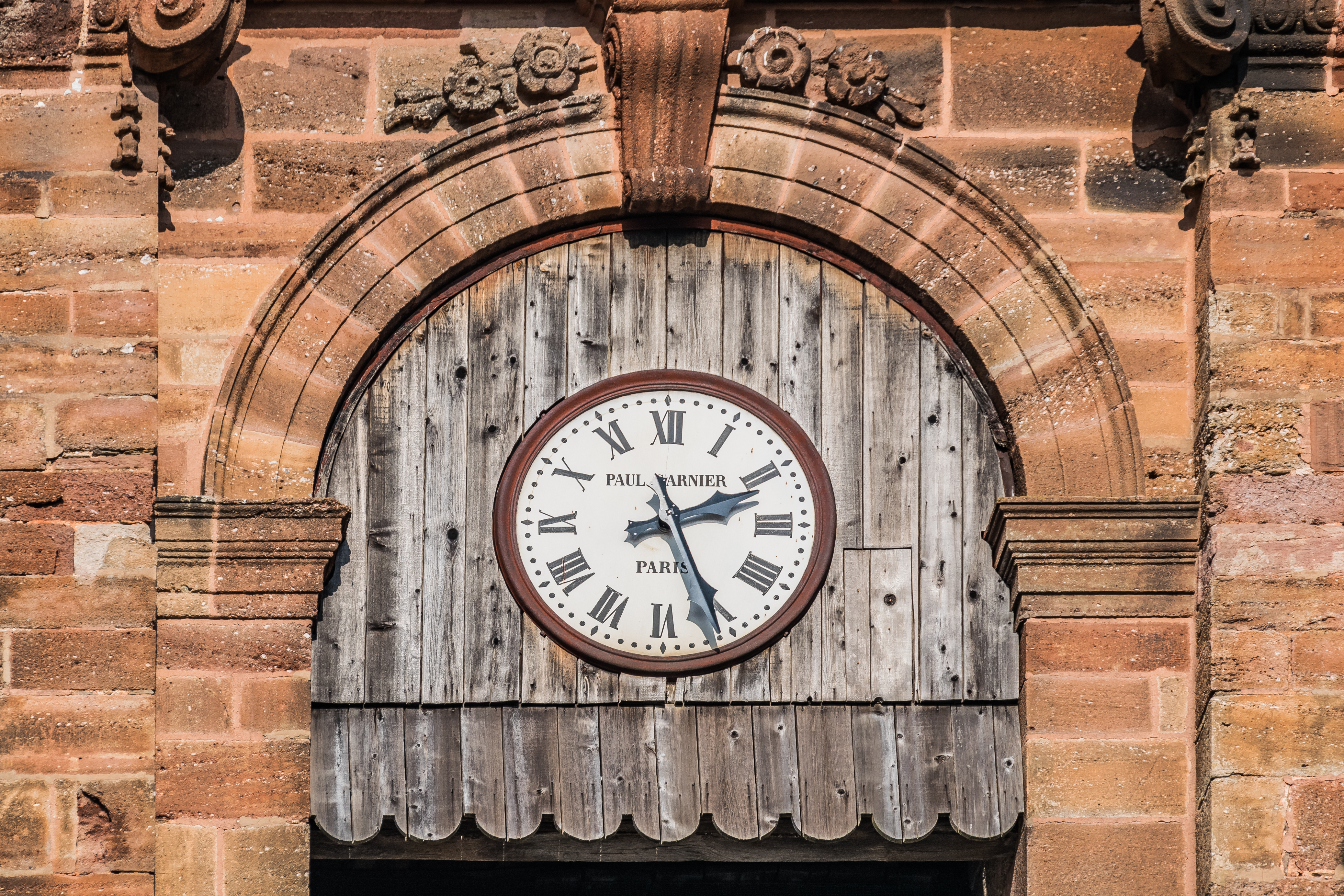
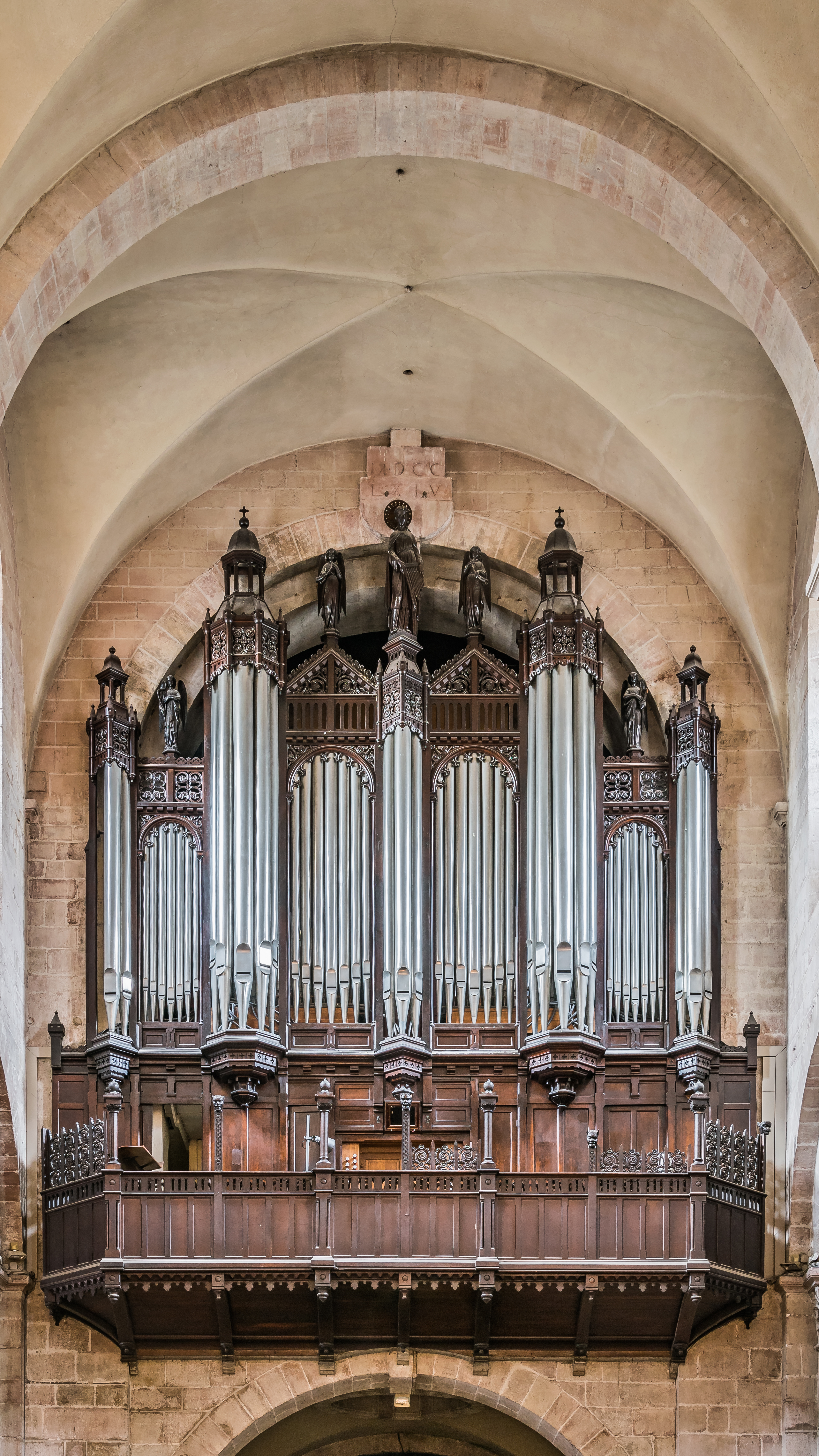
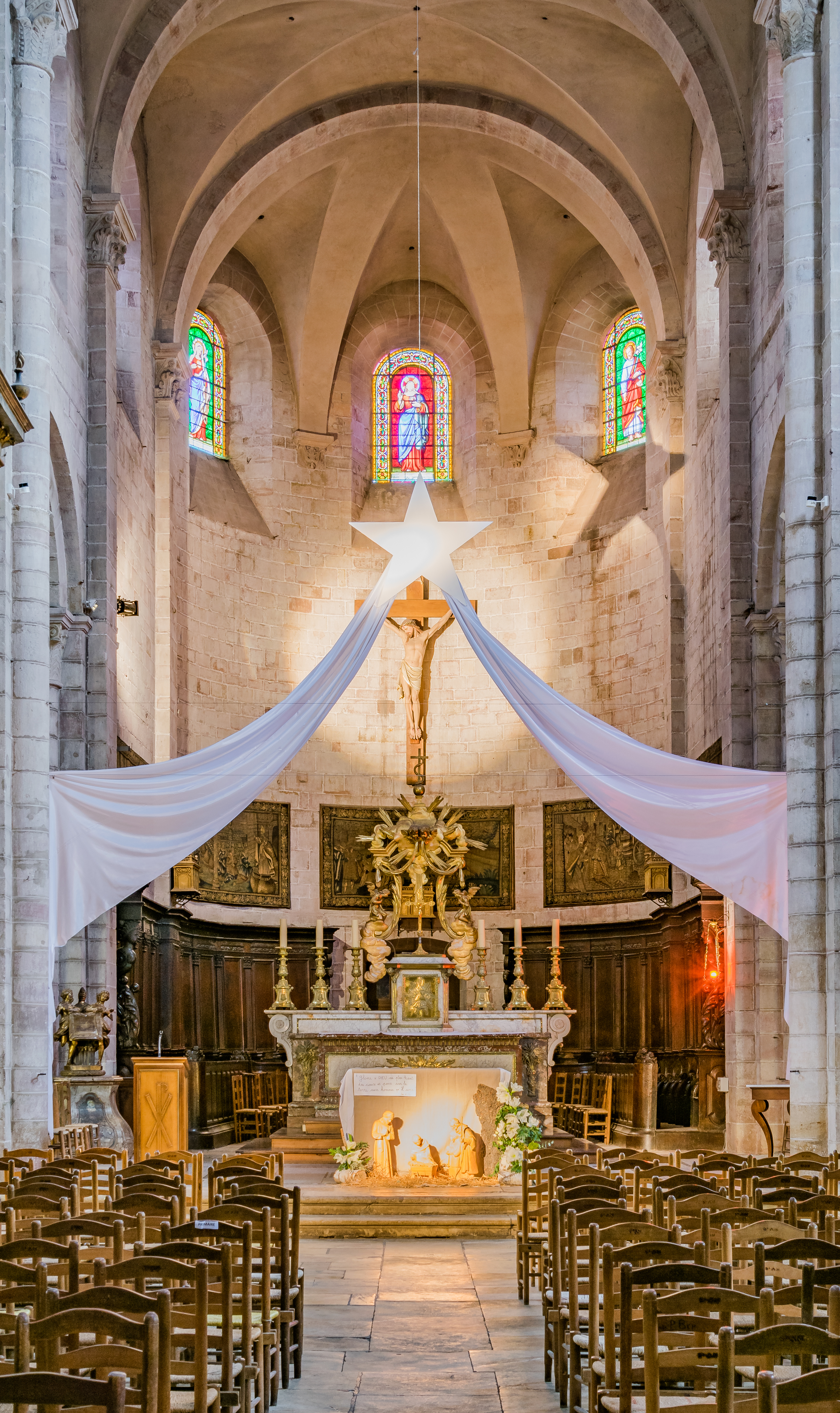
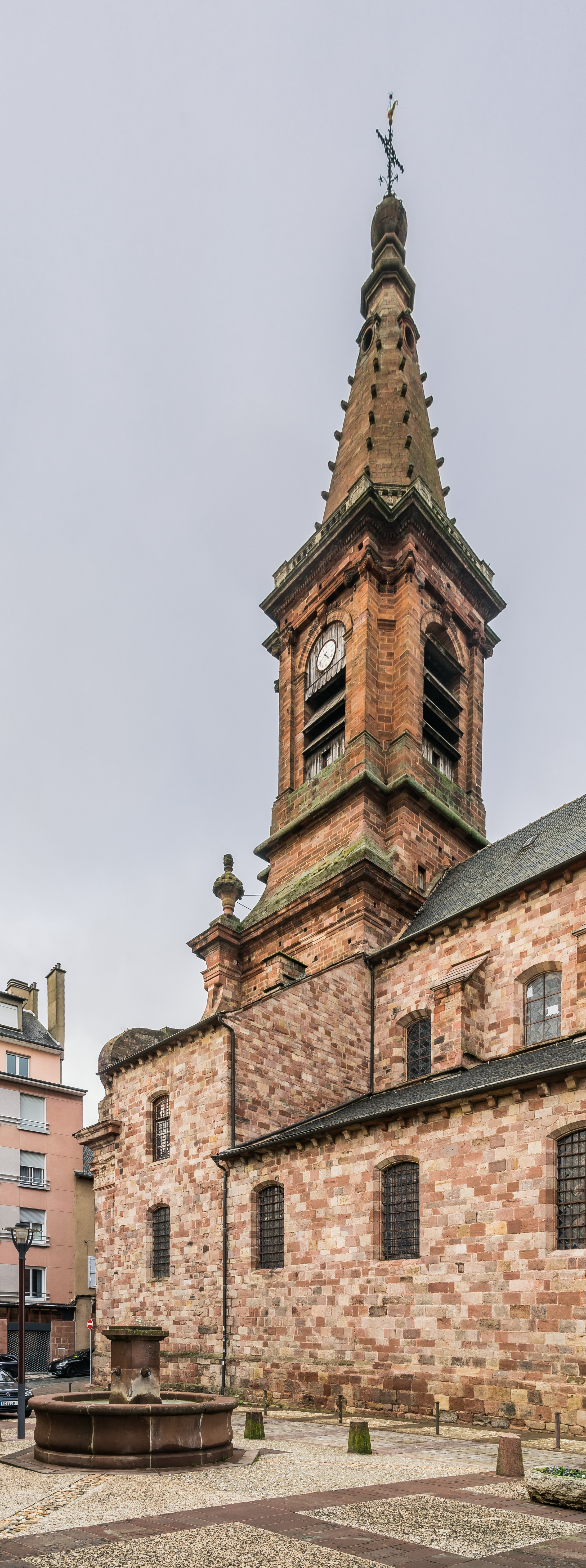

##### Église du Sacré-Cœur
Inscrit MH (2005)
L'église du Sacré-Cœur, avenue Tarayre, dont la construction fut inspirée de l'abbatiale Sainte-Foy de Conques avec des influences notables des grandes églises périgourdines.

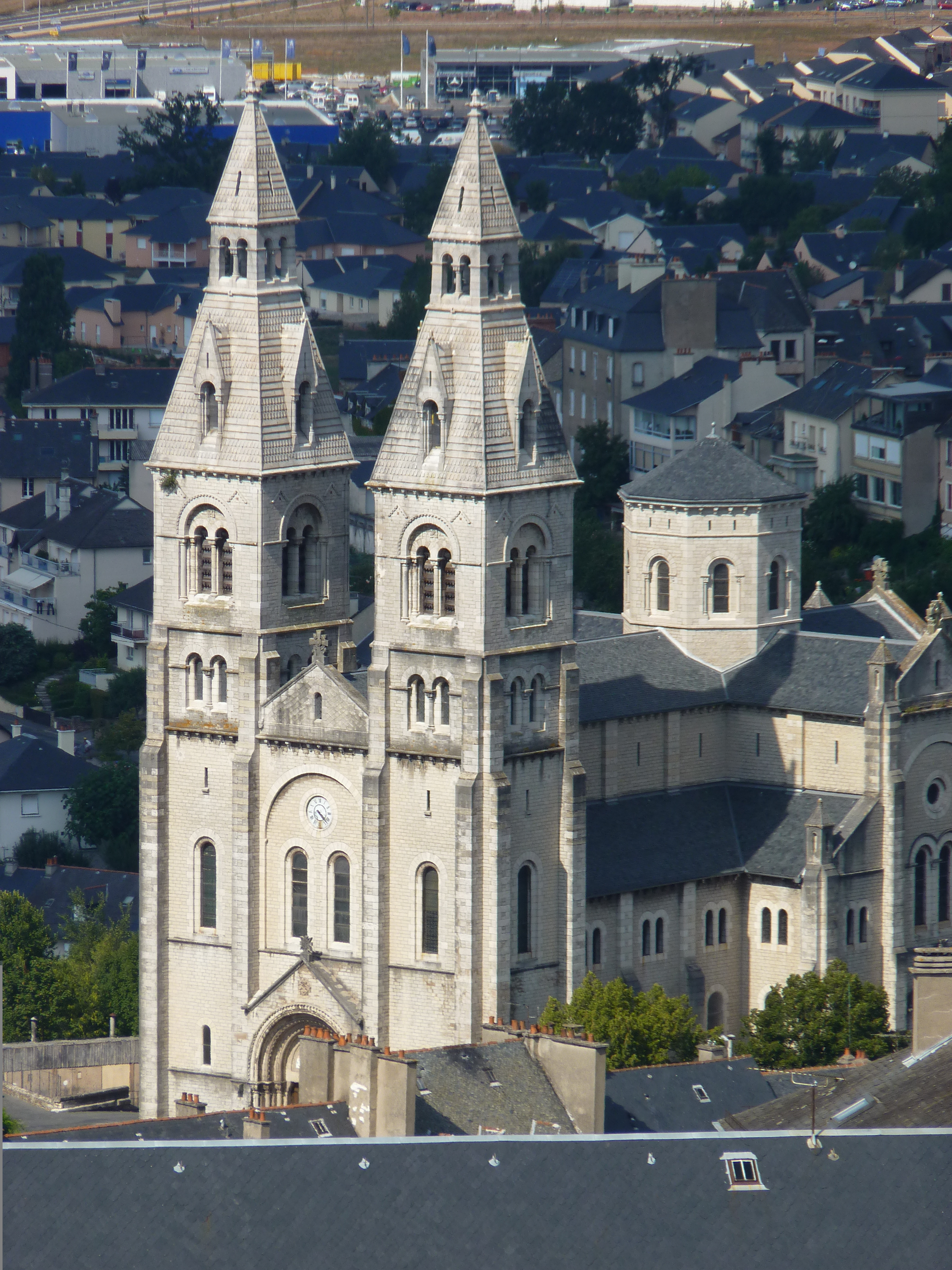

##### Chapelle de l'ancien collège des jésuites
Classé MH (1927)
L'ancien collège des Jésuites, place Foch, est un ensemble de bâtiments historiques constituant le lycée Foch. De ce collège subsistent une chapelle, un bâtiment et une fontaine, la fontaine de Vors de Denys Puech, placée contre le mur extérieur de la chapelle.

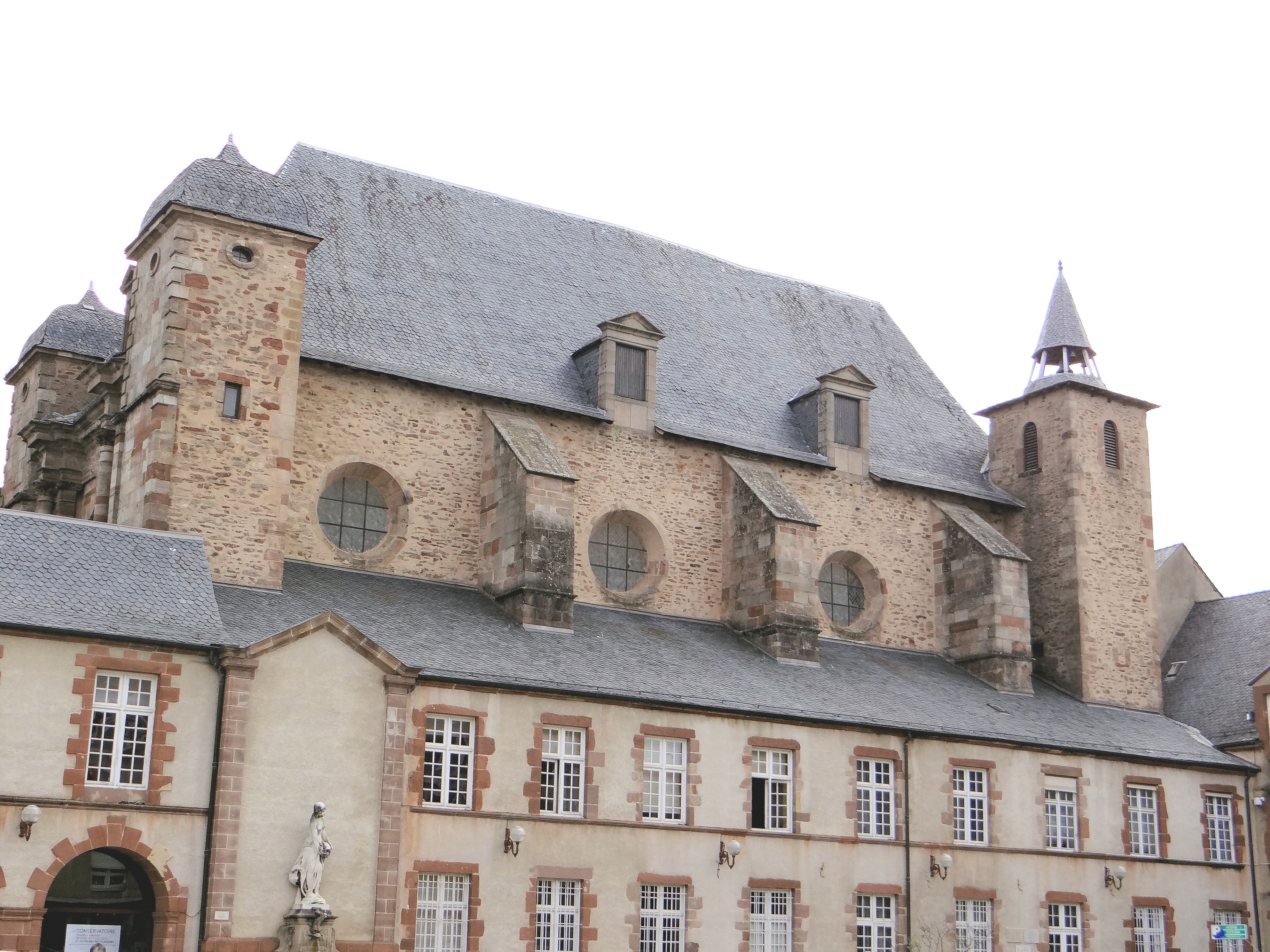
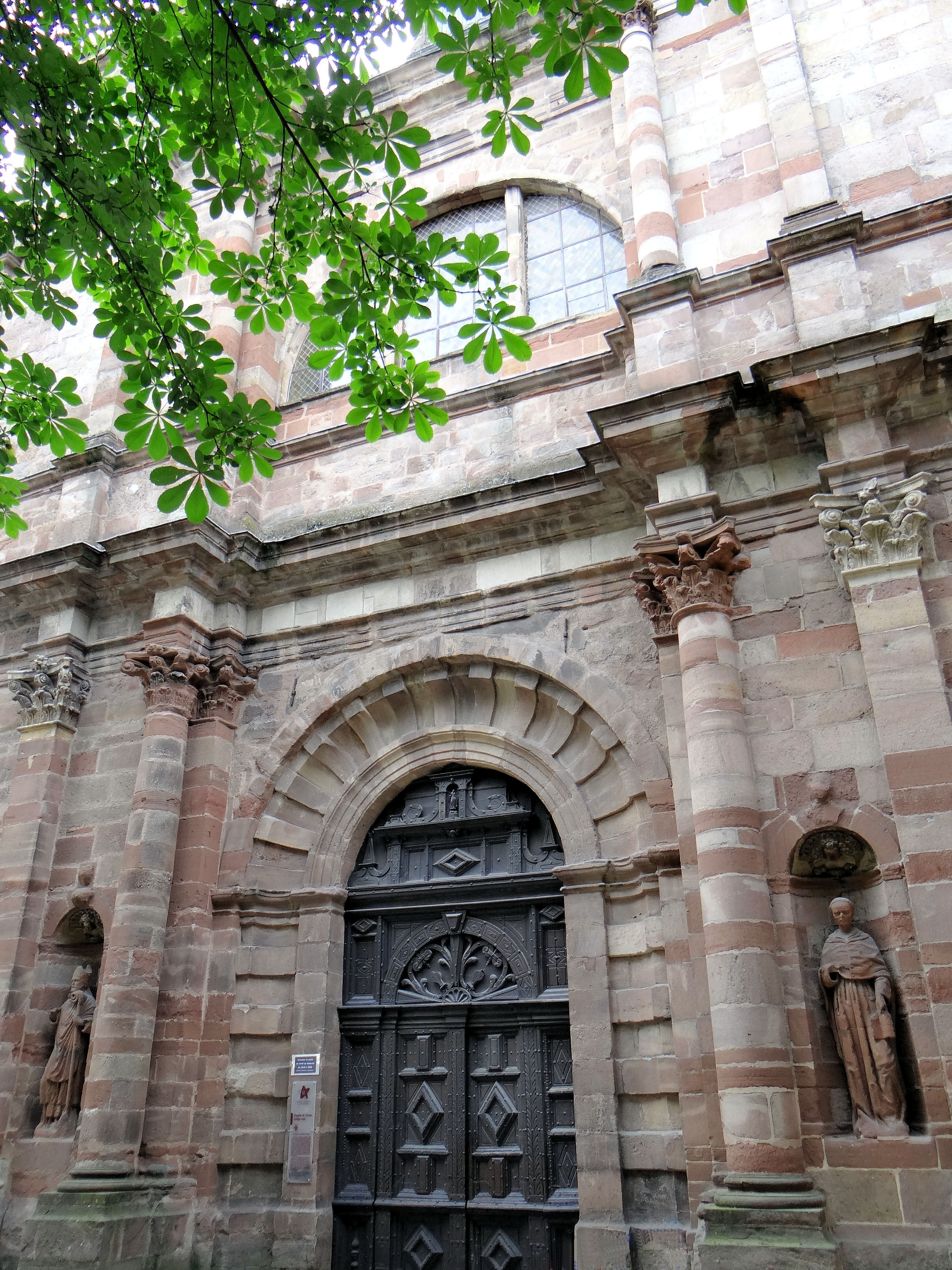
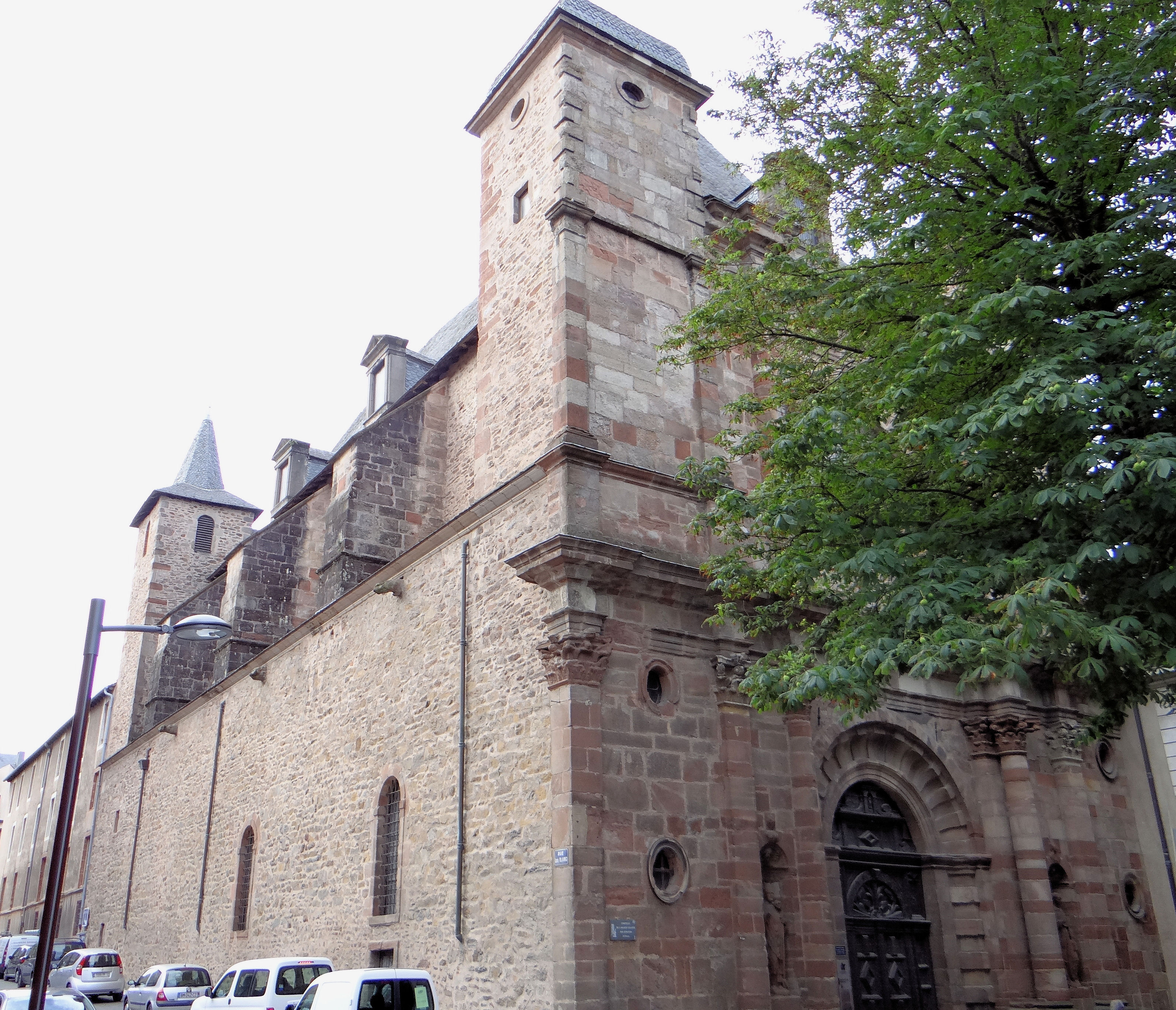

##### Ancienne chartreuse
Inscrit MH (1942)
Le haras national de Rodez, rue Eugène-Loup, a été installé de 1809 à 2017 dans cet ancien monastère construit par les chartreux au XVIe siècle.

##### Divers

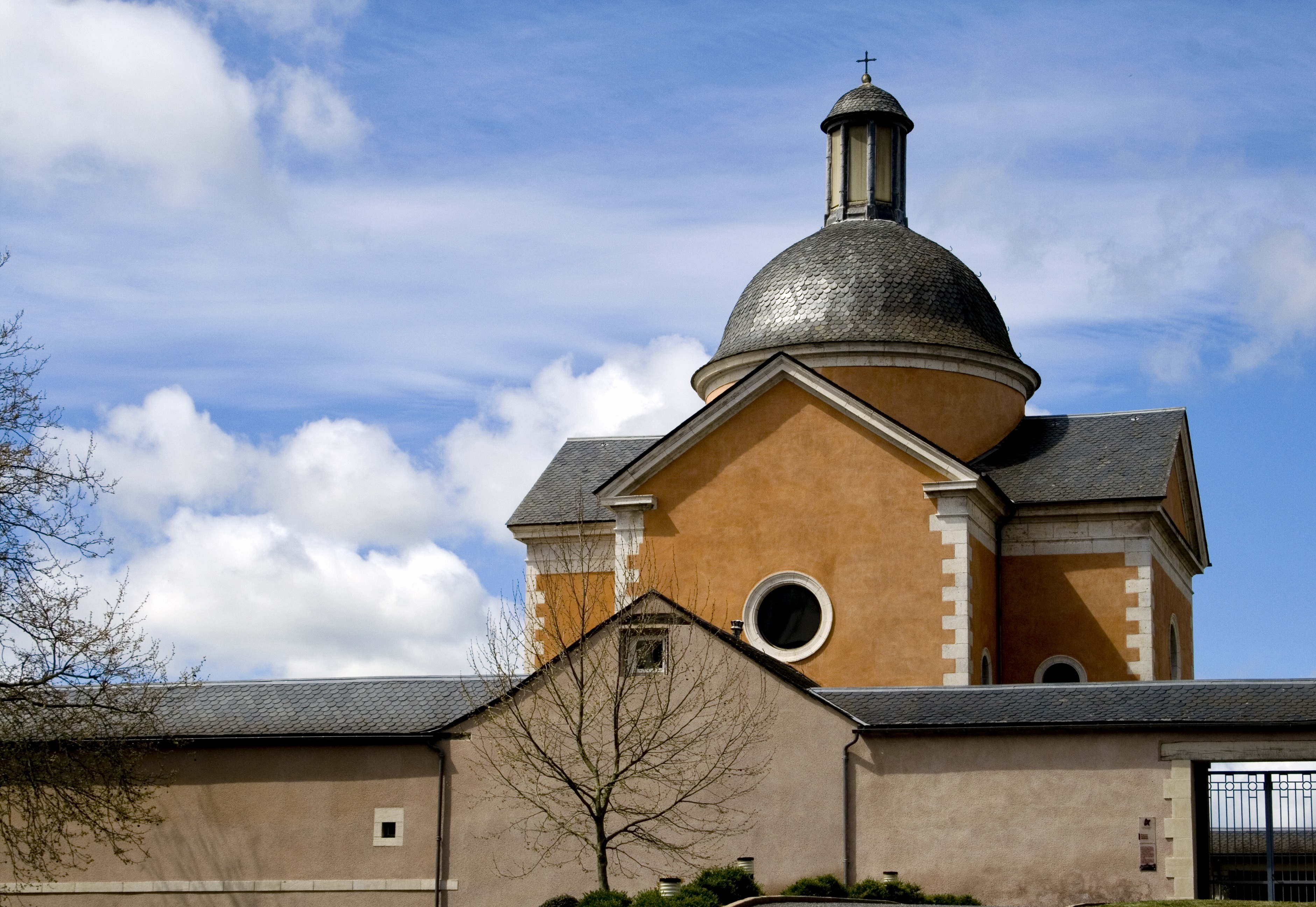
La chapelle Paraire à Rodez (avril 2008).

- L'église de Gourgan, boulevard De Lattre.
- La chapelle Paraire, rue Paraire, dernier vestige de l'asile d'aliénés de Paraire où l'écrivain et poète Antonin Artaud a été interné. Elle abrite aujourd'hui un « espace Antonin-Artaud ».
- La chapelle Notre-Dame-de-la-Pitié, située chemin de la Boriette (espace retiré en verdure). Propriété de la mairie de Rodez, elle était à l'origine intégrée à la Chartreuse (Haras national de Rodez aujourd'hui). Restaurée par les Compagnons du Devoir, elle est ouverte au public les après-midis des beaux jours.
- La chapelle du grand Séminaire, rue des Frères-de-Turenne (lycée Louis-Querbès).
- La chapelle Jeanne-d'Arc de la congrégation des Sœurs de l'Enfant-Jésus, rue Béteille.
- La chapelle Saint-Pierre du petit séminaire, chemin de Saint-Pierre (Bourran).
- La chapelle maison de retraite, boulevard d'Estroumel.
- La mosquée de Rodez[160], inaugurée en mai 2003 et remarquable pour son architecture, se situe au niveau de l'avenue Bamberg.
- Le temple de l’Église protestante unie de France, avenue Louis-Lacombe.
- L'église de Jésus-Christ des saints des derniers jours.
- La chapelle Saint-Martin, elle était située à mi-pente en surplomb de Layoule. Avant 1789, elle servait de paroisse ruthénoise, puis avant la Seconde Guerre mondiale, de dépôt d'ordures et de terrains de jeux pour les enfants. En ruine depuis la guerre, elle fut entièrement démolie en 1966.

- Couvent des Cordeliers de Rodez (détruit).

#### Édifices civils

##### Hôtel de la préfecture
Inscrit MH (1947)
L'hôtel a été bâti dans la première moitié du XVIIIe siècle par François Le Normant d'Ayssènes, conseiller du roi et son receveur dans l'élection de Rodez. Il abrite aujourd’hui la préfecture de l'Aveyron.

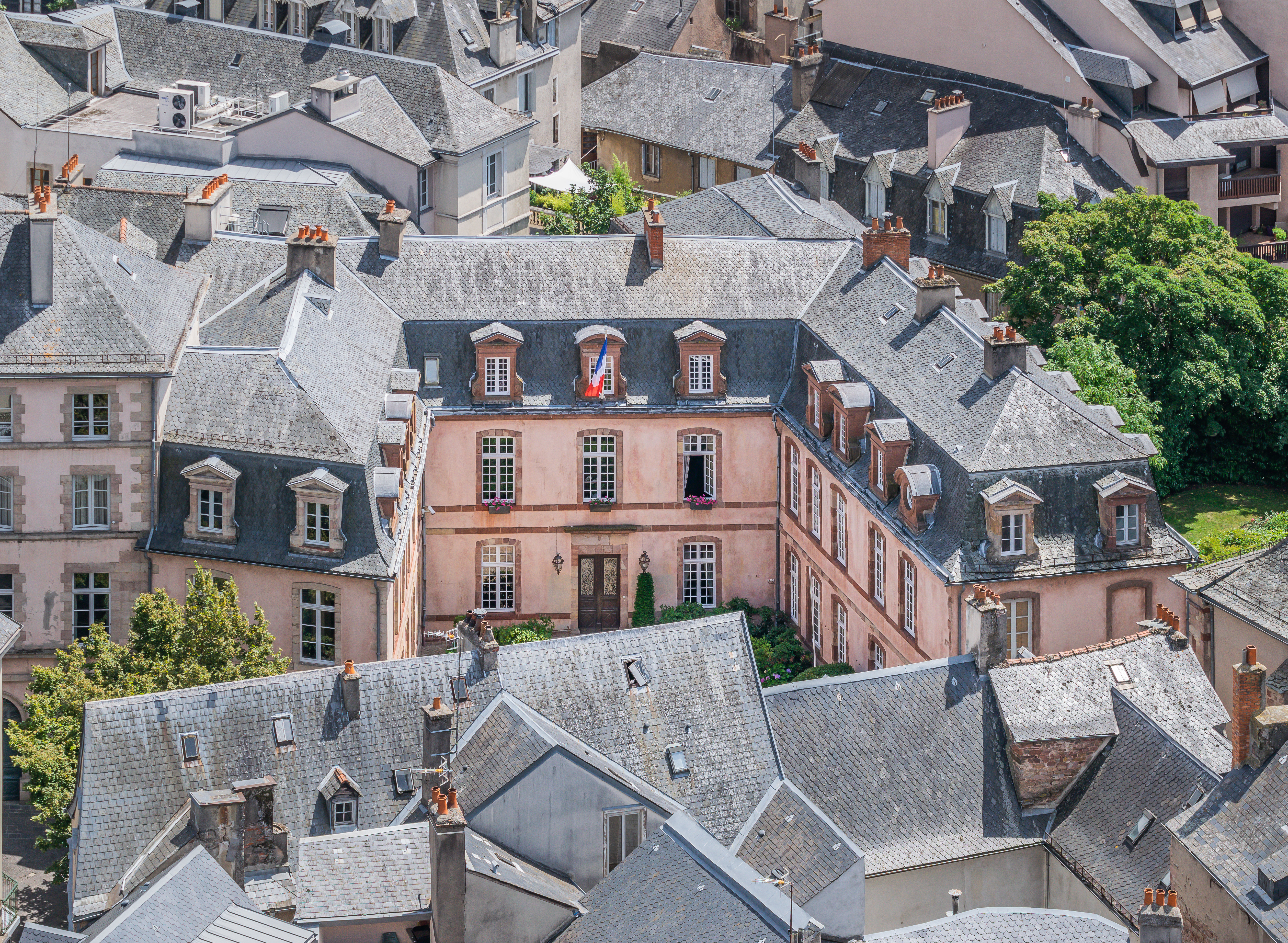
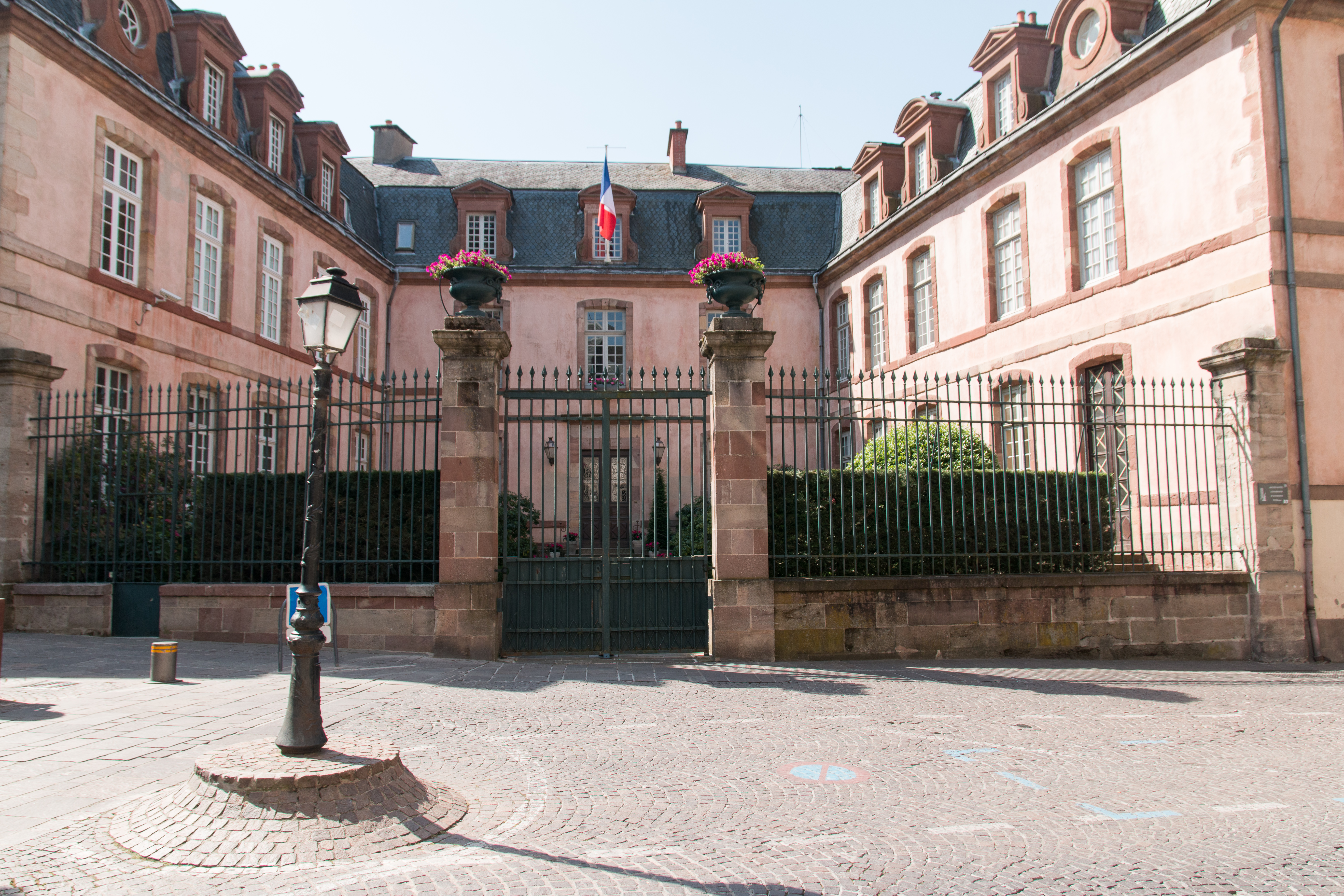

##### Maisons bourgeoises

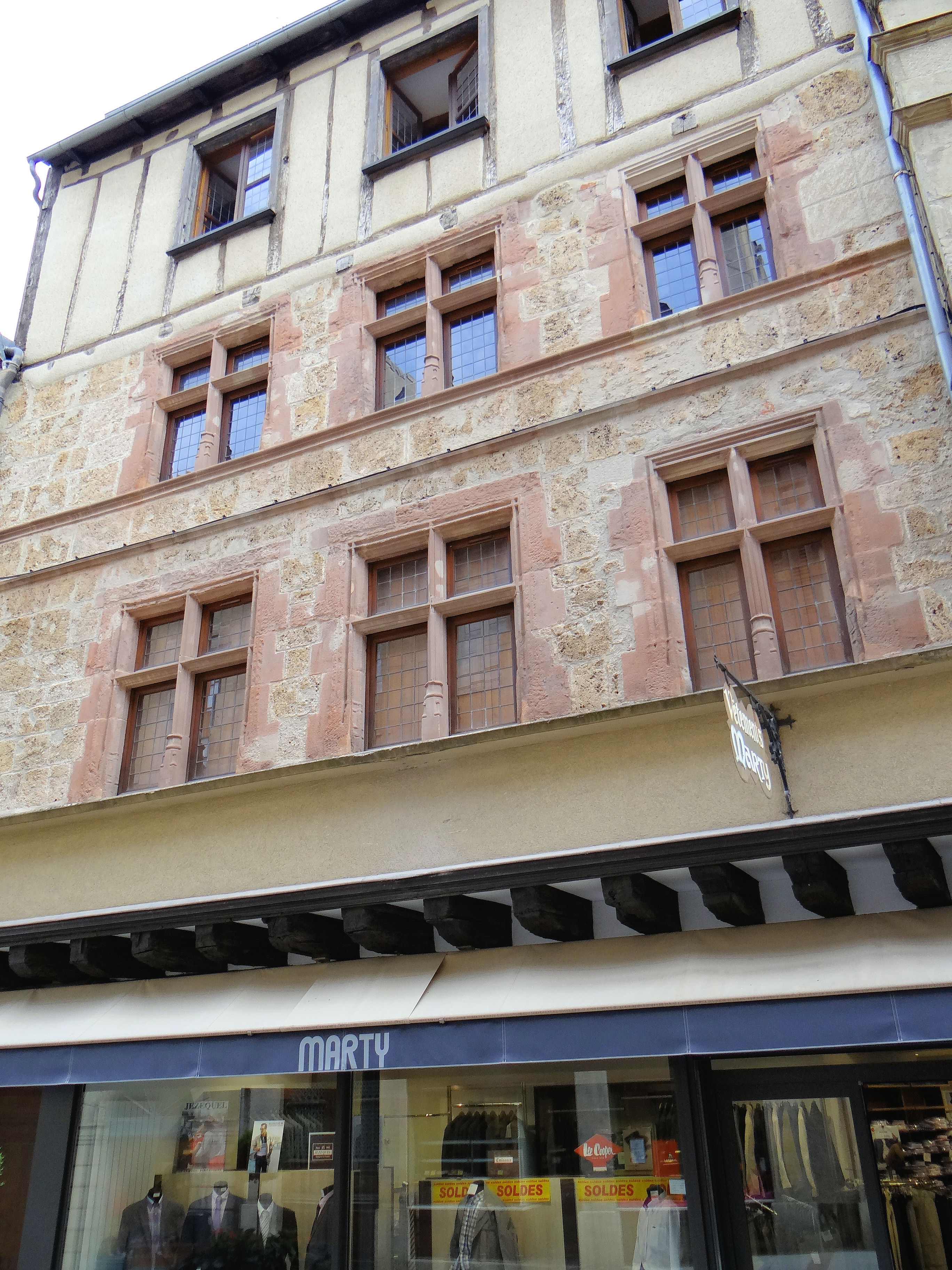
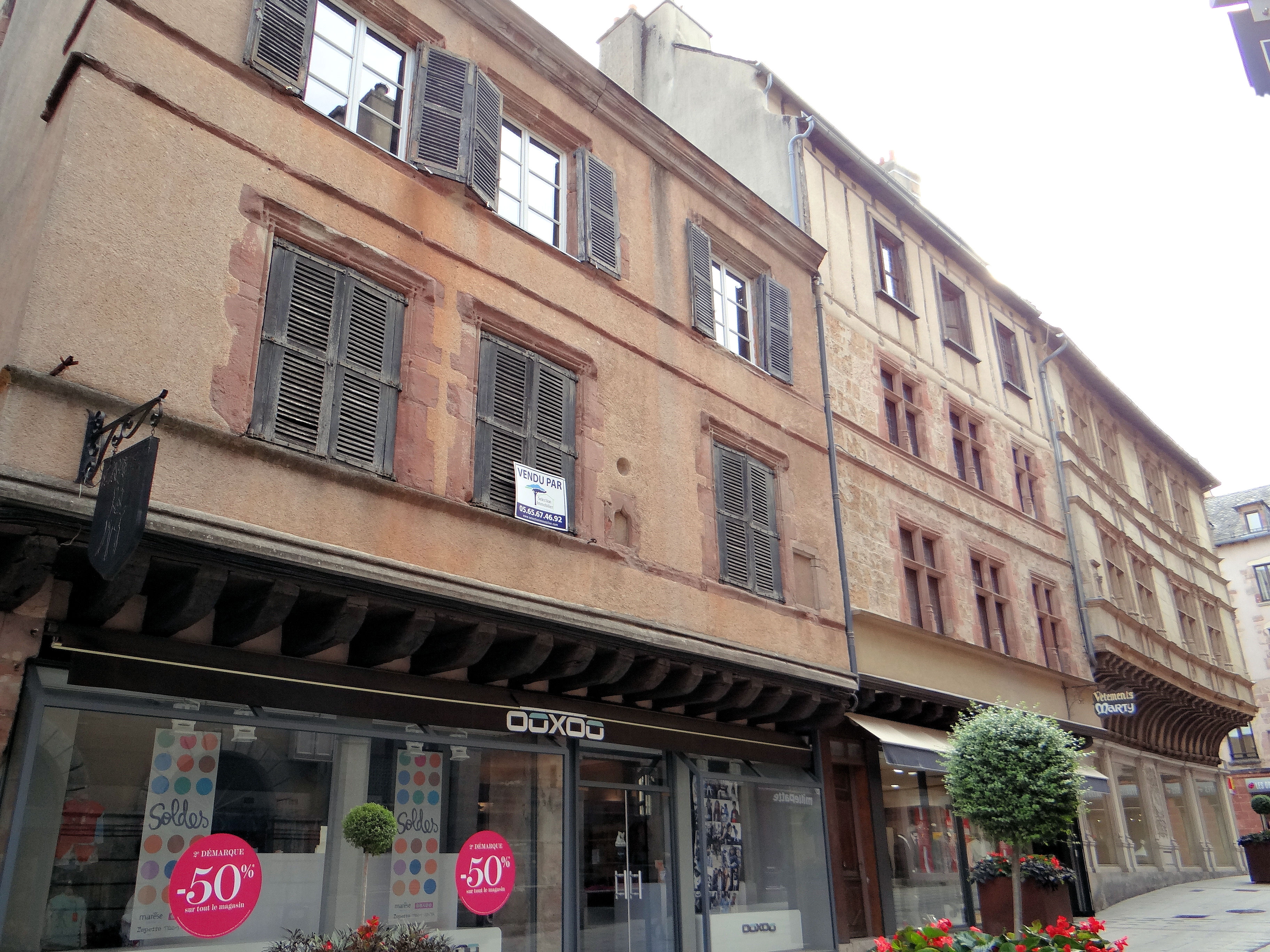
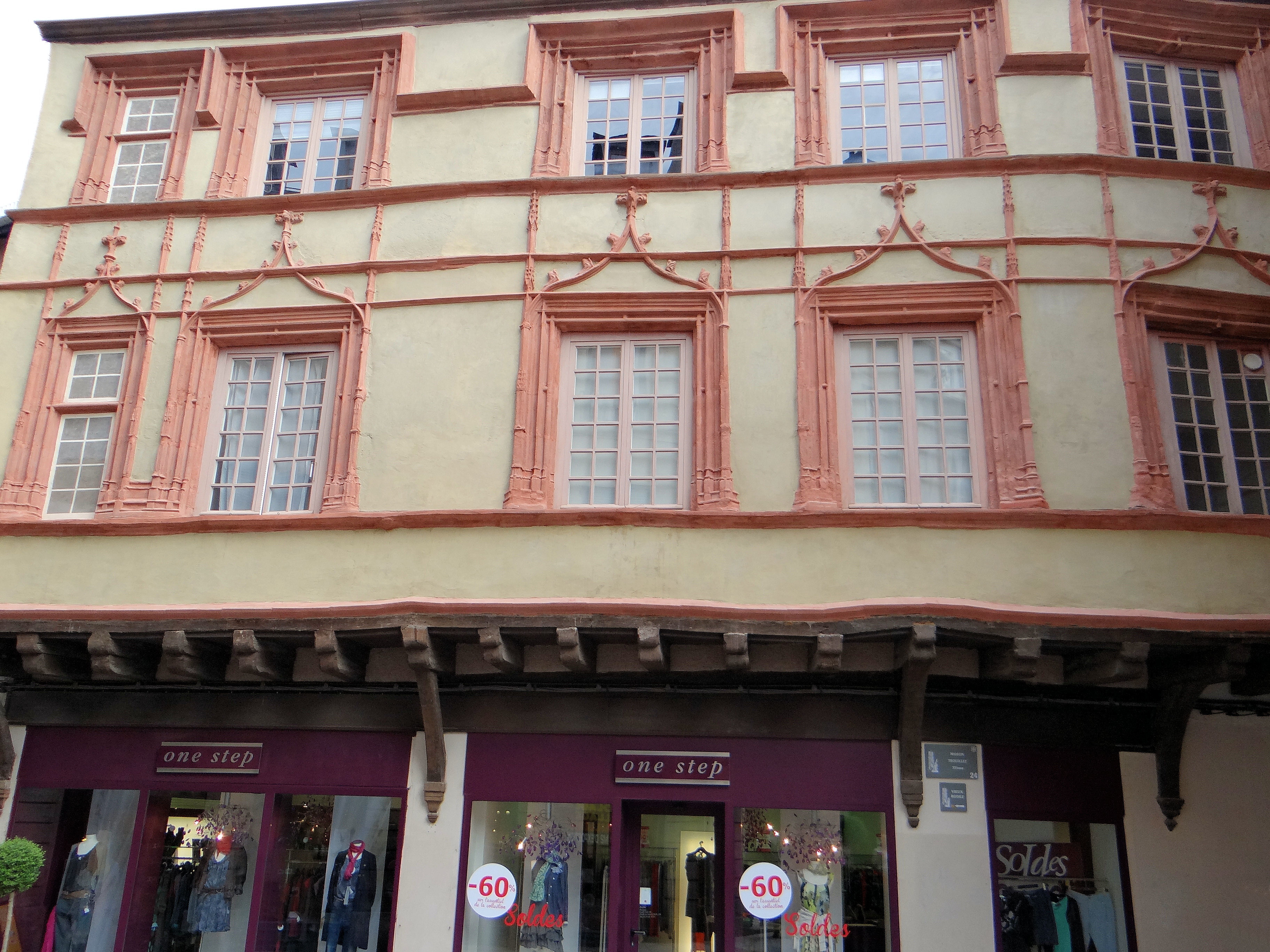
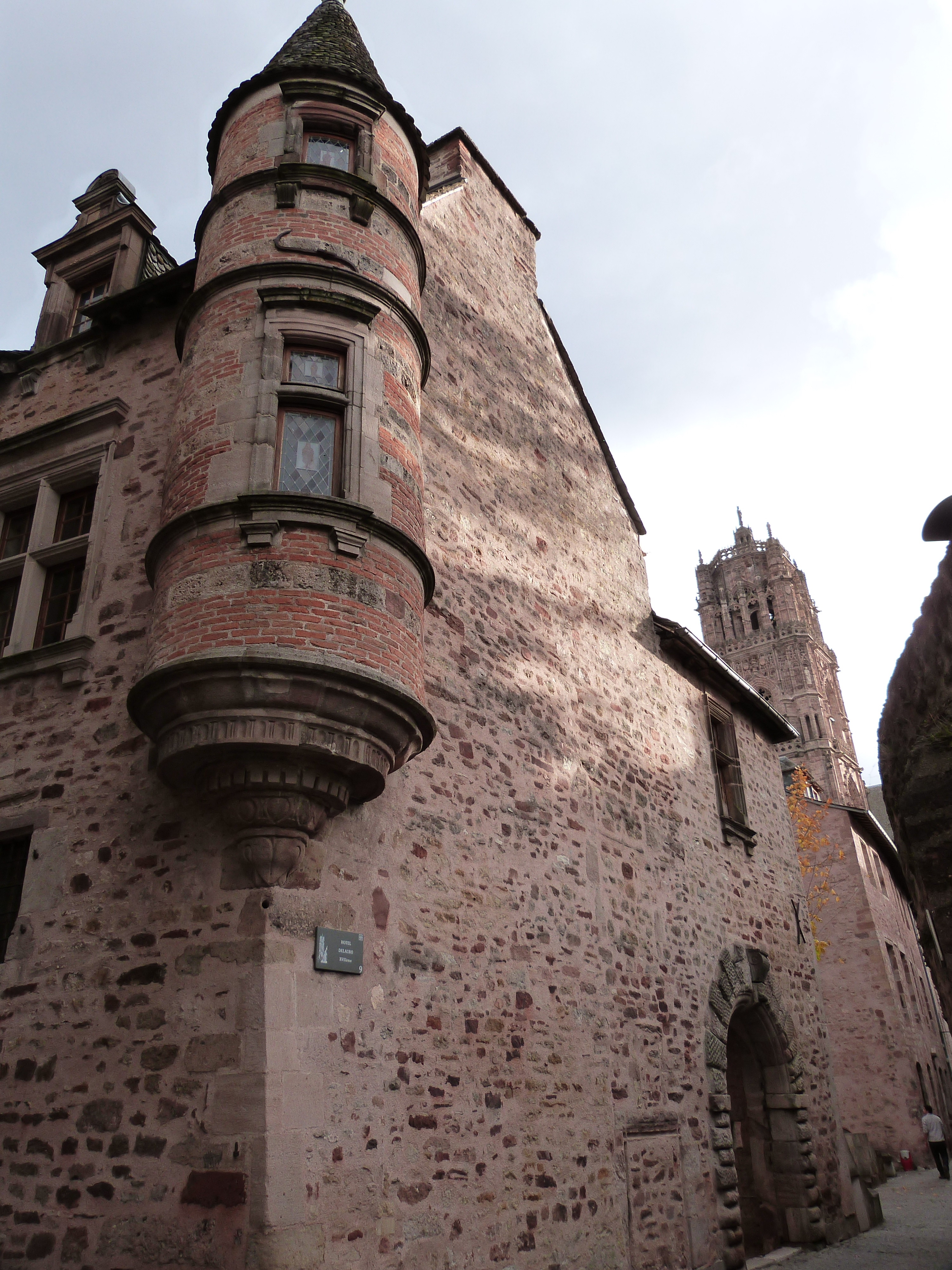
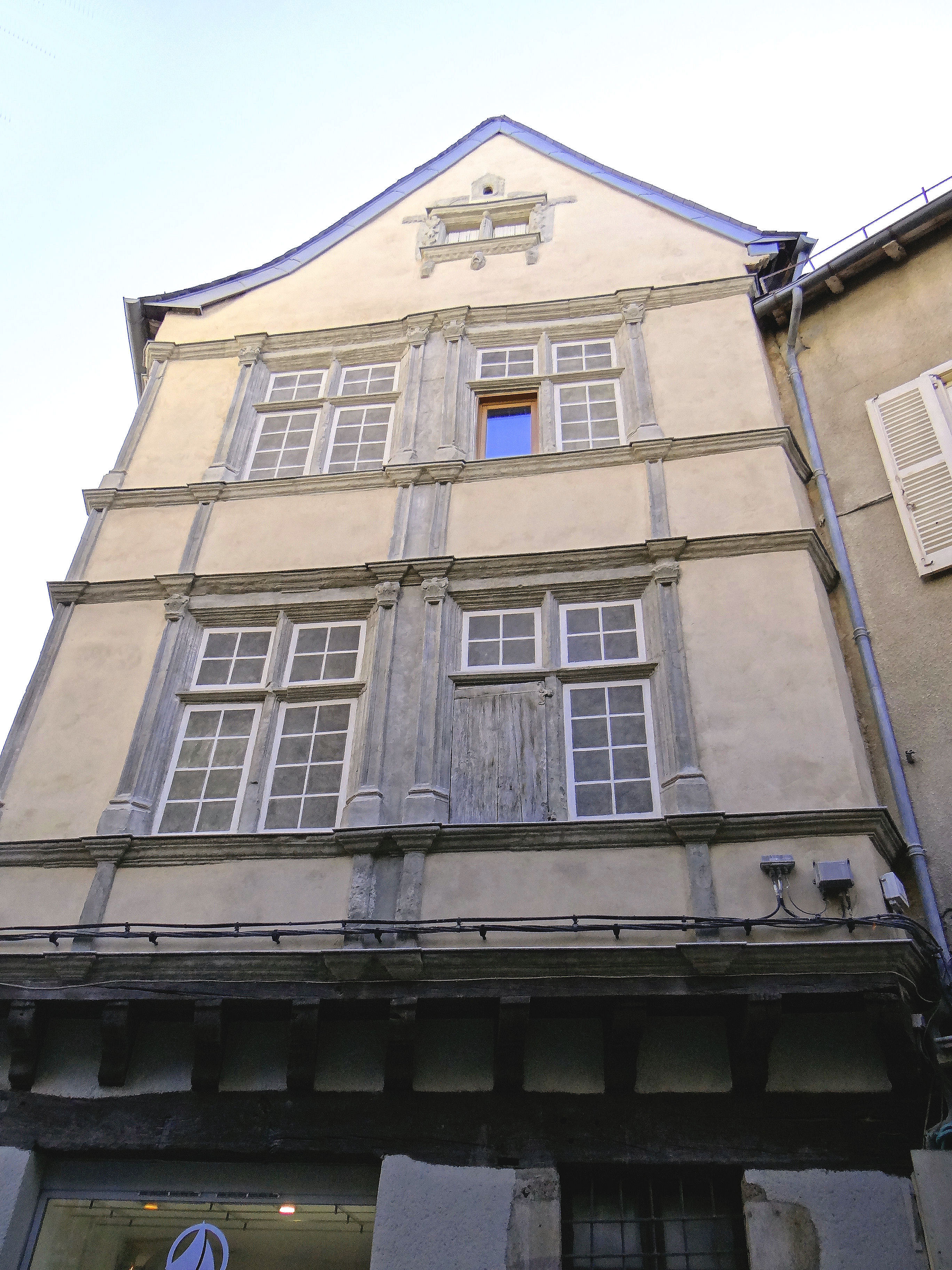
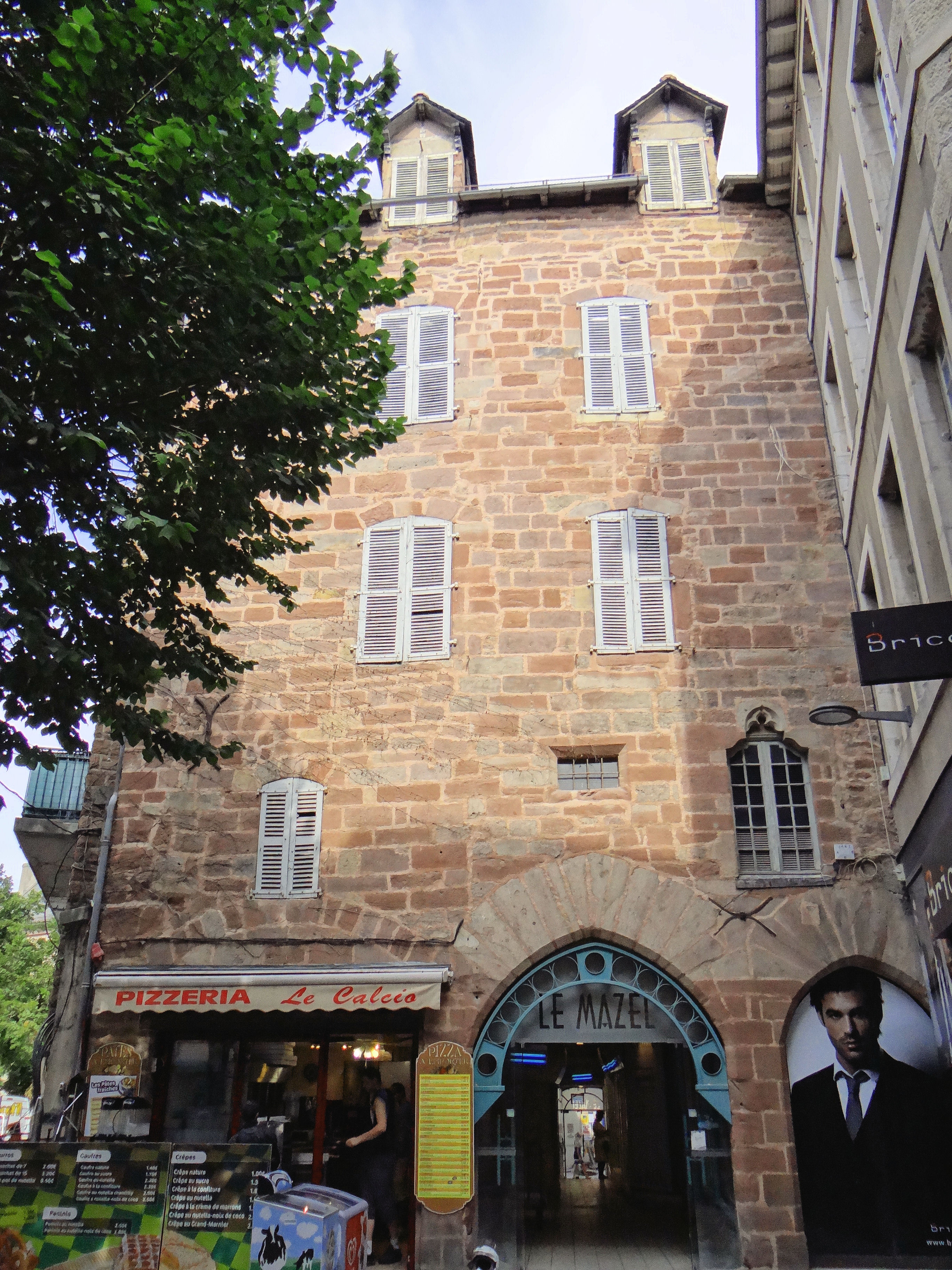

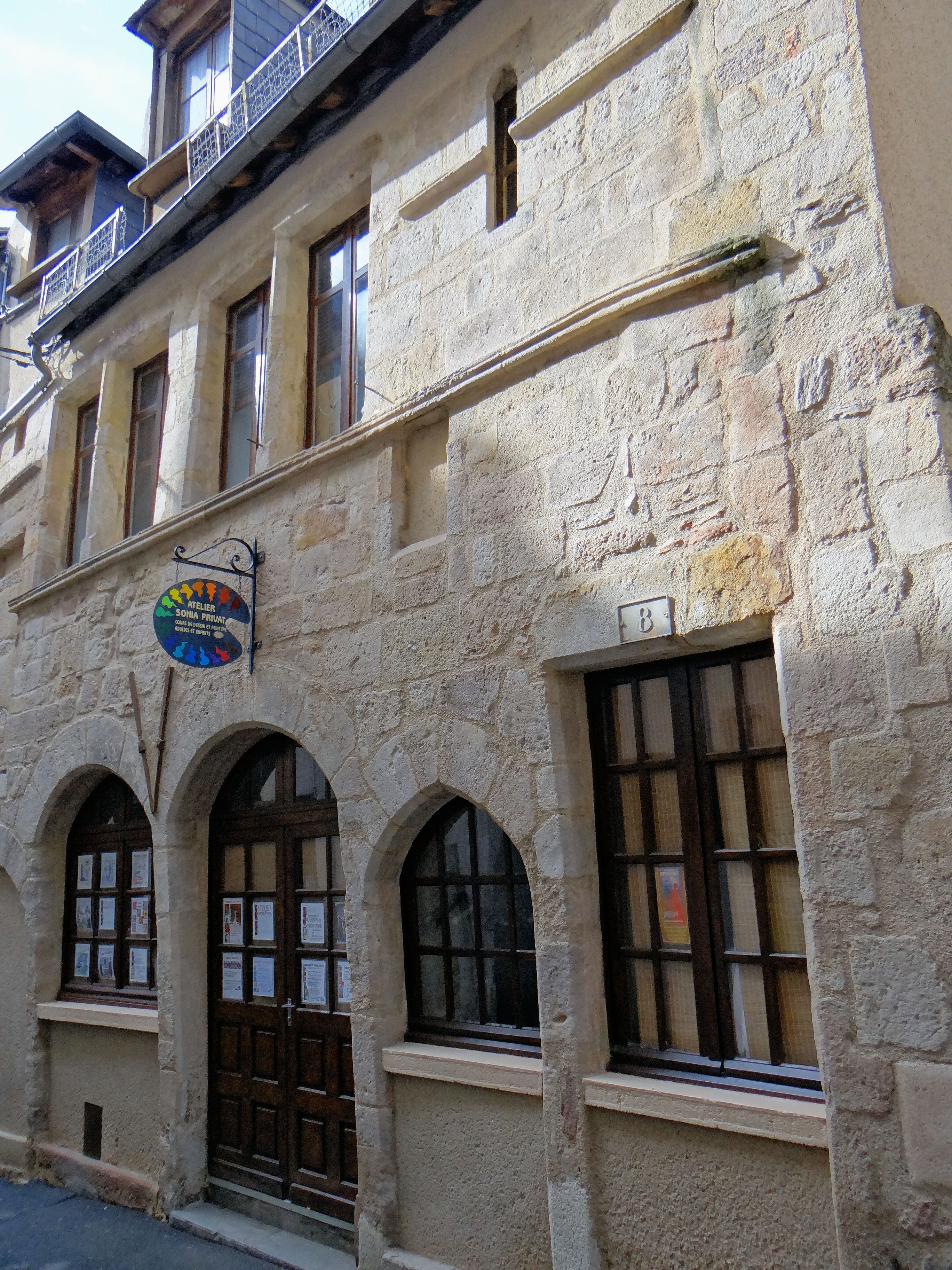
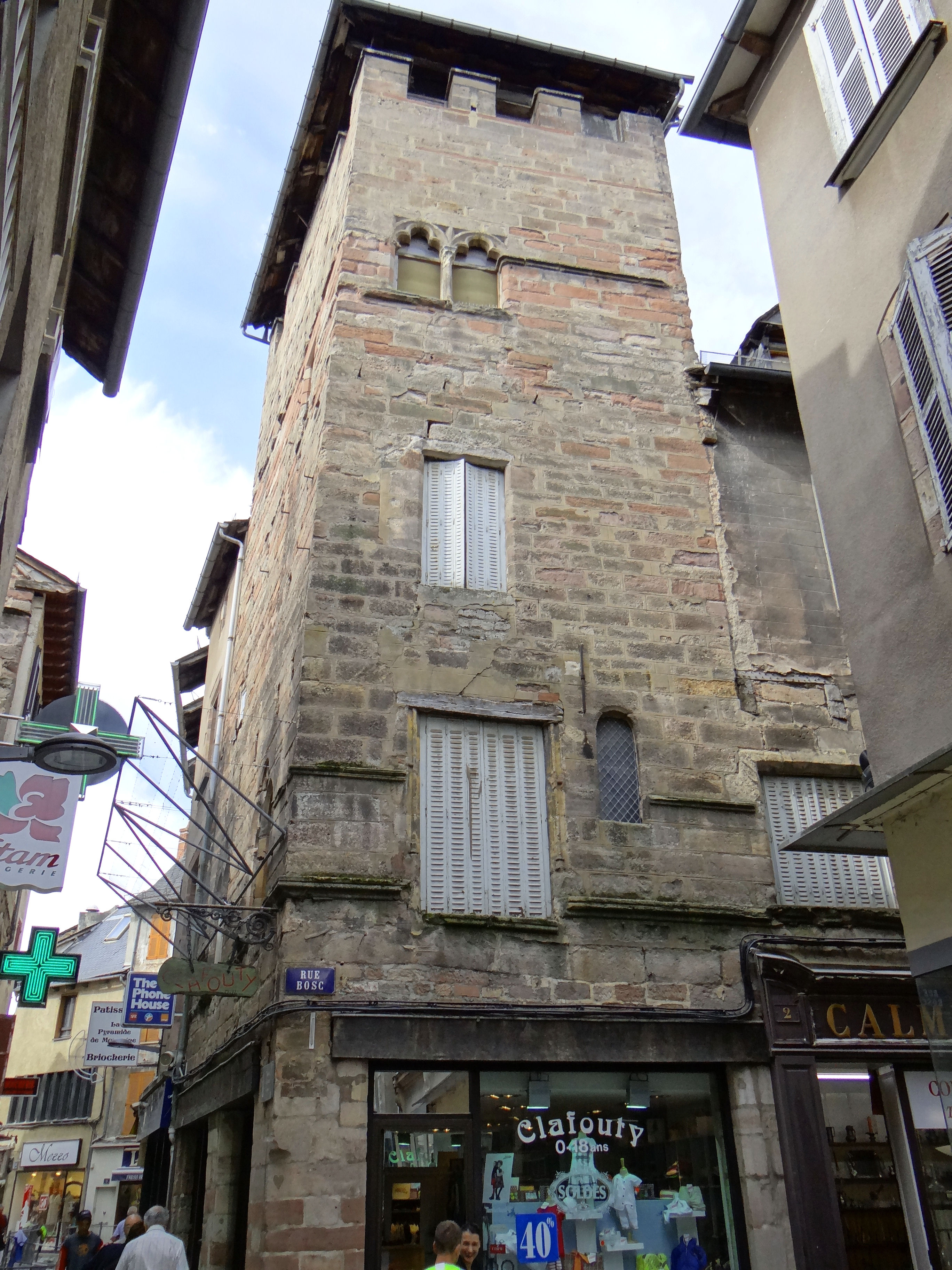
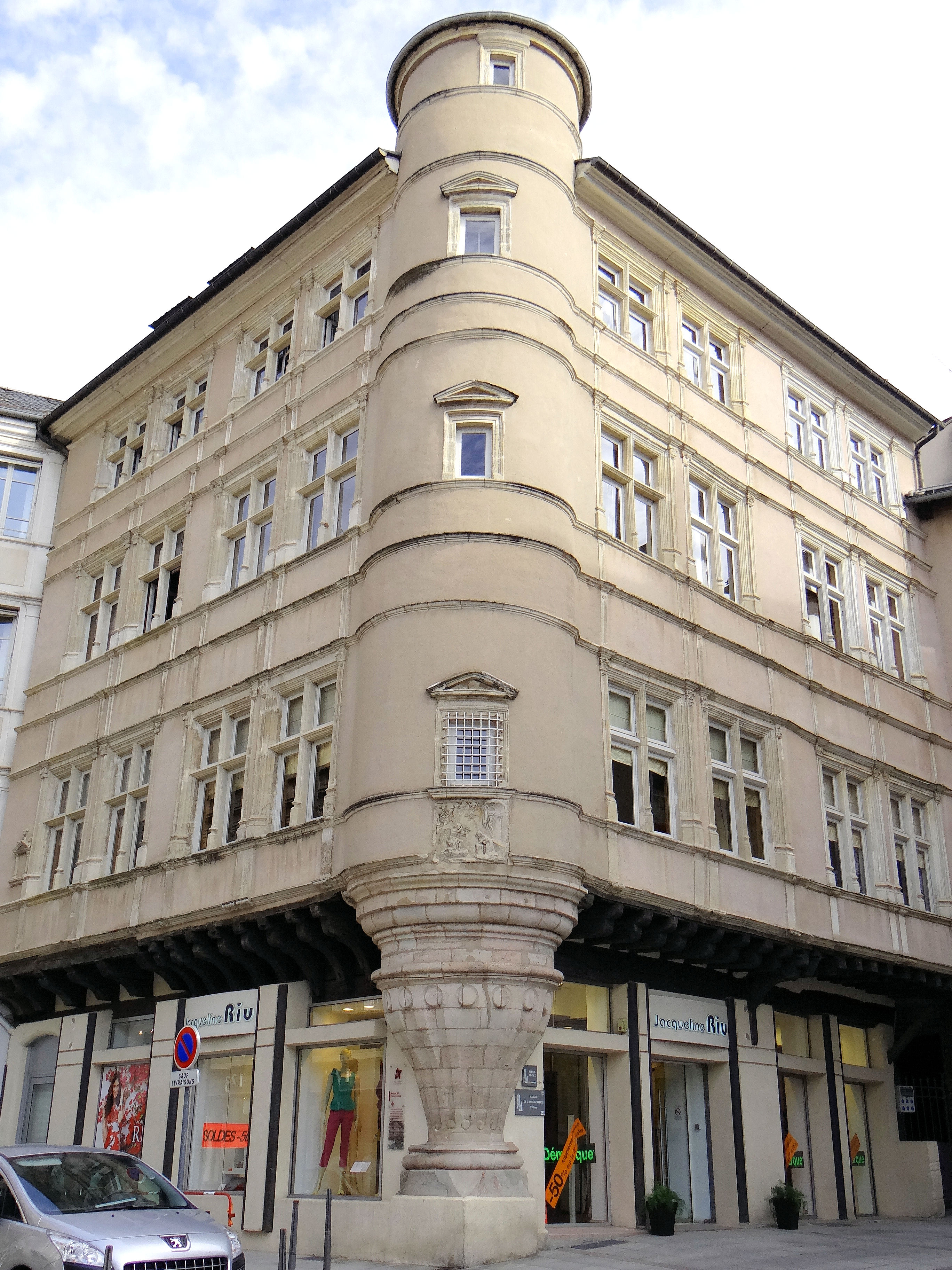
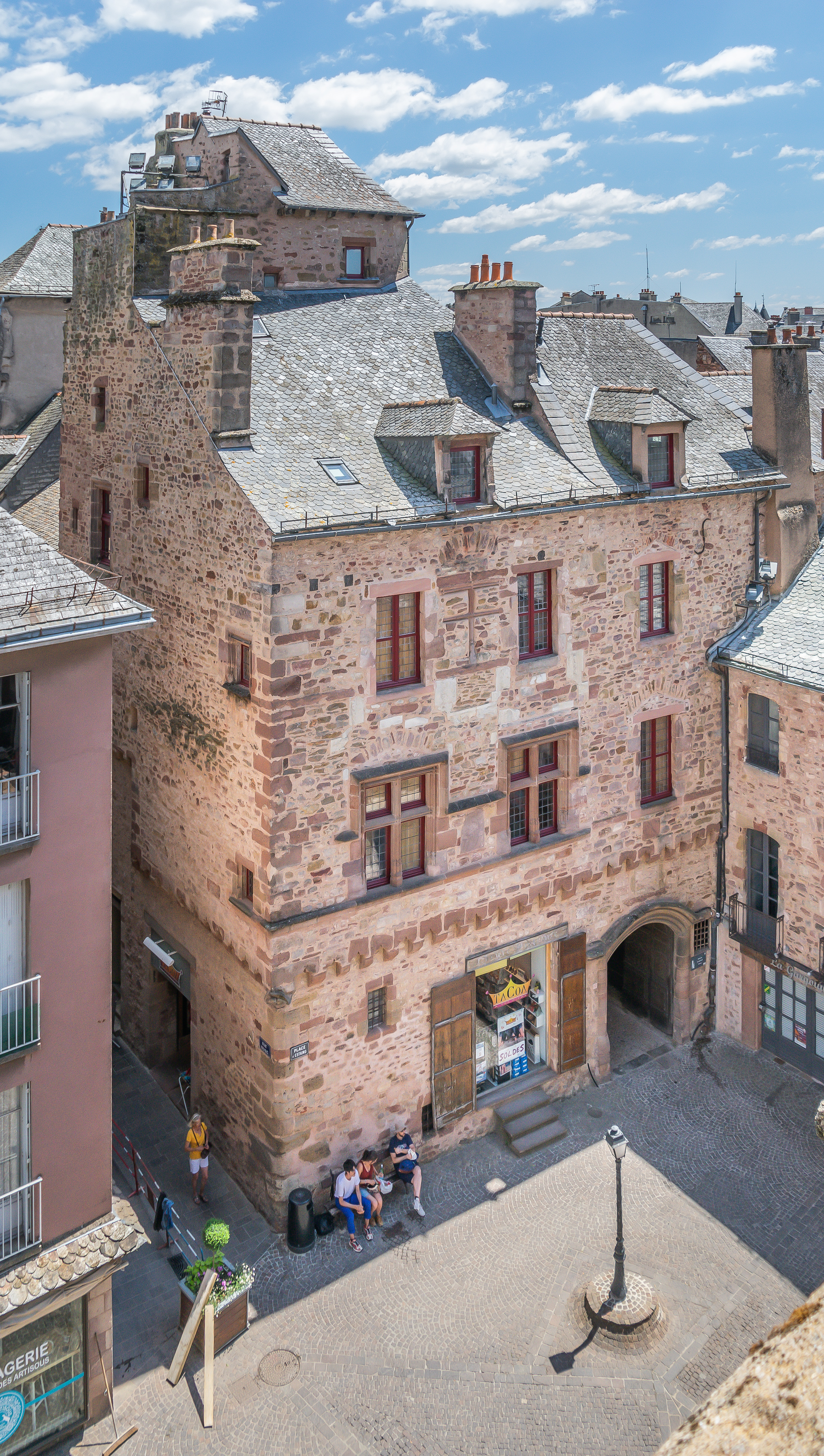
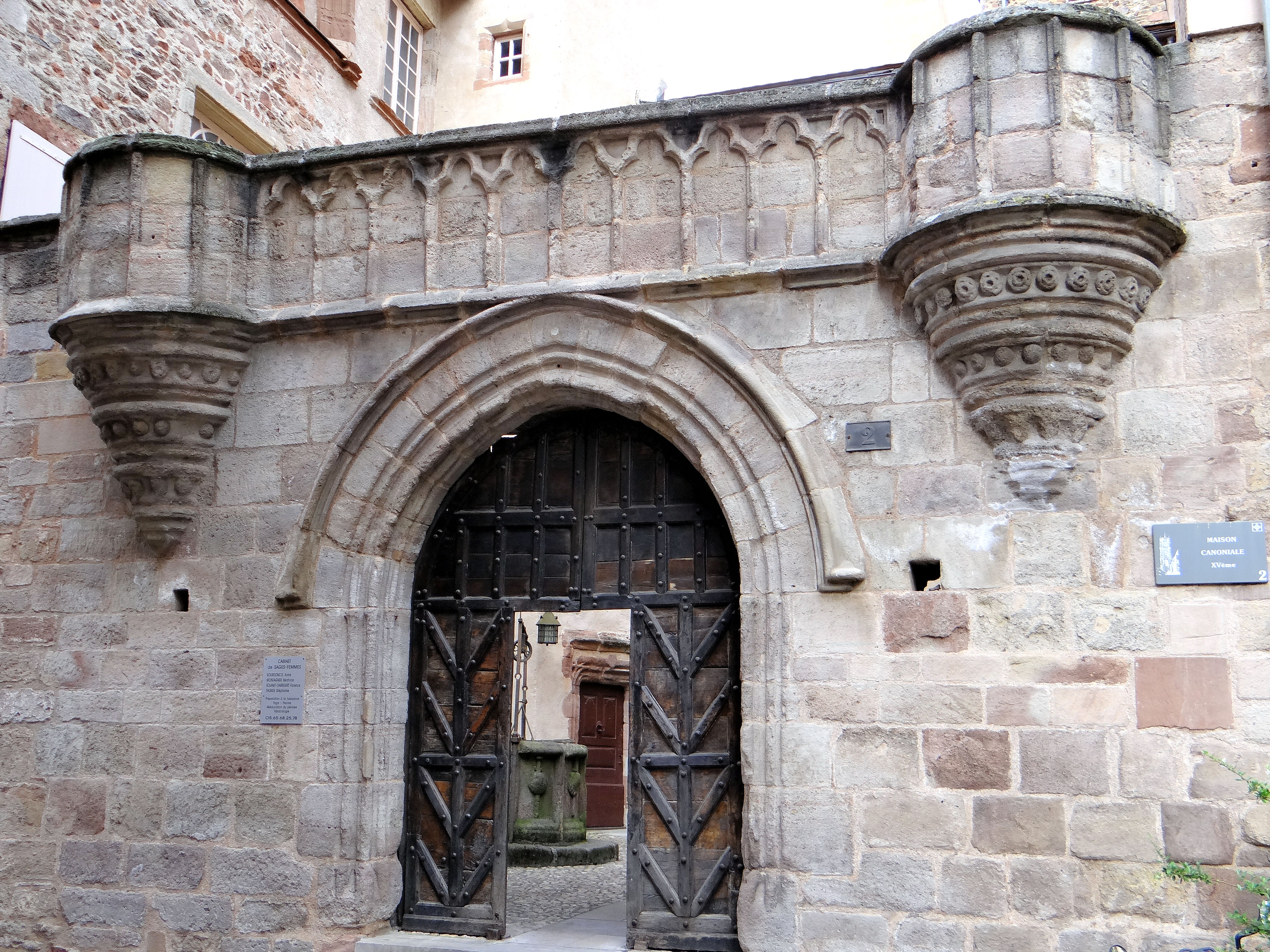

##### Hôtel de Bonald

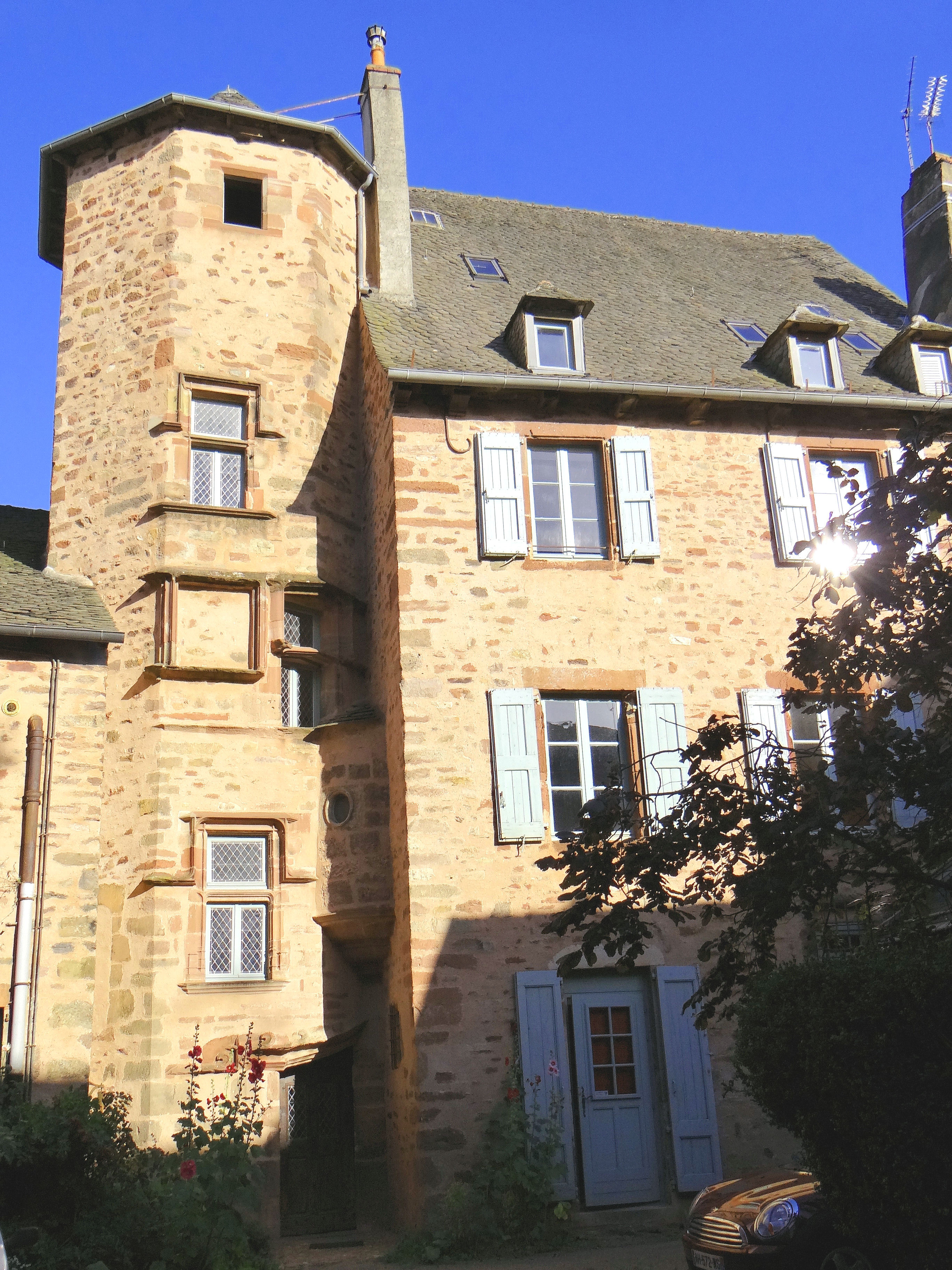
Hôtel de Bonald.

Inscrit MH (1991)

##### Hôtel du Cheval Noir
Inscrit MH (1947)

##### Hôtel Séguret
Inscrit MH (1944)

##### Maison d'Armagnac

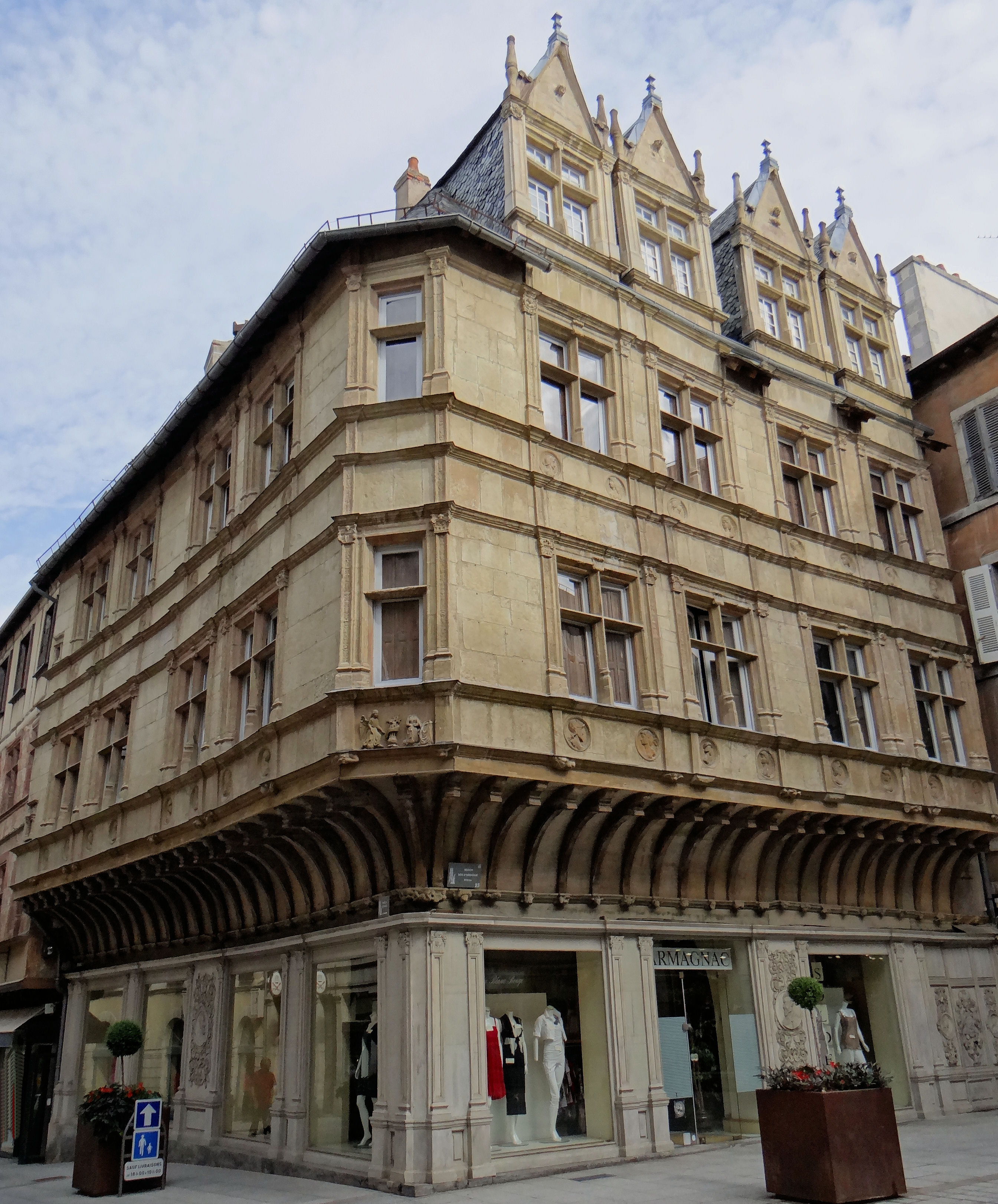
Maison d'Armagnac.

Classé MH (1862)

##### Pont de Layoule

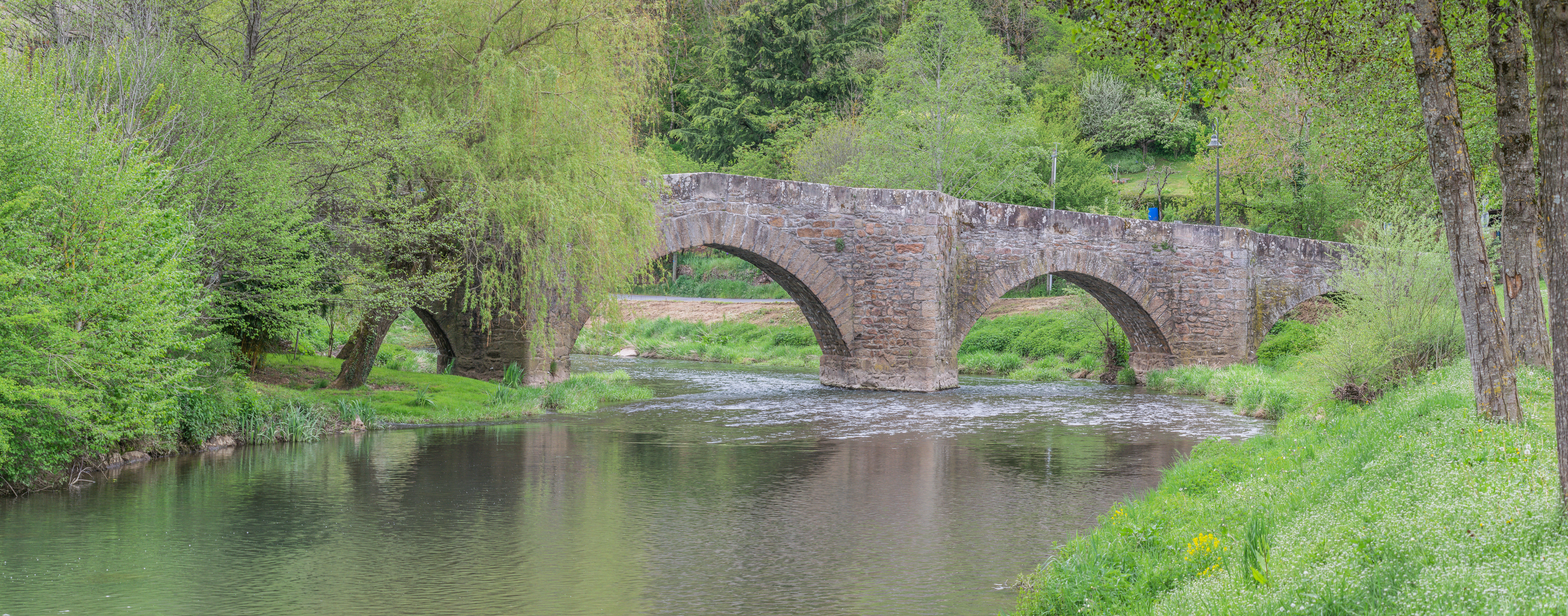
Pont de Layoule.

Inscrit MH (1947), le peintre Paul Charlemagne (1892-1972) l'a en 1936 représenté dans une toile que conserve le Musée national d'art moderne.

##### Château de Saint-Félix
Inscrit MH (1984)

##### Viaduc de la Gascarie

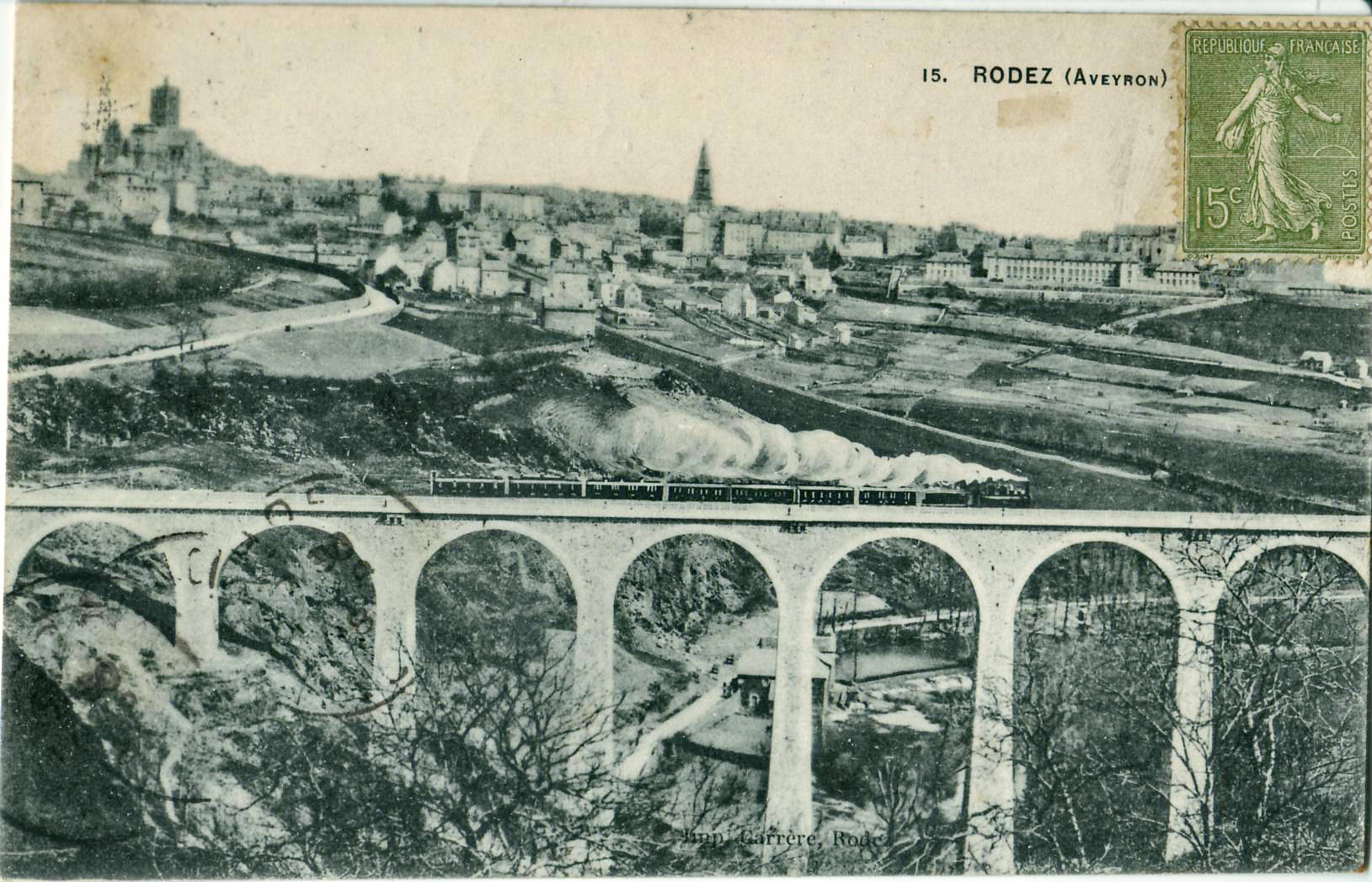
Le viaduc de la Gascarie, dans les années 1910.

Ponts ferroviaires du XIXe siècle, dont le viaduc de la Gascarie.

#### Parcs et jardins
- Jardin public du Foirail

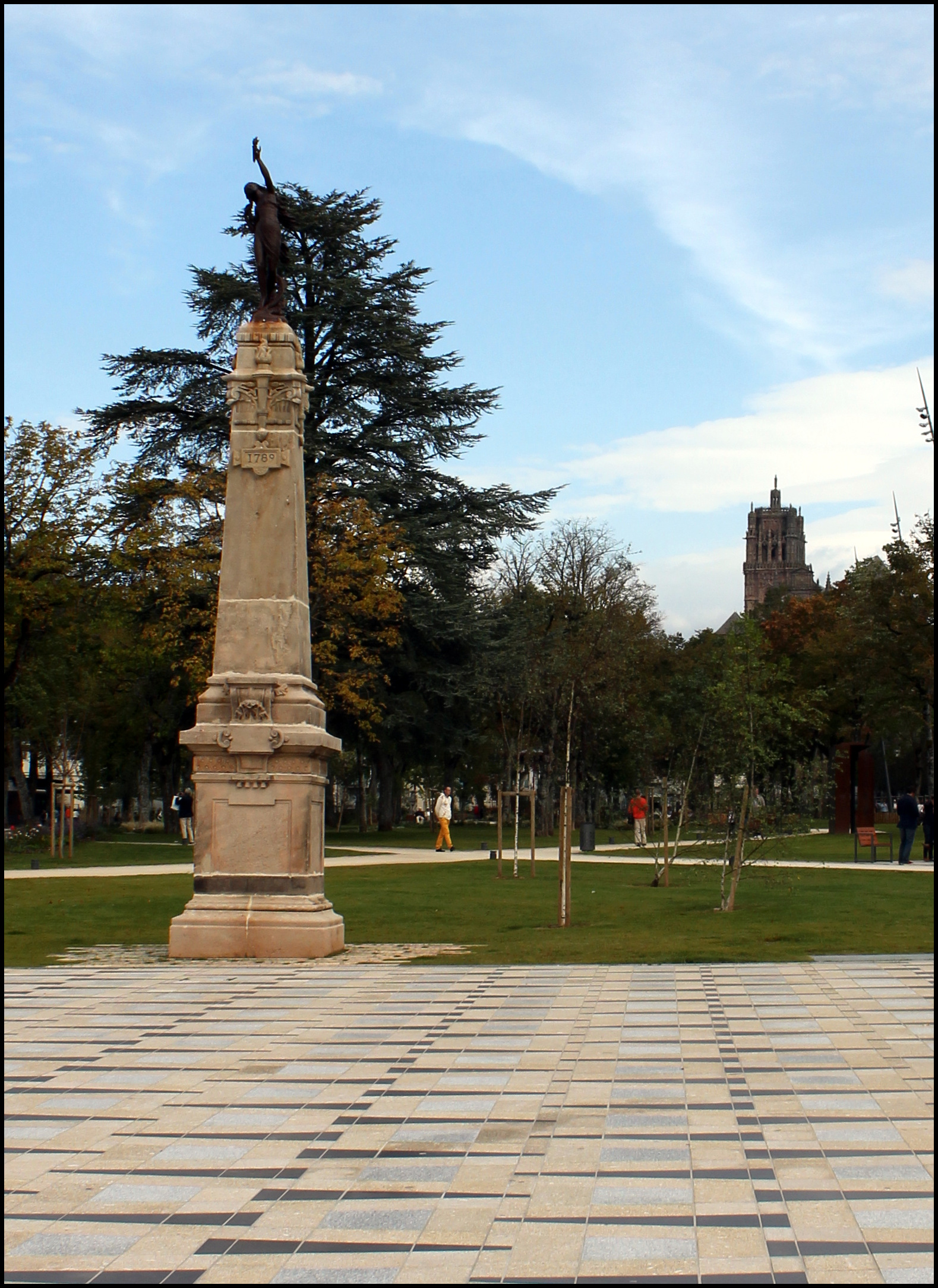
Jardin public du Foirail.

- Square François-Fabié : ce petit square présente un point de vue très étendu sur toute la partie sud du pays ruthénois.

Rodez a été récompensée par trois fleurs du concours des villes et villages fleuris, la 1re ayant été décernée en 1996, et la 3e en 2007 ainsi que Rodez le label « Ville amie des enfants » par l'UNICEF.

##### Parc de loisirs de Combelles
Le Parc de loisirs de Combelles, situé sur la commune du Monastère, à quelques kilomètres du centre-ville est au cœur d’un parc de 120 hectares. C’est un lieu consacré aux activités de son centre équestre et de l’hébergement de son village-vacances. Le parc de Vabre propose des activités pour les enfants avec des jeux de plein air. Rodez dispose d'un golf 18 trous situé plus exactement sur la commune d’Onet-le-Château. Layoule, situé au bord de la rivière l’Aveyron, propose un parcours aménagé pour les piétons ou pour les vélos. Enfin, il existe également un guide « Les Belles Balades de l’Aveyron ». Le Foirail où sont intégrés ses édifices culturel offre un cadre naturel au cœur même de la ville.

### Patrimoine culturel

#### Patrimoine linguistique

Croix occitane.

La cité de Rodés (en rouergat) fut l'un des derniers hauts lieux de l'Occitanie, avec de nombreux troubadours qui y trouvèrent refuge et tentèrent d'y perpétuer la culture occitane. Aujourd'hui, l' Occitania et la lenga d'oc revivent grâce à l'Estivada de Rodez et la présence de nombreuses manifestations festives et culturelles, cette langue devenant au fil des ans, un véritable carrefour culturel des pays d'Oc au service du renouveau de la culture occitane.

#### Société savante

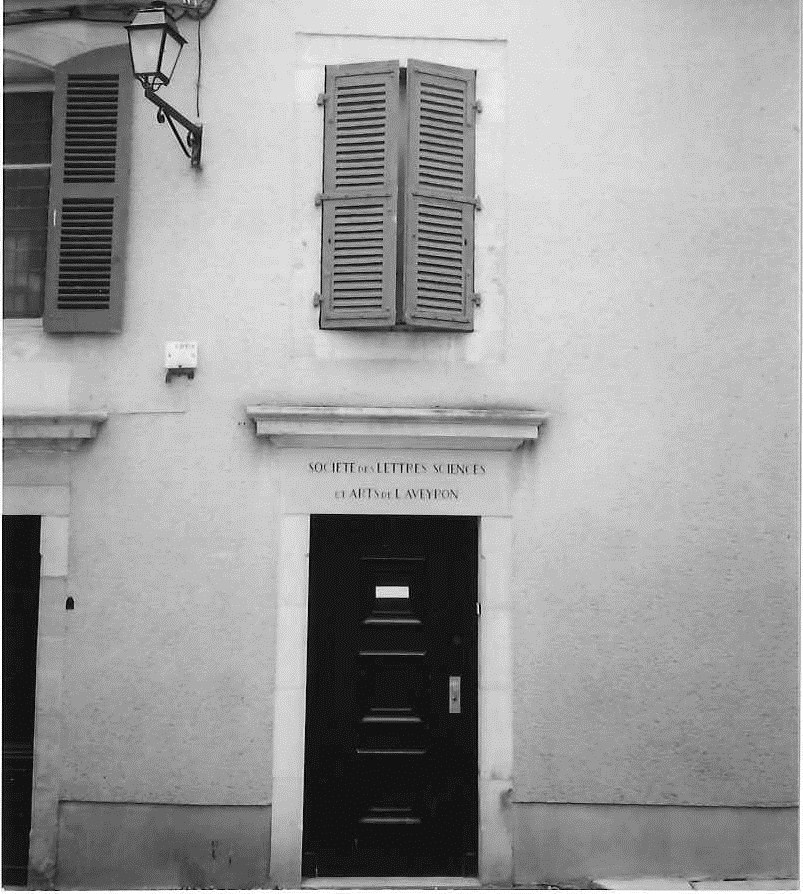
Société des lettres, sciences et arts de l'Aveyron.

Le 3 décembre 1836, sur l'invitation d'Hippolyte de Barrau, est constituée à Rodez, la Société des lettres, sciences et arts de l'Aveyron. Elle a pour objet l'étude de l'histoire et de l'inventaire du patrimoine, aussi bien naturel que culturel, du département de l'Aveyron, anciennement Rouergue. Cette institution culturelle est reconnue d'utilité publique le 29 octobre 1857. Elle est ouverte aux chercheurs, aux enseignants, aux étudiants, et à tous ceux qui s'intéressent à la culture de l'Aveyron et du Rouergue. La Société des lettres, sciences et arts de l'Aveyron possède une bibliothèque de plus de 50 000 ouvrages et plusieurs fonds d'archives.

#### Musées
Rodez compte 3 musées de France :
- Le musée Fenaille  Classé MH (1944)[171], musée d'histoire et d'archéologie possédant une collection unique de statues menhirs du Rouergue. Ses collections comprennent aussi des sculptures d'autres périodes : Antiquité, Moyen Âge, Renaissance et époque moderne.
- Le musée des Beaux-Arts Denys-Puech, musée d'art contemporain dans lequel les sculptures et tableaux de Denys Puech sont exposés et accueille de nombreuses expositions temporaires.
- Le musée Soulages, ouvert le 31 mai 2014[172]. Une grande partie des œuvres de Pierre Soulages et des expositions temporaires d'envergure internationale y sont exposées[173],[174].

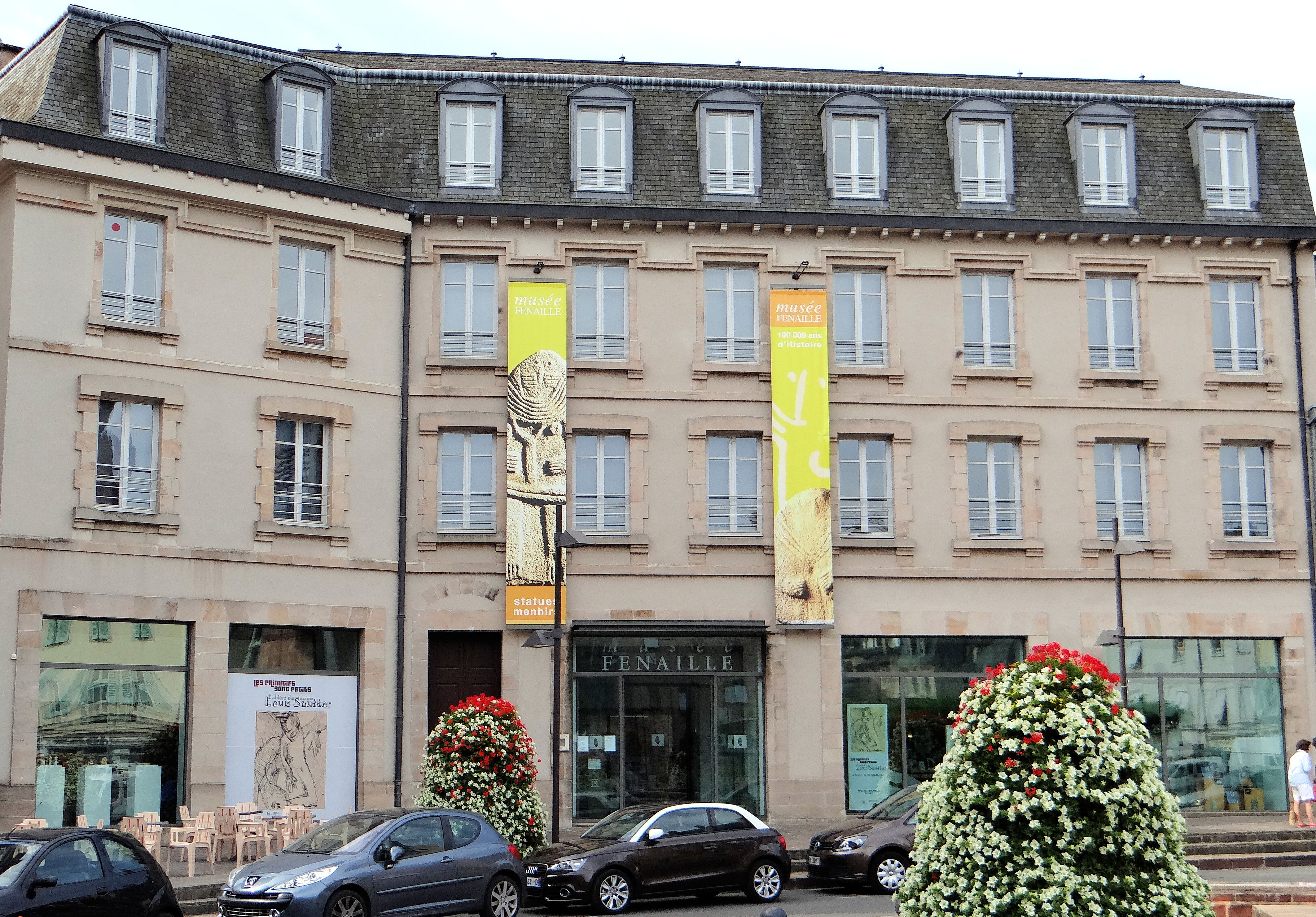
Le musée Fenaille installé dans l’Hôtel de Jouéry.
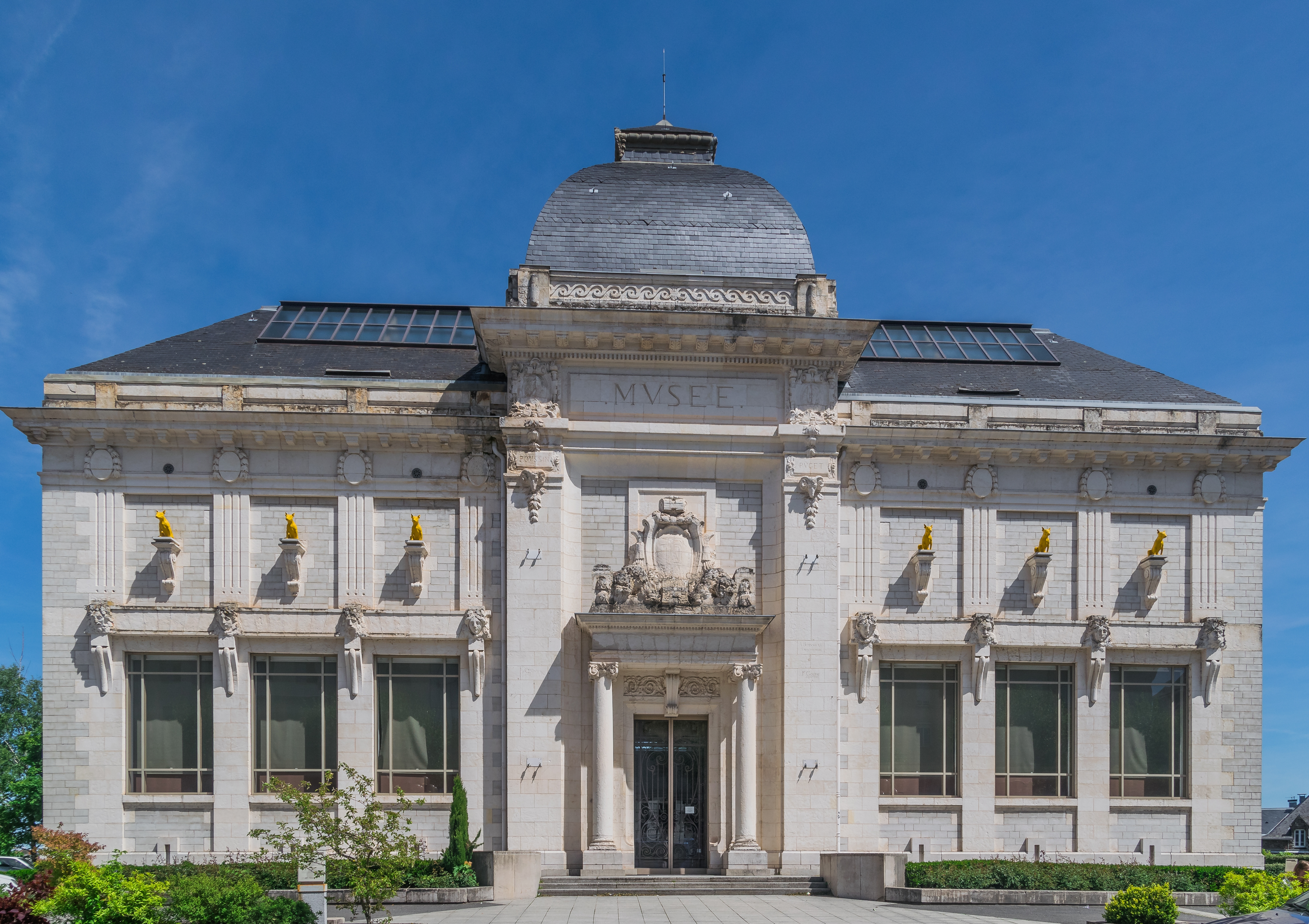
Le musée Denys-Puech.
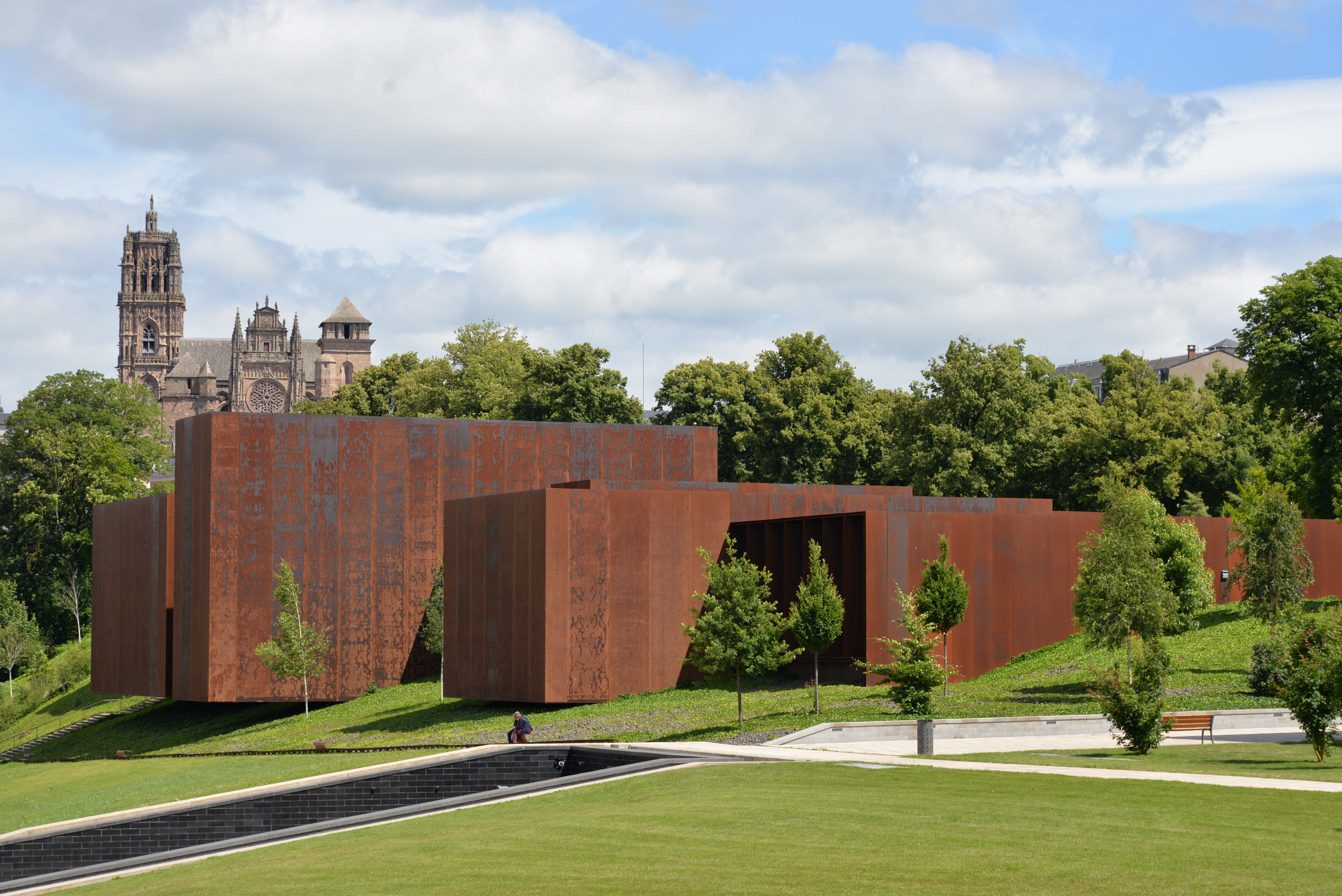
Le musée Soulages.

#### Galerie d'art
- Galerie Sainte-Catherine
- Galerie Foch, ouverte à tous les artistes
- La Menuiserie
- Galeries privées

#### Divers
- Archives départementales de l'Aveyron
- Grande médiathèque de Rodez riche en ouvrages anciens comme actuels.
- Une Maison des Associations[175], proche de la place du Sacré-Cœur, a ouvert ses portes en janvier 2012. Elle permet d'exercer des activités à caractère social, culturel, éducatif, sportif ou environnemental.

### Équipements culturels
- Centre Culturel L'Amphithéâtre offre des fonctions de sport avec plusieurs salles de sports concernant plusieurs disciplines (escrime, escalade, badminton, danse, etc.) ainsi qu'une grande salle pouvant accueillir jusqu'à 3 000 personnes et étant modulable pour des congrès, salons, conférences, débats, colloques, spectacles ou encore représentations théâtrale. De plus, concernant spectacles, concerts et autres représentations artistiques, la programmation de l'établissement offre une grande place à des artistes internationalement reconnus[176].
- Maison de la Jeunesse et de la Culture offre des possibilités pour le théâtre et les spectacles, les animations, ou encore congrès et conférences, les expositions (jauge de plusieurs salles).
- Salle des Fêtes : près des Haras et du stade Paul-Lignon, la salle des fêtes de 2 800 m2 a été inaugurée le 7 janvier 2012 par son concepteur, Emmanuel Nebout et des représentants politiques[177]. D'une architecture futuriste et originale, elle marque la césure totale entre le centre historique et ce nouveau quartier. Elle a la particularité d'offrir une vaste zone découverte et sa configuration lui permet d'accueillir grâce à ses équipements (loges, vestiaires, scène, moyens audio-visuels, grand écran, scène) des salons, expositions, fêtes, manifestations d'associations, d'entreprises. À cette salle, en est juxtaposée une autre (qui peut être scindée en deux). Elle peut faire office de vestiaire ou de bar, voire de salle de réunion. Enfin, dans les étages, 3 salles de réunions sont disponibles. L'ensemble du bâtiment entre en synergie et complémentarité avec la restructuration et l'agrandissement du stade Paul-Lignon, et d'une manière plus large, avec le Multiplexe et le Musée afin de répondre à des manifestations économiques ou culturelles.
- Palais des Congrès : boulevard de la République, il répond à une vocation économique pour les entreprises, les associations grâce à plusieurs salles de commission et un amphithéâtre et hall d'expositions.
- École nationale de musique du Grand-Rodez : Musiques, expositions, conférences et débats.
- Théâtre du Grand Rodez à Onet le Château, La Baleine[178] : l'acoustique y est particulièrement étudiée pour le spectacle vivant et la parole (théâtre, musique symphonique, art lyrique). Cet édifice se situe sur la commune d'Onet-le-Château et peut également accueillir congrès et conférences avec un équipement de retransmission, d'image et de son doté des dernières technologies[179]. Le théâtre ou plus exactement la salle de spectacle occupe 6 000 m2 pour 500 places au service de la culture. En effet, ce théâtre se compose de 3 niveaux sur 2 000 m2, entre locaux techniques, hall d’entrée, salle de spectacle de 2 000 m2 avec plateau de 240 m2, coulisses, deux loges collectives, trois loges individuelles, une loge rapide, bureaux d’administrations, une salle de répétition, deux régies (dont une mobile), vestiaires, deux ascenseurs pour personnes à mobilités réduites. Enfin cette salle de spectacle de 500 sièges est modulable pour 300 ou 500 places. Avec une programmation culturelle prestigieuse, cet édifice est un haut lieu de la culture en Occitanie.
- Parc des Expositions de Malan : Projet à vocation économique et culturelle, situé en bordure de la RN 88, ce lieu sera modulable en congrès, salons, spectacles en fonction des manifestations, pourra proposer des lieux d'animations et de restauration. Il pourra accueillir jusqu'à 3 000 personnes. Le chantier du parc des expositions de Malan débutera "avant la fin de l'actuel mandat de l’agglomération" soit avant 2020[180].
- Plusieurs salles municipales (camping municipal, Calcomier, Saint-Éloi, maison des associations grange de Vabres et parking Foch) pour des réunions, activités, manifestations.

### Personnalités liées à la commune
- Henri de Sévery (NC-1396), né à Sévery, régent, vice-recteur et recteur du Comtat Venaissin, évêque de Saint-Jean-de-Maurienne puis évêque de Rodez, mort à Rodez.
- Gabriel-Maria Nicolas (1462-1532), franciscain cofondateur de l'ordre de l'Annonciation de la Vierge Marie, mort à Rodez.
- François d'Estaing (1501-1529), évêque de Rodez.
- Jean Calmette (1692-1740), jésuite, missionnaire en Inde et Indianiste, né à Rodez
- Jean-Chrysostôme de Villaret (1739-1824), évêque sous le Premier Empire, né à Rodez.
- Jean-Louis Seconds (1743 à Rodez-1819 à Paris), homme politique, député de l'Aveyron à la Convention.
- Jean-François Arssaud (1743-1831), homme politique, député de l'Aveyron de 1791 à 1792, maire de Rodez en 1800.
- Charles Carnus (1749-1792), homme d'église, scientifique, spéléologue, a fait ses études à Rodez.
- Antoine Claude Dièche (1753-1811), général de division et révolutionnaire français, né à Rodez.
- Jean-Pierre Félix Roux, (1755-1831), homme politique de la Révolution française.
- Antoine Bernardin Fualdès (1761-1817), procureur assassiné à Rodez (Affaire Fualdès).
- Sébastien Viala (1763-1848), général de brigade, chevalier de l'Empire (lettres patentes du 22 octobre 1810), maire de Rodez.
- Jean-Alexis Béteille (1763-1847), général français de la Gendarmerie, né à Rodez.
- Félix Hippolyte Monseignat du Cluzel (1764-1840), homme politique, membre du Conseil des Cinq-Cents[181], né et mort à Rodez.
- Jean-Antoine Cambe (1765-1830), homme politique, député de l'Aveyron au Conseil des Cinq-Cents.
- Jean-Pierre Raymond Merlin, (1767-1838), conseiller général de l'Aveyron, député-maire de Rodez.
- Amans-Alexis Monteil (1769-1850), historien né à Rodez. Un lycée porte son nom.
- Jean-Joseph Tarayre (1770-1855), général français de la Révolution et de l’Empire, mort à Rodez.
- Pierre Rodat d'Olemps (1777-1846), homme politique, député de l'Aveyron de 1830 à 1831.
- Raymond Gayrard (1777-1858), graveur et sculpteur (on lui doit la statue de Samson qui ornait la place d'Armes à Rodez), né à Rodez.
- Joseph Delauro, (1778-1846), homme politique, député de l'Aveyron.
- Amans Joseph Henri de Séguret (1784-1835), homme politique, député de l'Aveyron de 1824 à 1827.
- François Gracchus Cabrol,(1793-1882), militaire, industriel et homme politique, député de l'Aveyron.
- Hippolyte de Barrau (1794-1863), historien et fondateur de la Société des lettres, sciences et arts de l'Aveyron, né à Rodez.
- Joseph-Marie Grandet (1797-1875), avocat et homme politique né et décédé à Rodez, député de l'Aveyron.
- Eugène de Barrau (1801-1887), frère du précédent, avocat, historien, vice-président de la Société des lettres, sciences et arts de l'Aveyron, né à Rodez.
- Hippolyte de Monseignat (1805-1893 ), homme politique né et décédé à Rodez,  député de l'Aveyron.
- Adolphe Boisse (1810-1896), homme politique né et décédé à Rodez, député de l'Aveyron de 1871 à 1876 puis sénateur de 1876 à 1885.
- François Mahoux (1835-1901), sculpteur ruthénois qui a formé Denys Puech (1854-1942) et Marc Robert (1875-1962)[182], né et mort à Rodez.
- Amans Joseph Fabre (1842-1916), écrivain, historien, député puis sénateur de l'Aveyron.
- Gabriel Vidal de Saint Urbain (1854-1925), homme politique né à Rodez, député de l'Aveyron de 1896 à 1902 et sénateur de 1903 à 1921.
- Maurice Bompard (1857-1935), peintre, l’un des  fondateurs de la Société des peintres orientalistes français. Certaines de ses œuvres sont exposées au musée Denys-Puech, né à Rodez.
- Henri Roquette, né à Saint-Amans-des-Cots le 25 septembre 1859 et mort à Rodez le 17 avril 1930, avocat, conseiller général du canton de Saint-Amans-des-Cots (Aveyron), vice-président du Conseil général de l'Aveyron, député de l'Aveyron (1919-1924 et 1928-1930).
- Eugène Loup (1867-1948), peintre, né à Rodez.
- Léon Froment (1869-1934), compositeur, folkloriste, organiste de la cathédrale, mort à Rodez.
- Eugène Raynaldy (1869-1938), homme politique français. Il fut sénateur de l'Aveyron de 1930 à 1938, né à Rodez.
- Joseph Bastide (1876-1957), avocat, bâtonnier du barreau de Rodez, député, conservateur en 1936 et 1945, mort à Rodez.
- Raymond Bonnefous (1893-1977), chirurgien, maire de Rodez, sénateur de l'Aveyron (1946-1971) et président du conseil général (1949-1976).
- Marie-Eugène de l'Enfant-Jésus (1894-1967), né Henri Grialou dans le quartier du Gua, il est ordonné prêtre en 1922 à Rodez et entre dans l'Ordre du Carmel. Il a fondé l'Institut Notre-Dame de Vie. Il a été béatifié le 16 novembre 2016.
- Antonin Artaud (1896-1948), écrivain et poète, interné de février 1943 à mai 1946 à l'asile départemental d'aliénés de Paraire à Rodez.
- Roland Boscary-Monsservin (1904-1988), homme politique français, né à Rodez.
- Maurice Andrieu, député de la Haute-Garonne, né à Rodez.
- Henri de Rudelle (1910-1974), adjudant de la 2e DB, Compagnon de la Libération[183], né à Rodez.
- Auguste Anglès (1914-1983), écrivain, résistant et universitaire français, né à Rodez.
- Pierre Soulages (1919-2022), peintre, né à Rodez. Un musée lui est consacré à Rodez depuis 2014.
- Jean Fabre (1935), international de rugby à XV français, occupant le poste de troisième ligne aile au Stade toulousain durant les années 1960, né à Rodez.
- Marc Censi, (1936), homme politique, maire de Rodez de 1983 à 2008 et président du conseil régional de Midi-Pyrénées de 1988 à 1998, né à Rodez.
- Anne-Marie Escoffier (1942), ancienne ministre déléguée chargée de la Décentralisation, conseillère générale du canton de Rignac auprès du conseil départemental de l'Aveyron à Rodez, ancienne préfète et sénatrice de l'Aveyron entre avril 1999 et septembre 2001 et entre octobre 2008 et juillet 2012.
- Jacques Puel (1946-2008), premier cardio-chirurgien ruthénois à implanter une endoprothèse coronarienne, dénommé stent, chez l'homme en 1986. Un hôpital porte son nom.
- Bertrand Delanoë (1950), ancien maire de Paris, a passé son adolescence à Rodez et étudia au lycée privé François-d'Estaing.
- Dominique Reynié (1960), politologue, né à Rodez.
- Gilbert Pagès (1961), rugbyman au Stade ruthénois, Castres Olympique et au Stade olympique millavois, né à Rodez.
- Richard Ferrand (1962), personnalité politique, né à Rodez.
- Coyote (1962-2015), dessinateur de BD notamment de la série des Litteul Kévin, né à Rodez.
- Bernard Laporte (1964), ancien secrétaire d'État des sports, ex-sélectionneur de l'équipe de France de rugby à XV, ex-joueur de l'UA Gaillac, et du CA Bèglais, ex-entraîneur du Stade bordelais et du Stade Français, manager du RC Toulon, président de la Fédération française de rugby depuis décembre 2016, né à Rodez.
- Frédéric Hantz (1966), a commencé et terminé sa carrière de joueur de football dans le club local, puis y a commencé sa carrière d'entraîneur, né à Rodez.
- Cyril Savy (1968) rugbyman au Stade ruthénois, FC Grenoble, Castres Olympique et au Racing Club de France, né à Rodez.
- Gaëtan Roussel (1972) , chanteur et fondateur du groupe rock Louise Attaque, né à Rodez.
- Olivier Asmaker (1973), ancien coureur cycliste et équipier de Laurent Jalabert, a grandi à Rodez.
- Cyril Lignac (1977), cuisinier et animateur sur M6, habitait Onet-le-Château et étudia en Aveyron, né à Rodez.
- Julien Pierre (1981), international de rugby, deuxième ligne de l'ASM Clermont Auvergne, né à Rodez.
- Sabrina Viguier (1981), footballeuse française qui joue actuellement pour l'Olympique Lyonnais et en équipe de France de football (dernière sélection en 2011), née à Rodez.
- Alexandre Geniez (1988), coureur cycliste professionnel, né à Rodez.
- Jöna Aigouy (1999), lanceuse de javelot, née à Rodez.
- Vyto (1997), artiste, rappeur, producteur et fondateur du label Dimanche Production, né à Rodez.

### Héraldique, logotype et devise

#### Héraldique
| Blason de la ville | Malte-Brun, dans La France illustrée (1882), rapporte deux blasonnements différents : - De gueules à trois besants d'or. - De gueules à trois roues d'or, deux en chef et une en pointe, au chef d'azur chargé de trois fleurs de lis d'or et pour devise : « CIVITAS RUTHENA DEO FIDELIS ET REGI SEMPER. » » (La cité Ruthénoise de la fidélité éternelle à Dieu et au Roi.) Les roues (rodas) des armes parlantes de Rodez ressemblent à des besants, d'où la confusion du blasonnement. Le chef de « France » (d'azur chargé de trois fleurs de lis d'or) correspond à une augmentation concédée par le roi Henri IV en 1596, et donc n'est pas en contradiction avec le premier blasonnement, plus ancien (il faudrait d'ailleurs le dire « cousu »). La précision deux en chef et une en pointe pour la position des roues est inutile (c'est la position par défaut) et n'apporte donc pas de différence entre les deux blasonnements. Un blasonnement plus correct serait : De gueules à trois roues d'or, au chef cousu de France moderne. |

#### Logotype
| Logo de Rodez | Le logotype de Rodez est composé d'un petit dessin jaune représentant la branche du bas de la croix occitane -croix présente sur le drapeau de Midi-Pyrénées- et du nom Rodez en capitales rouges. La partie haute du logo, quant à elle, représente la cathédrale de Rodez perchée sur son « piton ». Le slogan : « Rodez, un art de ville » est parfois ajouté au logo. |

## Pour approfondir

#### Géographie - Géologie
- Bernadette Suau, Annie Bugat (Cartographe), Geneviève Verninas (Cartographe) et Marie-Claude Bories (Cartographe), Rodez, Aveyron : plan et notice, Paris, Ed. du CNRS, coll. « Atlas historique des villes de France », 1983, 3 p. : ill. ; 42 cm + 1 plan dépl. + 1 f. de carte + 1 f. de légende (ISBN 2-222-03298-9, BNF 37310789)
- Yvonne Boisse de Black, Le détroit de Rodez et ses bordures cristallines : étude géologique et morphologique, t. XXXVI, Paris ; Liège, Librairie polytechnique Ch. Béranger, coll. « Bulletin des services de la carte géologique de la France et des topographies souterraines » (no 188), 1933, 310 p., ill. ; 25 cm + 1 carte géologique (ISSN 0366-4201, BNF 37375955)
- Daniel M. Trumpy, Le Lias moyen et supérieur des Grands Causses et de la région de Rodez : contributions stratigraphiques, sédimentologiques et géochimiques à la connaissance d'un bassin à sédimentation marneuse..., Pau, Université de Pau et des pays de l'Adour, coll. « Cahiers de l'Université » (no 19), 1984, 363 p., ill. ; 30 et 57 x 82 cm (ISSN 0247-8463, BNF 37699009)

#### Urbanisme - Administration
- Centre d'études des transports urbains (France), Direction départementale de l'équipement (Aveyron) et Ville de Rodez, Étude d'environnement Rocade de l'Auterne, Bagneux, CETUR, 1978, 43 p., ill. en noir et en coul., couv. ill. en coul. ; 42 cm (BNF 35672189)
- Communauté d'agglomération du Grand Rodez, Julie Lourgant et Diane Joy, Chroniques du patrimoine, Grand Rodez : Recueil d'articles précédemment publ. dans le journal Centre-Presse, septembre 2010-juin 2011., Rodez, Éd. du Musée Fenaille, 2011, 71 p., ill. en noir et en coul., couv. ill. ; 21 cm (ISBN 978-2-9540689-0-9, BNF 42563529)
- Agence publique pour l'immobilier de la justice (France), Jean-Pierre Weiss, Yves Lansoy et Marie-Bénédicte Caumette, Maison d'arrêt de Rodez, Aveyron, Paris, APIJ, 2013, 32 p., ill. en coul., couv. ill. en coul. ; 24 cm (BNF 43644140)
- Pierre-Marie Terral (préf. Albert Weitten, photogr. Adelaïde Maisonabe), Bosch Rodez : une ville, une usine, Toulouse, Éd. Privat, 2011, 93 p., ill. en noir et en coul., couv. ill. ; 18 x 25 cm (ISBN 978-2-7089-8352-6, BNF 42558960)
- Marc Censi, Rodez : la révolution tranquille de l'intercommunalité, Rodez, Maison du livre, 2012, 265 p., ill., couv. ill. ; 23 cm (ISBN 978-2-9543043-0-4, BNF 42798334)

#### Cantons de Rodez
- Christian-Pierre Bedel (préf. Christian Teyssèdre), Rodés-nòrd : Ònes, Sebasac / Christian-Pierre Bedel e los estatjants del canton de Rodés-nòrd, Rodez, Mission départementale de la culture, coll. « Al canton », 2004, 271 p., ill. en noir et en coul., couv. ill. ; 28 cm (ISBN 2-907279-61-0, ISSN 1151-8375, BNF 39300572)
- Christian-Pierre Bedel, Rodés-est : Lo Monestire, Senta-Radegonda / Christian-Pierre Bedel e los estatjants del canton de Rodés-est, Rodez, Mission départementale de la culture, coll. « Al canton », 2004, 340 p., ill., couv. ill. ; 28 cm (ISBN 2-907279-60-2, ISSN 1151-8375, BNF 39300576)
- Christian-Pierre Bedel (préf. Jean-Paul Espinasse), Rodés-oèst : Druèla, Luc, Olemps / Christian-Pierre Bedel e los estatjants del canton de Rodés-oèst, Rodez, Mission départementale de la culture, coll. « Al canton », 2004, 295 p., ill., couv. ill. ; 28 cm (ISBN 2-907279-59-9, ISSN 1151-8375, BNF 39300577)

#### Histoire
- Henri Enjalbert (Directeur de publication), Histoire de Rodez, Toulouse, Privat, coll. « Pays et villes de France », 1981, 383 p., ill. ; 24 cm (ISBN 2-7089-8218-4, ISSN 0293-3675, BNF 34731445)
- Robert Taussat (ill. Jacques Poulet, photogr. Pierre Lançon), Sept siècles autour de la cathédrale de Rodez : histoire et vie quotidienne, Rodez, Éd. du Rouergue, 1992, 349 p., ill. en noir et en coul., couv. ill. ; 26 cm (ISBN 2-905209-55-0, BNF 35523911)
- Jean Dhombres, Yves Labat, Édouard Thubières et Roger Vignes, Rodez : deux mille ans d'histoire, Rodez, Éd. du Rouergue, 1996, 167 p., ill. en noir et en coul., couv. ill. en coul. ; 28 cm (ISBN 2-84156-022-8, BNF 35856794)

##### Préhistoire - Antiquité
- Annie Philippon (Directrice de publication), Michel Baud, Annie Caubet et Georges Costantini, Statues-menhirs : des énigmes de pierre venues du fond des âges, Rodez, Éd. du Rouergue, 2007, 221 p., ill. en noir et en coul., couv. ill. ; 24 cm (ISBN 978-2-84156-942-7, BNF 41267914)
- Alexandre Albenque (préf. André Aymard), Les Rutènes : études d'histoire, d'archéologie et de toponymie gallo-romaines, Rodez, P. Carrere, 1948, 339 p., cartes, ill. ; 25 cm (BNF 37394724)
- Philippe Gruat (Directeur de publication) et Georges Marty (Directeur de publication), Vivre et mourir à Segodunum durant l'Antiquité : les enseignements des fouilles de Notre Dame du Bon Accueil à Rodez, Aveyron, Rodez ; Montrozier, Musée du Rouergue ; Musée de Montrozier, coll. « Guide d'archéologie » (no 10), 2003, 294 p., ill., couv. ill. en coul. ; 24 cm (ISBN 2-907279-57-2, ISSN 1242-7896, BNF 39106700)

##### Moyen Âge
- Archives départementales (Aveyron) et Jean-Loup Lemaître (Rédacteur), Manuscrits du Chapître et de l'Évêché de Rodez : manuscrits conservés aux Archives départementales et à l'évêché, Rodez, Archives départementales de l'Aveyron, 1985, 138 p., couv. ill. en coul. ; 30 cm (ISBN 2-86012-007-6, BNF 36619413)
- Roger Nougaret, Hôpitaux, léproseries et bodomies de Rodez : de la Grande peste à l'hôpital général : vers 1340-1676, Rodez, Subervie, coll. « Collection Recherches historiques nationales et régionales », 1986, 272 p., ill., couv. ill. ; 21 cm (BNF 35006033)
- Nicole Lemaître (préf. Jean Delumeau), Le Rouergue flamboyant : clergé et paroisses du diocèse de Rodez, 1417-1563, Paris, Éd. du Cerf, coll. « Histoire », 1988, 652 p., ill., couv. ill. en coul. ; 24 cm (ISBN 2-204-02851-7, ISSN 0769-2633, BNF 34938787)
- Raymond d' Austry et Antoine Débat (Éditeur scientifique), Livre de raison de Raymond d'Austry : bourgeois et marchand de Rodez (1576-1624) / transcrit et annoté par Antoine Débat, Rodez, Société des lettres, sciences et arts de l'Aveyron, coll. « Archives historiques du Rouergue » (no 23), 1991, 263 p., ill., couv. ill. ; 24 cm (ISBN 2-908570-01-7, BNF 36653510)
- Jacques Bousquet, Le Rouergue au premier Moyen âge. Tome 1 : vers 800-vers 1250 : les pouvoirs, leurs rapports et leurs domaines, Rodez, Société des lettres, sciences et arts de l'Aveyron, coll. « Archives historiques du Rouergue » (no 24), 1992, 426 p., couv. ill. ; 24 cm (ISBN 2-908570-02-5, ISSN 1245-9747, BNF 35552831)
- Jacques Bousquet, Le Rouergue au premier Moyen âge. Tome 2 : vers 800-vers 1250 : les pouvoirs, leurs rapports et leurs domaines, Rodez, Société des lettres, sciences et arts de l'Aveyron, coll. « Archives historiques du Rouergue » (no 25), 1994, 434 p., couv. ill. ; 24 cm (ISBN 2-908570-04-1, ISSN 1245-9747, BNF 36684881)
- Ann Wroe (trad. de l'anglais par Béatrice Vierne), Le marchand, le juge et le magot : chronique d'une querelle familiale au Moyen Âge ; trad. de l'anglais, Paris, J.-C. Lattès, 1996, 304 p., couv. ill. en coul. ; 23 cm (ISBN 2-7096-1700-5, BNF 35823047)
- Médiathèque municipale (Rodez) (Éditeur scientifique), Un livre d'heures à l'usage de Rodez : vers 1460-1470, Rodez, Médiathèque de Rodez, 2003, 54 p., ill. en coul., couv. ill. en coul. ; 24 cm (ISBN 2-9519594-0-0, BNF 38974346)
- Matthieu Desachy, Cité des hommes : le chapitre cathédral de Rodez, 1215-1562, Rodez, Éd. du Rouergue, 2005, 577 p., couv. ill. en coul. ; 25 cm (ISBN 2-84156-665-X, BNF 40063427)
- Jean Dufour, Les Évêques d'Albi, de Cahors et de Rodez : des origines à la fin du XIIe siècle, Paris, Éd. du CTHS, coll. « Mémoires et documents d'histoire médiévale et de philologie » (no 3), 1989, 92 p., couv. ill. ; 24 cm (ISBN 2-7355-0176-0, ISSN 0985-5106, BNF 35041801)
- Antoine Bonal, Comté et comtes de Rodez, Rodez, E. Carrère, coll. « Publications de la Société des lettres, sciences et arts de l'Aveyron », 1885, 768 p., in-8 (BNF 30124501)
- Joseph de Bonald, Les comtes de Rodez et les seigneurs de Bénavent : Fac-sim. de l'éd. de : Paris : H. Champion, 1905, Nîmes, Lacour-Ollé, coll. « Rediviva », 2010, 47 p., couv. ill. en coul. ; 21 cm (ISBN 978-2-7504-2523-4, ISSN 0989-4616, BNF 42199286)

##### Époque moderne
- Sylvie Mouysset (préf. Nicole Lemaitre), Le pouvoir dans la bonne ville : les consuls de Rodez sous l'Ancien régime, Rodez, Société des lettres, sciences et arts de l'Aveyron, 2000, 645 p., ill., couv. ill. ; 24 cm (ISBN 2-912025-04-4, BNF 37108828)
- Médiathèque municipale (Rodez), Atlas, cartes et plans sous l'Ancien Régime dans les collections de la Médiathèque de Rodez : exposition présentée à la Médiathèque de Rodez du 3 mai au 4 juillet 2002, Rodez, Médiathèque de Rodez, 2002, 76 p., ill., couv. ill. en coul. ; 30 cm (BNF 40087683)
- Jean Maurel, Rodez et son pays au temps des Lumières : chronique intime, Toulouse, J. Maurel, 2006, 201 p., ill., couv. ill. ; 24 cm (ISBN 2-9508759-5-5, BNF 40933482)

##### Révolution
- Alfred Andrieu, Les prêtres-martyrs de la place du Bourg, à Rodez (1793-1794), Rodez, P. Carrère, 28 décembre 1927, 55 p., In-8 (BNF 31721391)

##### Époque contemporaine
- Yves Carcenac, Henri Carcenac, 1790-1855 : un maire de Rodez tourné vers l'avenir, Montauban, Éd. Toute latitude-Terres d'excellence, coll. « Biographie », 2012, 140 p., couv. ill. ; 22 cm (ISBN 978-2-35282-029-1, BNF 42639242)
- Emma-Paule Saboya, À l'ombre de la cathédrale : mémoire d'une collégienne (1923-1930), Rodez, Subervie, 1984, 200 p., couv. ill. ; 19 cm (BNF 34765733)
- Bernard Pouget, Les enfants du faubourg de Rodez : 1930-1950, Martel, Éd. du Laquet, coll. « À travers la France », 1996, 123 p., couv. ill. en coul. ; 23 cm (ISBN 2-910333-46-9, BNF 36158882)

##### Affaire Fualdès
- Pierre Darmon, La rumeur de Rodez : histoire d'un procès truqué, Paris, A. Michel, 1991, 242 p., couv. ill. en coul. ; 23 cm (ISBN 2-226-05447-2, BNF 36652803)
- Michel-Louis Rouquette, La rumeur et le meurtre : l'affaire Fualdès, Paris, Presses universitaires de France, coll. « Sociologie d'aujourd'hui », 1992, 110 p., 22 cm (ISBN 2-13-044503-9, ISSN 0768-0503, BNF 36658367)
- Philippe Méraux, Clarisse et les égorgeurs : l'affaire Fualdès, Rodez, Éd. du Rouergue, 1999, 345 p., ill., couv. ill. en coul. ; 24 cm (ISBN 2-84156-197-6, BNF 37082505)
- (oc) Maurice Bony et Amans Batut (trad. de l'occitan), L'afar de Fualdes : qué n'en sabèm uèi ?, Onet-le-Château, Éd. du Grelh Roergàs, coll. « Grelh roergàs » (no 29), 2008, 117 p. (ISBN 978-2-85579-072-5, BNF 41438489)
- Paul Astruc (ill. Paul Astruc), Fualdès, Rodez, Éd. du Rouergue, 1984, 50 p., Bande dessinée (ISBN 2-905209-00-3, BNF 36630016)

#### Cathédrale Notre-Dame
- Société des lettres, sciences et arts de l'Aveyron, VIIe centenaire de la cathédrale de Rodez : communications / présentées à la séance de la Société des lettres du 20 mai 1977... Rodez, Rodez, Société des lettres, sciences et arts de l'Aveyron, 1979, 167 p., ill., couv. ill. ; 22 cm (BNF 34684767)
- Claire Delmas, Inauguration du grand orgue reconstruit de la cathédrale de Rodez : 10 et 11 octobre 1986 (programme), Rodez, Ville de Rodez, 1986, Non paginé : couv. ill. ; 30 cm (BNF 37070394)
- Robert Dulau (photogr. Alain Willaume), Voyage en cathédrale : Notre-Dame de Rodez, Rodez, Éd. du Rouergue, 1987, 147 p. (ISBN 2-905209-09-7, BNF 34968270)
- Claire Delmas (photogr. André Kumurdjian), Cathédrale de Rodez, Saint-Georges-de-Luzençon, Ed. du Beffroi, 1991, 56 p., ill. en coul., couv. ill. en coul. ; 22 cm (ISBN 2-908123-09-6, BNF 35551957)
- Gérard Bessière et Hyacinthe Vulliez, "La mise au tombeau" de la cathédrale de Rodez, Rodez, Ed. du Rouergue, 1994, 87 p., ill. en coul., couv. ill. en coul. ; 25 cm (ISBN 2-905209-96-8, BNF 35740777)
- F. Magne, Notice archéologique sur l'église cathédrale de Rodez : Fac-sim. de l'éd. de Rodez : Impr. N. Ratery, 1842, Nîmes, C. Lacour, coll. « Rediviva », 2001, 130 p., couv. ill. ; 21 cm (ISBN 2-84692-149-0, ISSN 0989-4616, BNF 37650052)
- Françoise Talvard, La maîtrise de la cathédrale de Rodez aux XVIIe et XVIIIe siècles, Versailles, Éd. du Centre de musique baroque de Versailles, coll. « Cahiers Philidor » (no 31), 2005, 36 p., ill., fac-sim. ; 30 cm (ISBN 2-911239-46-6, BNF 40024854)
- La cathédrale de Rodez : les vitraux de Stéphane Belzère, Paris, Éd. du Patrimoine, coll. « Itinérances », 2008, 54 p., ill. en noir et en coul., couv. ill. en coul. ; 23 cm (ISBN 978-2-7577-0028-0, BNF 41312162)

#### Divers
- Aveyron. Archives départementales et Jacques Bousquet, En Rouergue à travers le temps : guide commenté du Musée des archives départementales, Rodez, Archives départementales, 1961, 324 p., In-8° (BNF 33110879)
- Christian Bernard et Lycée agricole (Rodez) (Éditeur scientifique), La Flore du domaine du Lycée agricole de Rodez-La Roque, Rodez, Lycée agricole, 1983, 54 f. : ill., couv. ill. ; 30 cm (BNF 34713536)
- Gaston Ferdière, Rapport sur le fonctionnement de l'hôpital psychiatrique de Rodez du 23 juillet 1941 au 30 novembre 1942, Paris, Maxmed--Nervure, 1992, 42 p., ill. ; 30 cm (BNF 36669449)
- Robert Taussat, Rodez : un nom, une rue, Rodez, Société des lettres, sciences et arts de l'Aveyron, 1998, 653 p., ill., couv. ill. en coul. ; 24 cm (ISBN 2-908570-07-6, BNF 37032032)
- Jean-Michel Cosson, Histoire des rues de Rodez, Romagnat, de Borée, 2003, 175 p., ill., couv. ill. ; 31 cm (ISBN 2-84494-198-2, BNF 39103534)
- Catherine Samson-Bécouze, Rodez, Rodez, Éd. du Rouergue, coll. « De ville en ville », 2001, 61 p., ill. en noir et en coul., couv. ill. en coul. ; 21 cm (ISBN 2-84156-304-9, BNF 37716179)
- La Dépêche du Midi (Toulouse), Stéphane Hurel (Rédacteur) et Claude Boudes (Rédacteur) (photogr. Jean-Louis Pradels), RAF, 80 ans de fidélité : du stade ruthénois au Rodez Aveyron Football, Bez-et-Esparon, Études & communication éd., 2008, 96 p., ill. en noir et en coul., couv. ill. ; 29 cm (ISBN 978-2-911722-50-9, BNF 41281779)
- Michel Lombard, Les diablotins du pensionnat : récit, Portet-sur-Garonne, Loubatières, 2011, 124 p., couv. ill. ; 21 cm (ISBN 978-2-86266-638-9, BNF 42392658)
- Émily Teyssèdre-Jullian et Thomas Smith-Vaniz, Rodez de A à Z, Saint-Cyr-sur-Loire, A. Sutton, coll. « De A à Z », 2001, 128 p., ill. en noir et en coul., couv. ill. en coul. ; 24 cm (ISBN 978-2-8138-0331-3, ISSN 1773-6951, BNF 42434972)
- Christophe Belser (ill. Claude Verdu et le Carto-club aveyronnais), Rodez, Prahecq, P & M, Patrimoines médias, coll. « Il y a 100 ans, en cartes postales anciennes », 2012, 140 p., ill. en noir et en coul., couv. ill. ; 27 x 30 cm (ISBN 978-2-36459-008-3, ISSN 1956-5917, BNF 42802950)